# Podole

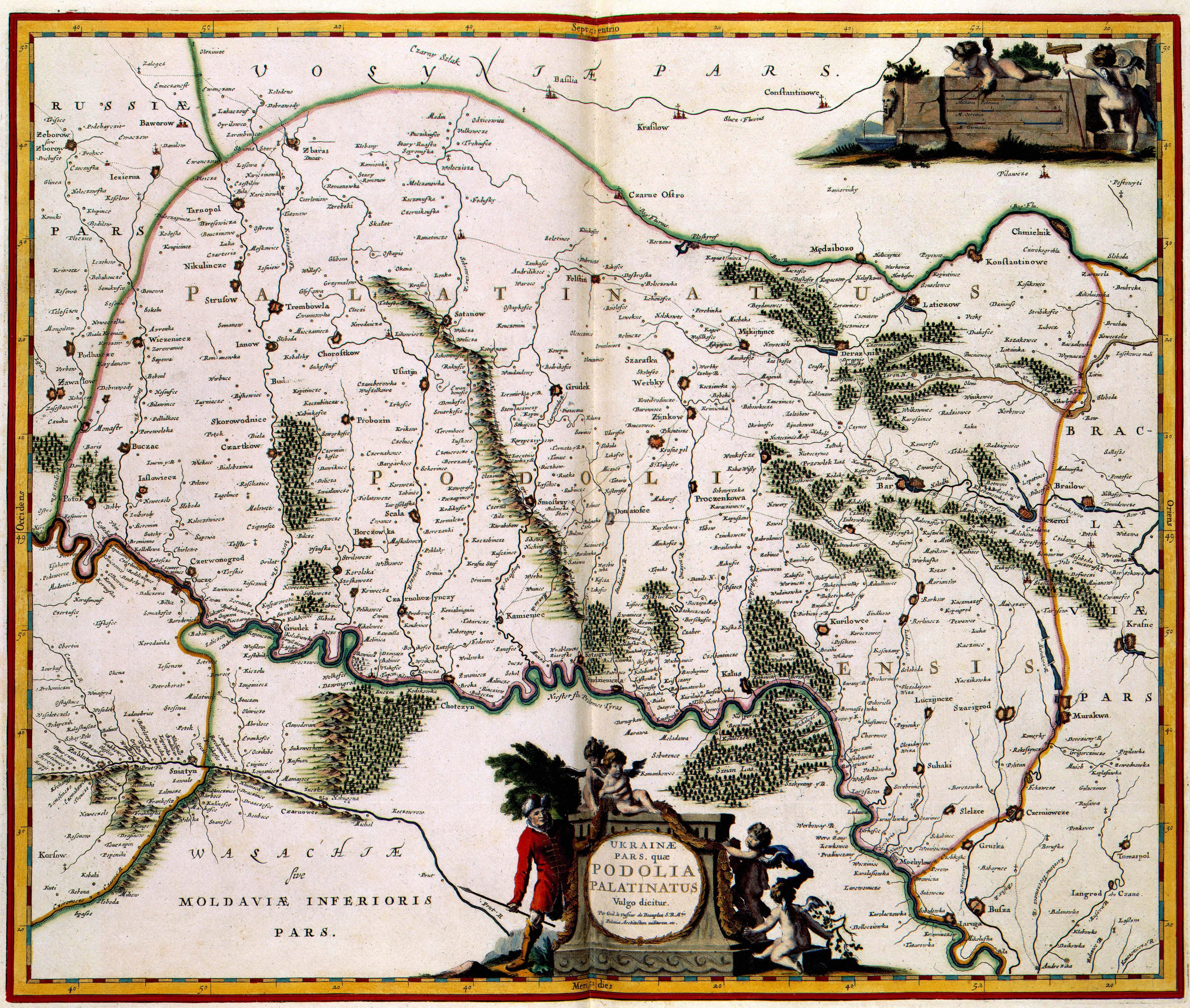
Podole właściwe (woj. podolskie) przed 1664

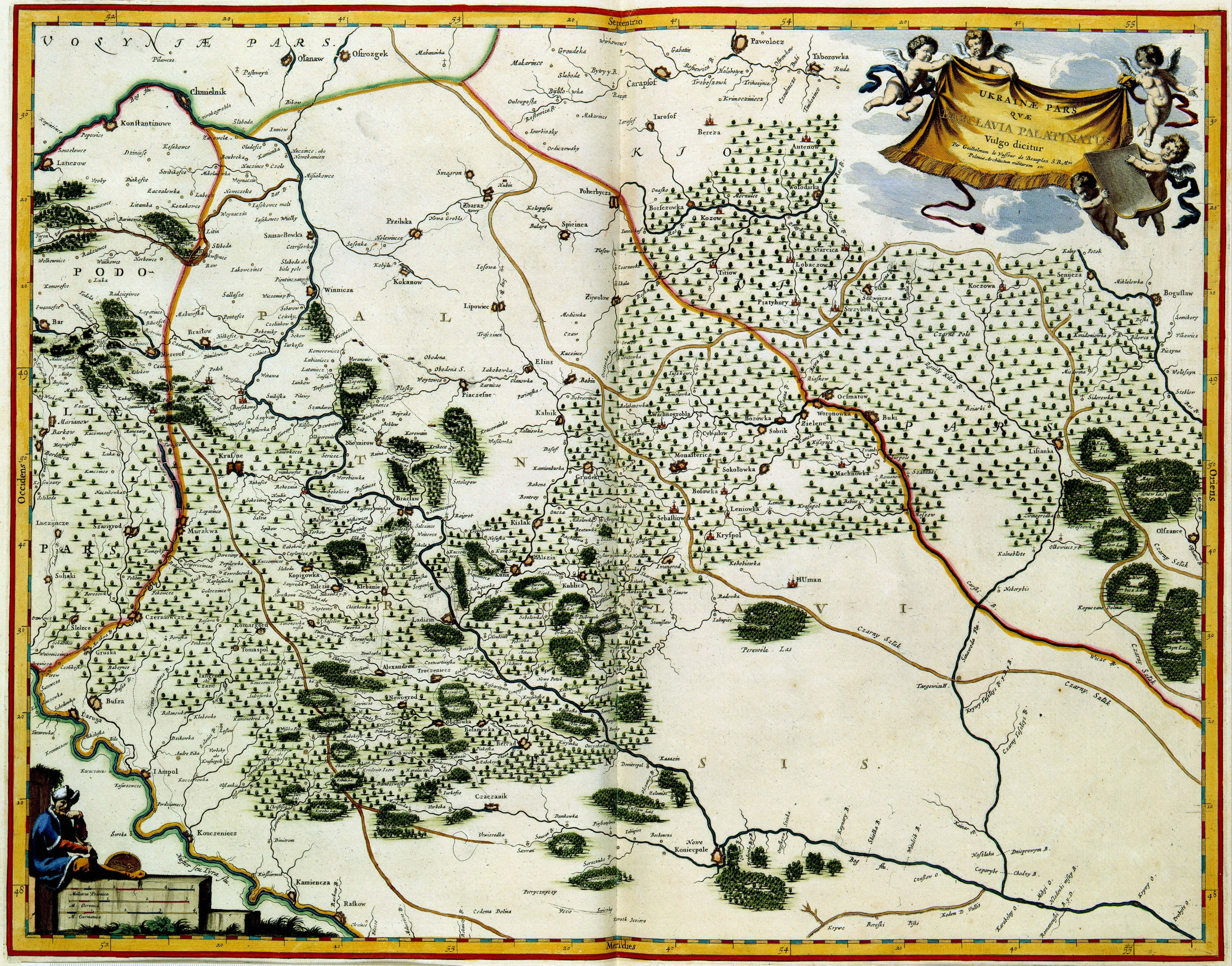
Podole ukrainne (woj. bracławskie) w 1648

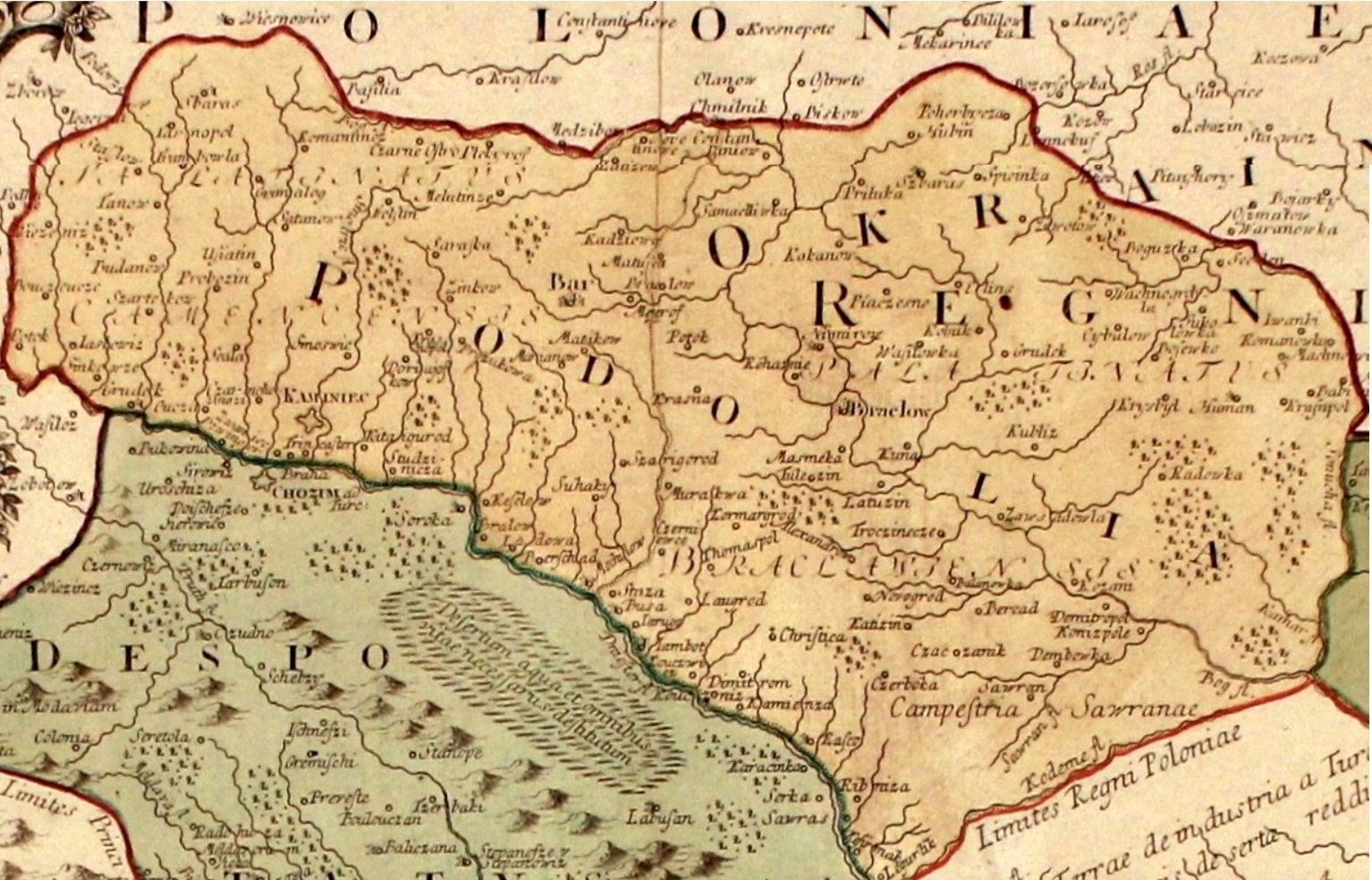
Podole, 1769

Podole (łac. Podolia, ukr. Поділля, Podilla, ros. Подолье, Podolje, rum. Podolia, tur. Podolya) – kraina historyczna i geograficzna (Wyżyna Podolska) na terytorium Ukrainy oraz Mołdawii, zlokalizowana nad północnymi dopływami środkowego Dniestru (m.in. Zbruczem, Smotryczem, Uszycą), a także w górnym biegu rzeki Boh.
Główne miasta: Kamieniec Podolski, Chmielnicki (do 1954 r. Płoskirów), Winnica.

## Historia
Podole zamieszkane było już w czasach prehistorycznych. W neolicie zasiedlała go m.in. ludność kultury pucharów lejkowatych, kultury amfor kulistych, kultury trypolskiej. W epoce brązu było zamieszkane m.in. przez kulturę czarnoleską.

### X-XIII wiek
Według Powieści minionych lat obszary pomiędzy Bohem i Dniestrem zamieszkiwały w X wieku słowiańskie plemiona Tywerców i Uliczów.
Od XIII wieku na obszarze późniejszego Podola zarysował się podział wzdłuż rzeki Uszycy na Poboże na wschodzie i Podniestrze na zachodzie, które zwane było też Poniżem (Poniziem). W połowie XII wieku część wschodnia (Międzybóż, Bożsk, Kotielnica) podlegała księstwu kijowskiemu, a następnie cały obszar Podola wszedł w krąg wpływów księstwa halicko-włodzimierskiego, jednak część północna, w toku nieustannych walk wewnętrznych, wykazywała związki z Wołyniem.

### Panowanie polskie i litewskie
W wyniku bitwy nad Sinymi Wodami w latach 60. XIV wieku weszło w skład Wielkiego Księstwa Litewskiego. Zachodnie Podole Kazimierz III Wielki podporządkował Polsce. Niedługo po śmierci króla utworzona została katolicka diecezja podolska ze stolicą w Kamieńcu Podolskim. Region wzbudzał również zainteresowanie Węgier. Do 1393 r. rządzili Podolem jako lennicy Polski książęta Koriatowicze. Później na chwilę było pod kontrolą księcia Witolda do 1395 roku, gdy król Władysław Jagiełło nadał je w lenno Spytkowi z Melsztyna.

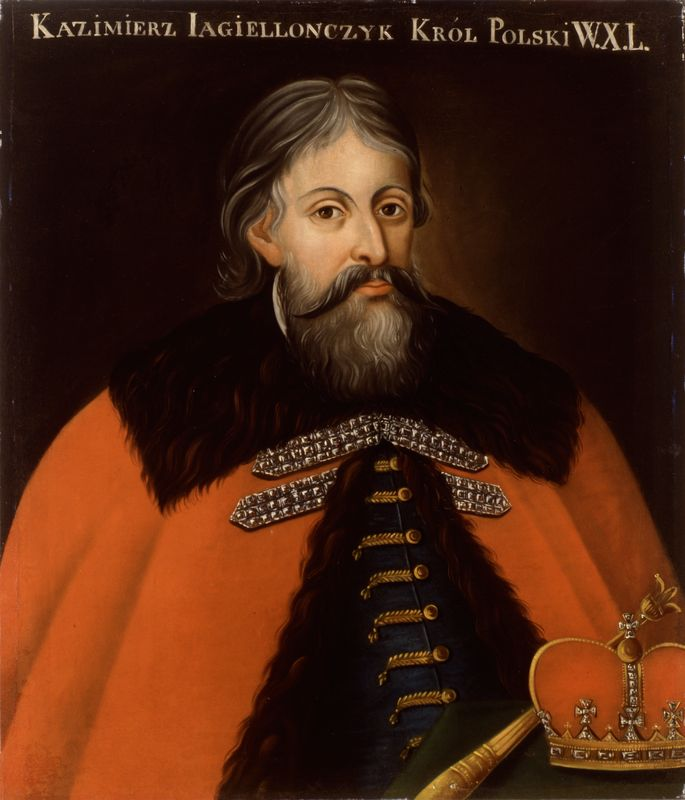
Król Polski Kazimierz Jagiellończyk nadał prawa miejskie Jarmolińcom, Chmielnikowi i Smotryczowi.

Po śmierci Spytka z Melsztyna w bitwie nad Worsklą w 1399 roku, do 1402 roku Podole posiadał jako lenno brat Jagiełły książę Świdrygiełło, który jednak je porzucił i zbiegł do Krzyżaków, chcąc walczyć po ich stronie o władzę w Wielkim Księstwie Litewskim przeciwko Witoldowi. W związku z tym w latach 1402–1411 na podstawie unii wileńsko-radomskiej Podole było ponownie w rękach polskich. Po stłumieniu buntu stronników Świdrygiełły, w 1402 roku otrzymał Podole Piotr Szafraniec. W 1411 roku otrzymał je w dożywocie książę Witold. W 1412 roku doszło w Lubowli do zawarcia przymierza między Władysławem Jagiełłą i Zygmuntem Luksemburskim, którzy postanowili, że Ruś Halicka i Podole mają pozostać przy Polsce do śmierci obu władców i przez następnych piętnaście lat, licząc od śmierci jednego z nich, a sprawę dalszej przynależności tych ziem postanowiono powierzyć w przyszłości polsko-węgierskiemu sądowi polubownemu. 
W wystawionym w Jedlni przywileju Władysław Jagiełło nadał szlachcie podolskiej przywileje, które zrównywały ją w prawach ze szlachtą polską i tym samym poprawiały jej sytuację prawną. Było to jednocześnie sygnałem, że pamiętano o tym, iż Podole była pod panowaniem Witolda tylko do jego śmierci, a potem miała wrócić pod władanie polskie. Wykorzystując zamieszanie na Litwie w 1430 roku po śmierci księcia Witolda Kiejstutowicza, szlachta podolska pod wodzą biskupa kamienieckiego Pawła z Bojańczyc, Hryćka z Kierdejowicz, Jana Kruszyny z Galowa i braci Teodoryka, Michała i Michała Mużyły Buczackich przejęła władzę w stołecznym Kamieńcu, usunęła litewskiego starostę Jana Dowgirda i opowiedziała się za przyłączeniem zachodniego Podola do Królestwa Polskiego, co zaaprobowała rada królewska, która, wbrew stanowisku króla Władysława Jagiełły, wysłała polskie wojska na Podole. Wkrótce doprowadziło to do kontrakcji wielkiego księcia litewskiego Świdrygiełły, który zdobył Krzemieniec, Olesko, Zbaraż, ale nie zdołał opanować Smotrycza i Kamieńca Podolskiego. Rządy polskie ostatecznie ustabilizowały się na Podolu od 1432 roku, gdy po zamachu stanu na Litwie nowy wielki książę litewski Zygmunt Kiejstutowicz potwierdził oddanie Podola Koronie Polskiej.
W roku 1434 utworzono województwo podolskie ze stolicą w Kamieńcu Podolskim. W 1448 roku Michał Bolesław Zygmuntowicz, syn wielkiego księcia litewskiego Zygmunta Kiejstutowicza, zbiegł do chana krymskiego i doprowadził do najazdu tatarskiego na Podole. W roku następnym Tatarzy ponownie zniszczyli tę ziemię, starając się ją zagarnąć na rzecz swego litewskiego sprzymierzeńca.
Wyprawa królewicza Jana Olbrachta, przygotowywana przeciw Turkom w 1487 roku, została zmuszona do zwrócenia się przeciwko Tatarom zawołżańskim, których Turcja wysłała przeciwko Polsce. Królewicz Olbracht pobił ich 8 września w bitwie pod Kopystrzyniem.
     Województwo podolskie
     Województwo bracławskie
Z rąk Jagiellonów prawa miejskie otrzymały m.in. Kamieniec Podolski, Smotrycz, Jarmolińce, Latyczów, Chmielnik, Winnica, Jagielnica, Czortków, Bar, Czarny Ostrów, Płoskirów, Bracław i Pohrebyszcze. Wschodnie Podole zostało zorganizowane w województwo bracławskie ze stolicą w Bracławiu i głównym miastem Winnicą.

### W Królestwie Polskim

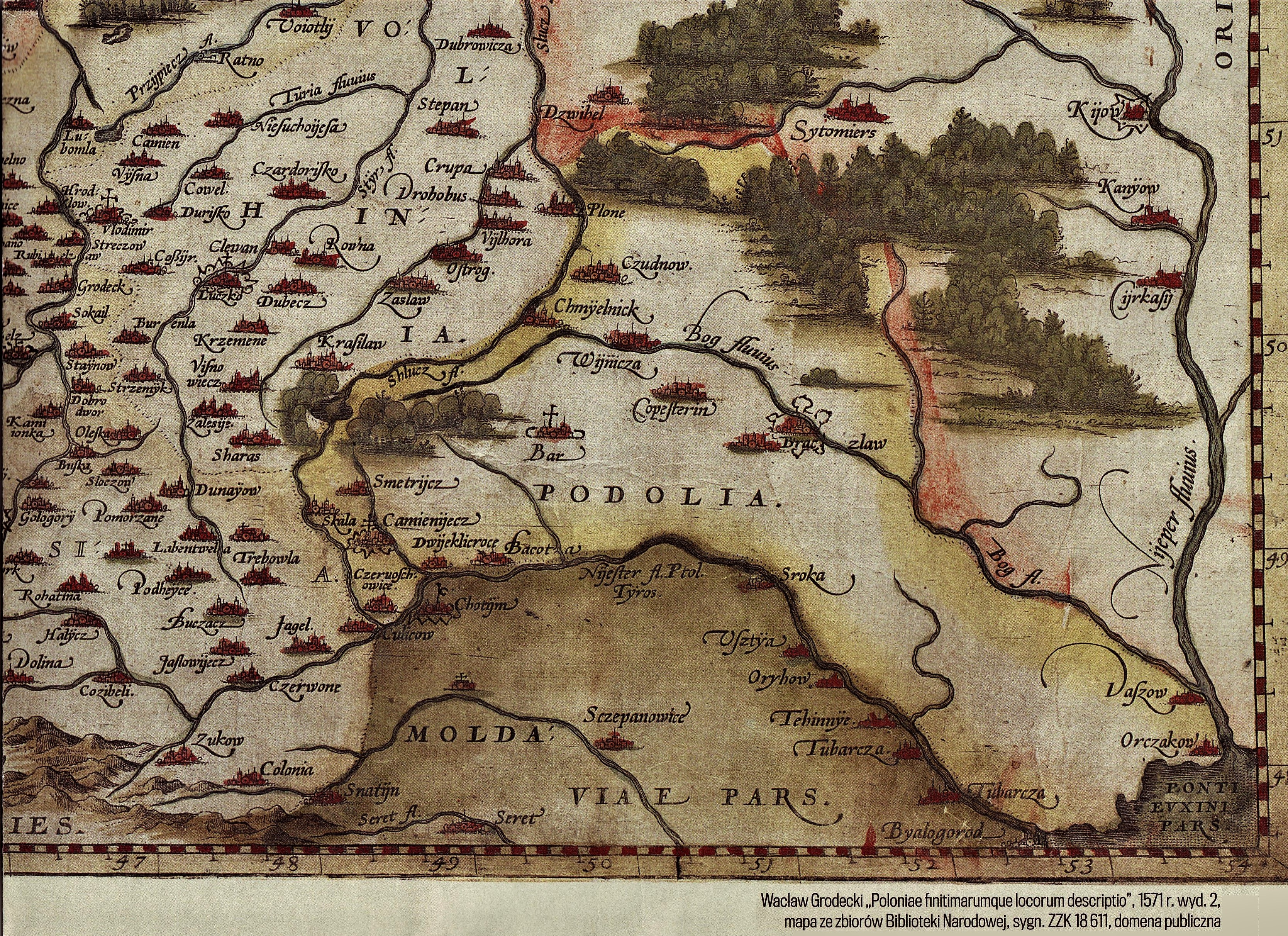
Mapa Podola z 1571 r.

Po unii lubelskiej (1569) Podole znalazło się całkowicie w składzie Korony Królestwa Polskiego, w wyniku inkorporacji wschodniej jego części, czyli województwa bracławskiego, tzw. Podola ukrainnego. Podole obejmowało w przybliżeniu województwa podolskie i bracławskie.
W granicach Korony znacząco rozwijały się miasta. W XVI i XVII wieku przy granicy z Mołdawią zostały założone miasta Mohylów Podolski, Jampol, Kamionka i Rybnica. Wazowie nadali prawa miejskie m.in. miejscowościom Szarogród, Dunajowce, Międzybóż, Tetyjów, Lipowiec, Derażnia i Borszczów, a za sprawą generała ziem podolskich Walentego Aleksandra Kalinowskiego i jego syna Marcina rozwijały się miasta wschodnich krańców Podola w tym Tulczyn, Targowica i Humań. Rozbudowywano też królewskie miasta Winnicę i Kamieniec Podolski.
Przez Podole wiódł szlak czarny, którym Tatarzy najeżdżali Polskę. Na Podolu Polacy toczyli boje, często zwycięskie, z najazdami tatarskimi, tureckimi, kozackimi, a później także rosyjskimi.

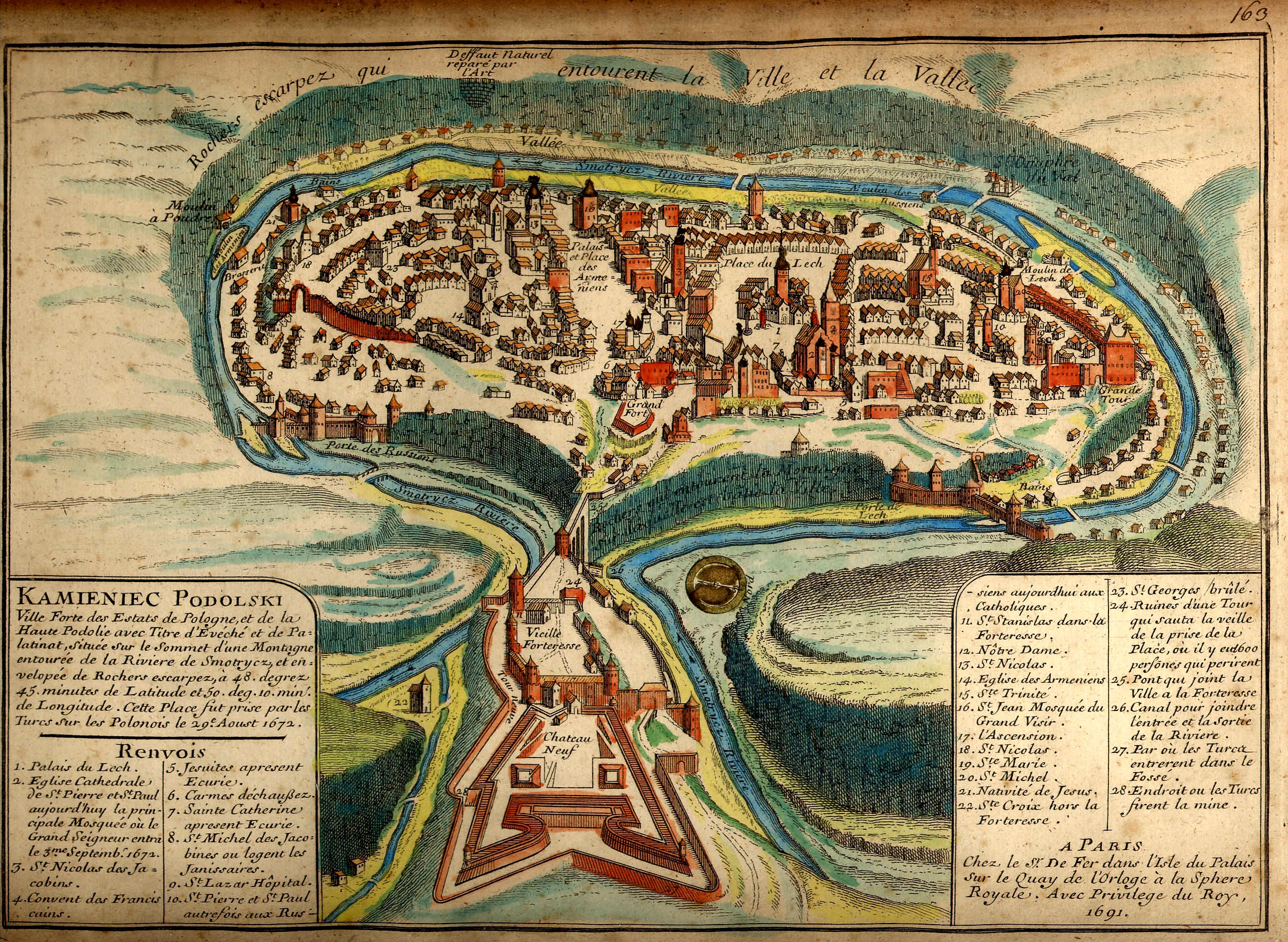
Kamieniec Podolski, stolica Podola, w XVII w.

W 1606 polskie wojska dowodzone przez Stanisława Żółkiewskiego pokonały Tatarów w bitwie nad Udyczem. W 1633 Polacy pod wodzą hetmana Stanisława Koniecpolskiego zwyciężyli Turków w bitwie pod Paniowcami.
Wielkie szkody wyrządziło powstanie Chmielnickiego. Doprowadziło do wyludnienia Podola, o czym świadczy lustracja dóbr królewskich z 1662 roku, która wykazała, że na 159 osad aż 109 było niezamieszkanych (68%). W 1652 Kozacy popełnili masowy mord polskich jeńców pod Batohem.
W czasie potopu szwedzkiego w 1657 Polacy pokonali w bitwie pod Czarnym Ostrowem wojska siedmiogrodzkie. Przed elekcją na króla Polski na Podolu walczył hetman Jan Sobieski. W 1671 poprowadził Polaków do zwycięstw nad Tatarami w bitwach pod Bracławiem i pod Kalnikiem.

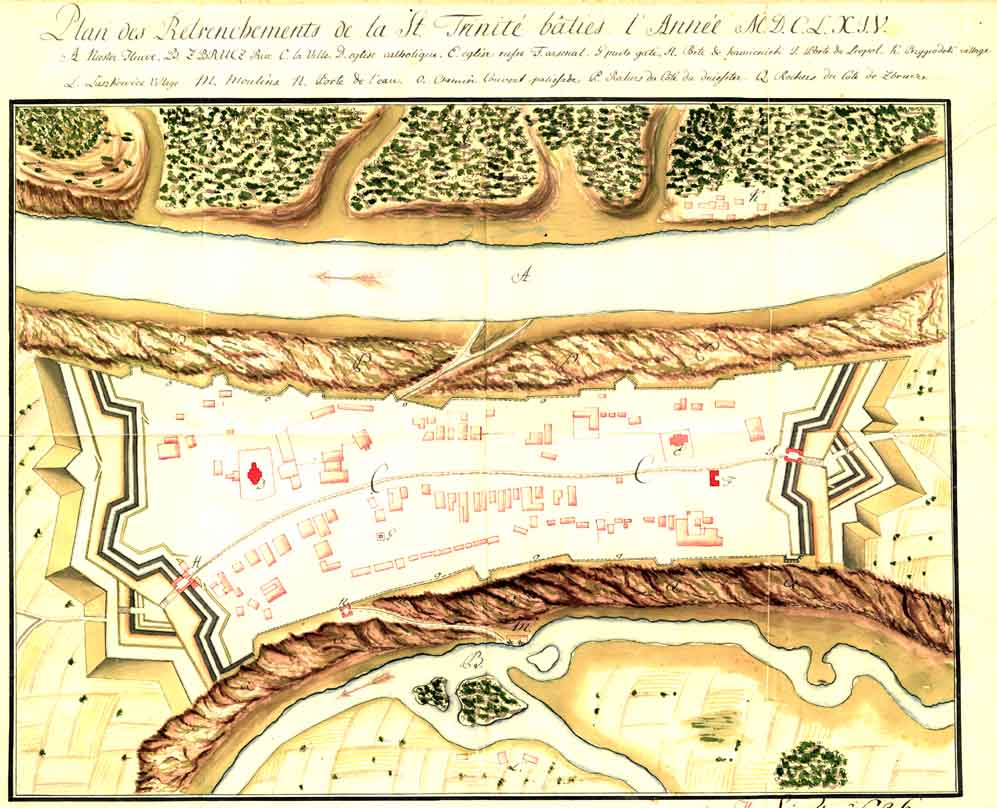
Plan twierdzy Okopy Świętej Trójcy z XVII w.

Po wybuchu wojny polsko-tureckiej w 1672 roku na Podole wkroczyła armia turecka i zdobyła Kamieniec Podolski, w wyniku czego podpisano pokój w Buczaczu w 1672 roku, na podstawie którego Podole wraz z Kamieńcem Podolskim znalazło się we władaniu Imperium Osmańskiego i znajdowało się w jego granicach przez 27 lat. Sejm nie ratyfikował pokoju buczackiego co spowodowało, że nadal trwały działania wojenne, na skutek których część Podola wróciła do Polski w 1673 po bitwie pod Chocimiem i Żurawnem, co usankcjonował rozejm w Żurawnie (1676). Polacy pod wodzą królewicza Jakuba Ludwika Sobieskiego oblegali Kamieniec w 1687 roku. W 1692 z inicjatywy hetmana Stanisława Jana Jabłonowskiego rozpoczęto budowę twierdzy Okopy Świętej Trójcy. W 1694 Polacy odnieśli zwycięstwo nad liczniejszą armią turecką w bitwie pod Uścieczkiem. Po pokoju w Karłowicach w 1699 roku całe Podole powróciło do Korony.

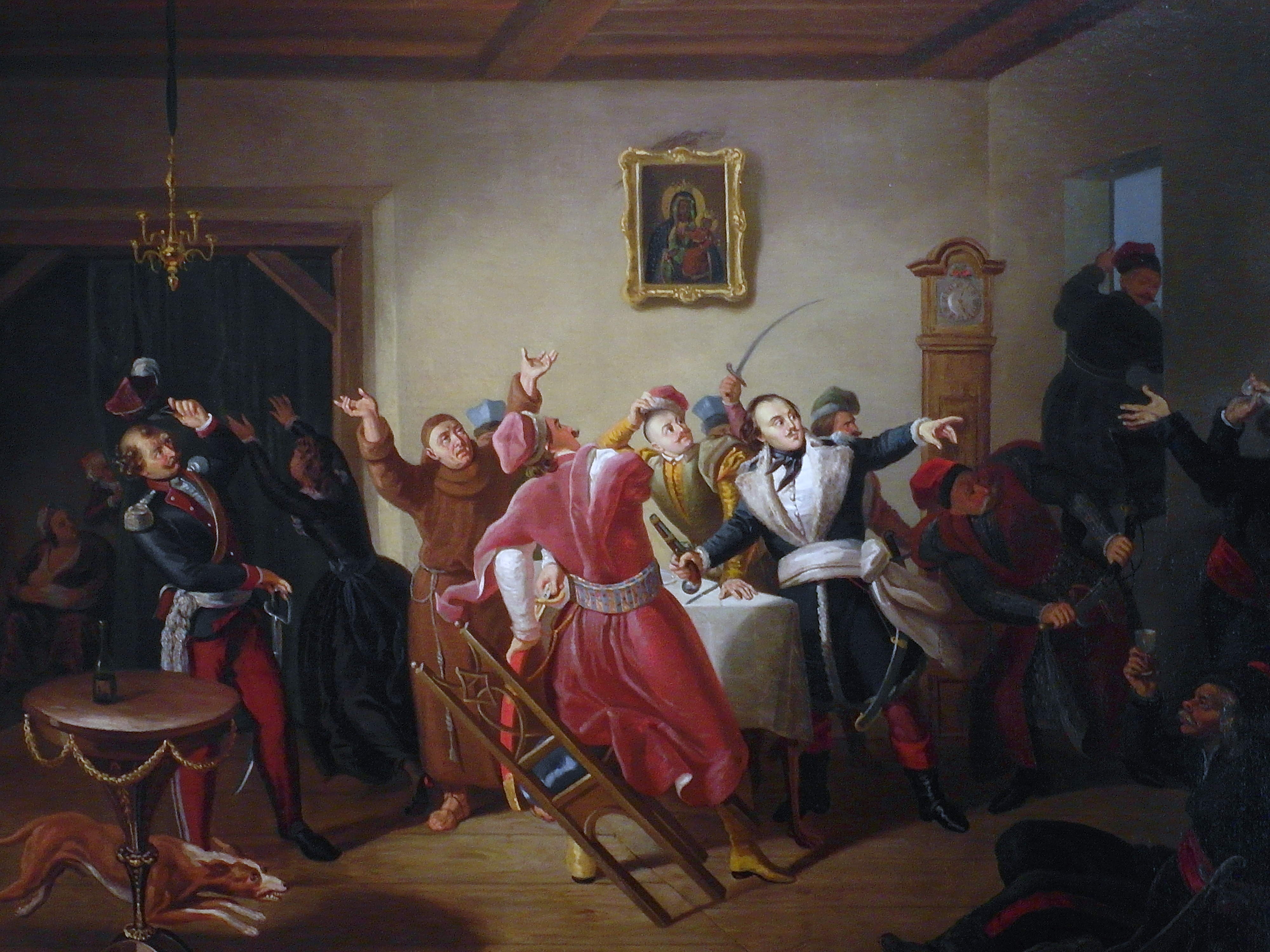
Pułaski w Barze, obraz K. Szlegela

Po powrocie do Polski nastąpił okres stabilizacji i odbudowy. Prawa miejskie otrzymały m.in. Okopy, Letniowce, Hajsyn, Ilińce, Zaleszczyki, Orełgród, Józefgród i Zwinogródka.
W drugiej połowie XVIII w. Podole było miejscem tragicznych wydarzeń w historii Rzeczypospolitej. W 1764 Rosjanie oblegali Kamieniec Podolski, jednakże skuteczną obroną dowodził Michał Kuczyński. W Barze 29 lutego 1768 została zawiązana konfederacja barska, po czym na zachodnim Podolu miały miejsce obrona Baru w 1768 i obrona Okopów Świętej Trójcy w 1769 przed Rosjanami. Na wschodnim Podolu w 1768 Kozacy przeprowadzili rzeź humańską, w której śmierć poniosły tysiące Polaków i Żydów. W I rozbiorze Polski w 1772 zachodni skrawek regionu z Czortkowem przejęła Austria, reszta po II rozbiorze (1793) została włączona do Imperium Rosyjskiego jako gubernia podolska. Rok wcześniej położone na wschodnim krańcu Podola miasteczko Targowica zapisało się w historii jako rzekome miejsce zawiązania konfederacji targowickiej.
W 1783 Antoni Protazy Potocki założył w Winnicy Kompanię Handlową Polską. W 1787 w Tulczynie został założony jeden z najstarszych teatrów w Polsce. Kolejny polski teatr powstał już po rozbiorach w 1798 w Kamieńcu Podolskim. 

### Pod zaborami

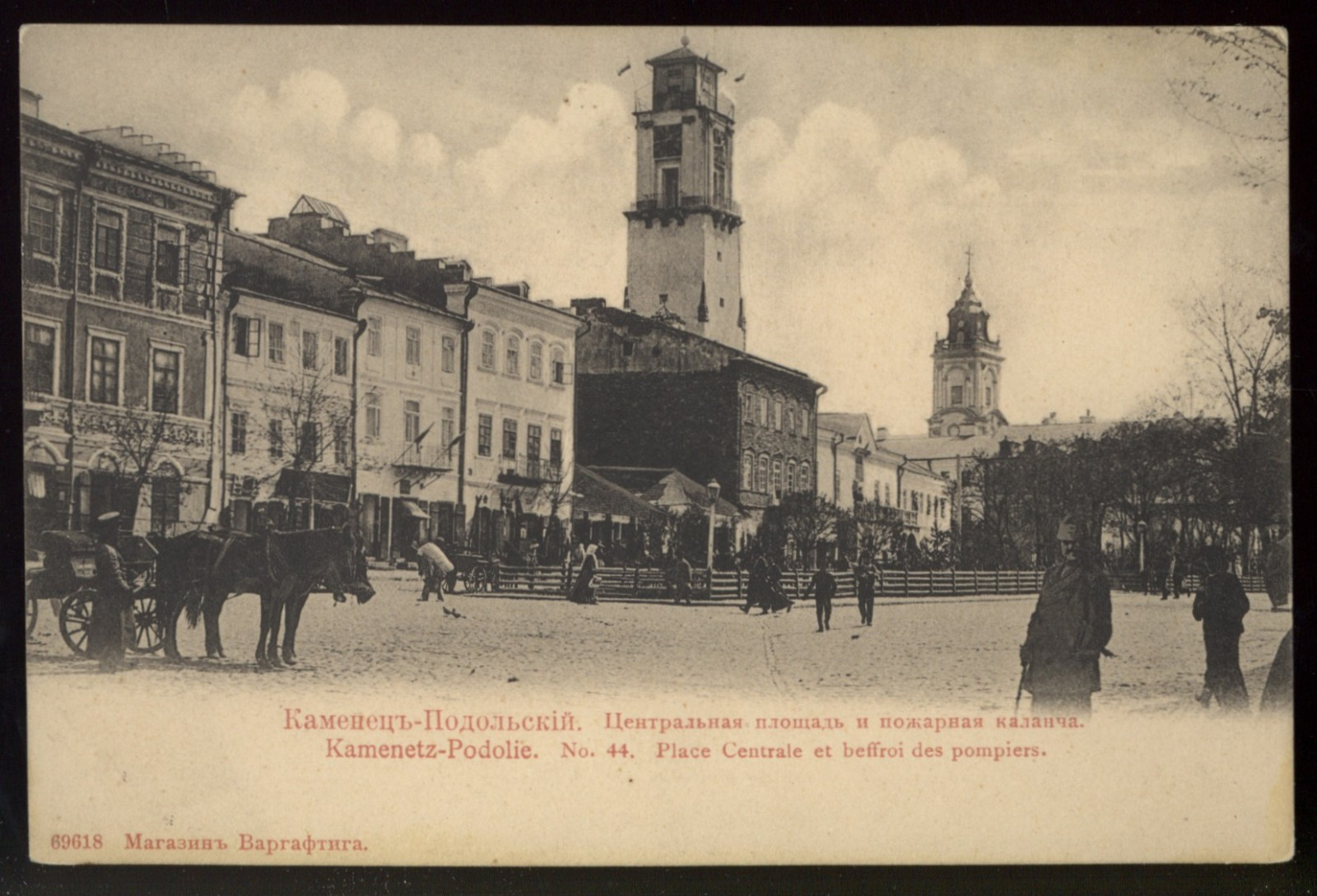
Stare Miasto w Kamieńcu Podolskim ok. 1906 r.

W 1809 polscy powstańcy stoczyli bitwę pod Zaleszczykami z zaborcą austriackim. W rosyjskiej części Podola działały polskie oddziały partyzanckie w czasie powstania listopadowego. W 1831 Polacy stoczyli z zaborcą bitwę pod Daszowem. W 1848 podobne działania występowały po stronie austriackiej. W 1897 największymi miastami Podola były Kamieniec Podolski, Humań, Winnica, Bałta, Płoskirów i Mohylów Podolski. 
Nadużycia ziemiaństwa w sprawie serwitutów spowodowały, że podolscy chłopi odpowiedzieli masowym niszczeniem łąk i zasiewów oraz podpaleniami w majątkach będących własnością tegoż ziemiaństwa. Aby zakończyć ten proceder władze państwowe 10 maja 1896 wprowadziły stanu wyjątkowego w gubernii podolskiej wchodzącej wówczas w skład Rosji. Sytuacja nie została jednak opanowana, albowiem w latach 1900-1904 doszło do ponad 1000 buntów chłopskich przeciw nadużyciom jakich dopuszczało się ziemiaństwo w oparciu o wspomniane serwituty.

### II Rzeczpospolita i ZSRR

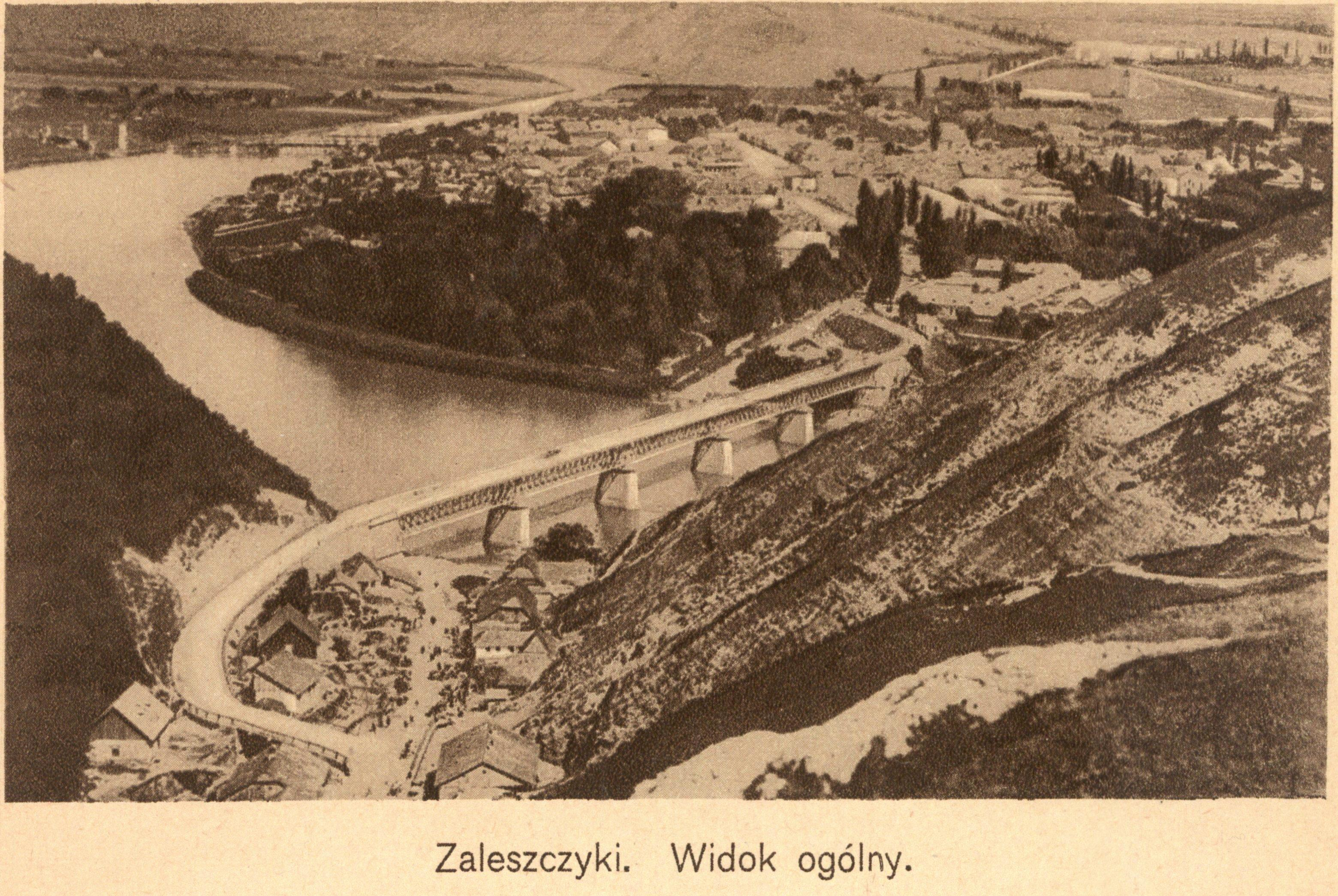
Zaleszczyki w II Rzeczypospolitej

W 1919 Polska odzyskała kontrolę nad zachodnim Podolem. Utworzono tu okręg podolski ze stolicą w Kamieńcu Podolskim. W trakcie wojny polsko-bolszewickiej w 1920 Polacy odnieśli na Podolu zwycięstwa w bitwach o Latyczów i Koziatyn. Po wytyczeniu granicy na rzece Zbrucz od 1921 część zachodnia Podola z Czortkowem, Borszczowem i Zaleszczykami znalazła się w obrębie województwa tarnopolskiego Polski.
W latach 1937–1938 przeprowadzono operację polską NKWD, której ofiarami byli Polacy zamieszkali m.in. w radzieckiej części Podola. Włączenie Podola Zachodniego do Związku Sowieckiego było skutkiem najazdu na Polskę 17 września 1939 roku. W latach 1941–1944 Podole znalazło się pod okupacją niemiecką i rumuńską (administrowane w ramach tzw. Transnistrii).
Obecnie niemal całe Podole wchodzi w skład Ukrainy, należy do niego jednak też północna część Naddniestrza.

## Granice Podola

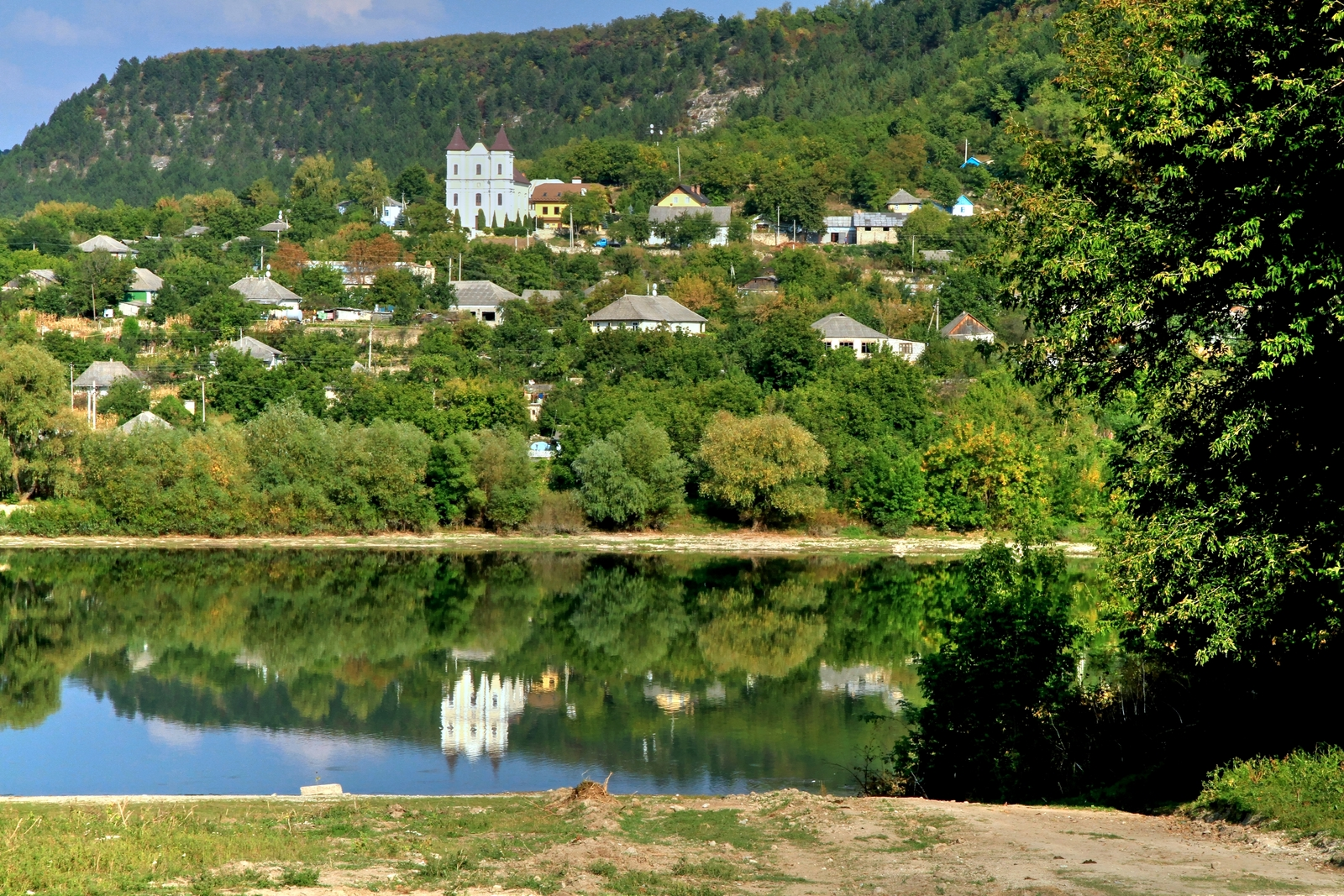
Raszków na Podolu, widziany zza Dniestru z Besarabii

Najdalszy południowy zasięg Podola wyznaczał w latach 40. XV wieku zamek Karaul (Karawul) nad Dniestrem, wraz z zamkami Czarnogrodem u ujścia Dniestru i Chadżybejowem (Chadźibejem) nad Morzem Czarnym, nadanym w 1442 roku w dożywocie kasztelanowi i staroście kamienieckiemu Teodorykowi z Buczacza. Wybrzeże Morza Czarnego nie stało się jednak południową rubieżą Podola i od 2. poł. XV wieku południową granicą Podola koronnego była już rzeka Dniestr, wschodnią granicą rzeka Murachwa (od strony Podola litewskiego, późniejszego województwa bracławskiego). Zachodnia granica biegła w przybliżeniu wzdłuż dolnego biegu rzeki Strypy (od ujścia do Dniestru do okolic Jazłowca), następnie równoleżnikowo do Zbrucza i wzdłuż średniego biegu tej rzeki. Granica północna (z Wołyniem i Kijowszczyzną) podążała w przybliżeniu tzw. Czarnym Szlakiem tatarskim (wododziałem Słuczy i Bohu).
Z Podolem sąsiadują Ruś Czerwona z Pokuciem na zachodzie, Wołyń i Ukraina na północy, Zaporoże na wschodzie, Jedysan na południowym wschodzie i Besarabia na południowym zachodzie.
Kamieniec Podolski jest położony na Wyżynie Podolskiej 48°40′56″N i 26°34′57″E.

## Warunki naturalne

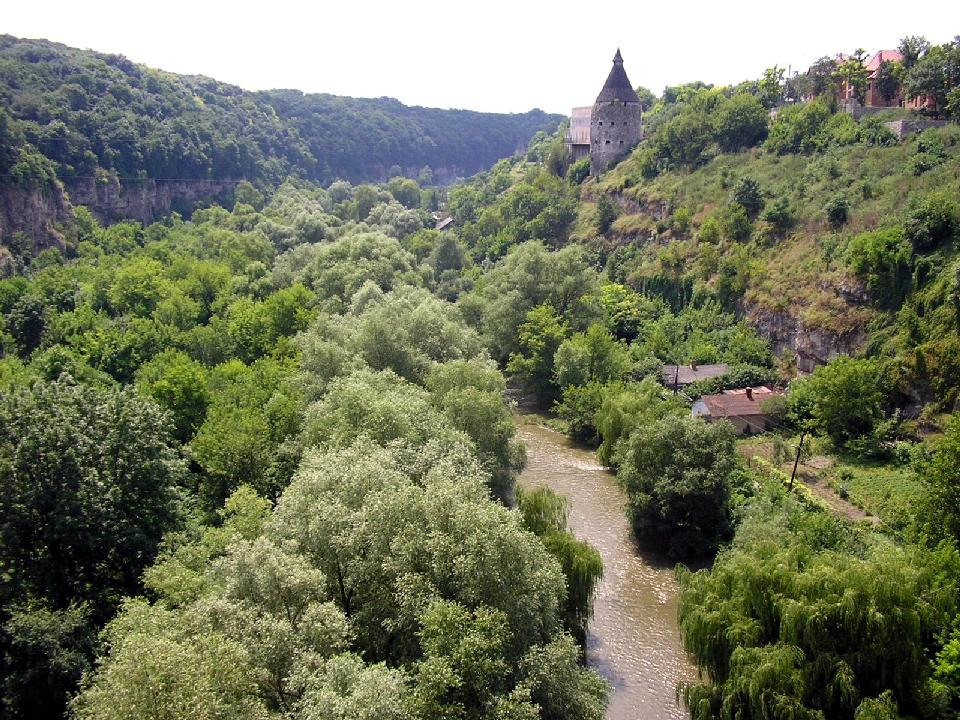
Smotrycki kanion w Kamieńcu Podolskim

### Budowa geologiczna
Stare miasto w Kamieńcu leży na owalnym płaskowyżu o powierzchni 120 ha, otoczonym głębokim, skalistym wąwozem rzeki Smotrycz. W wysokich zboczach głęboko wciętej doliny leżą poziomo gruboławicowe szare wapienie, które powstały w płytkim, ciepłym morzu. W wapieniach występują szczątki szkieletów fauny. Szczególnie liczne są koralowce, widoczne na zwietrzałych powierzchniach skał. Skały te zaliczono do górnego syluru (ludlow) wykształconego tu w facji wapiennej. Wyżyna Podolska zbudowana jest z prekambryjskich granitów i gnejsów, przykrytych płytowo zalegającym kompleksem skał mezozoicznych i kenozoicznych. Powierzchnia falista i pagórkowata, silnie rozczłonkowana głębokimi dolinami rzek o charakterze jarów.

### Gleby
Na Podolu glebę stanowi czarnoziem, bardzo urodzajny, miejscami z domieszką większej lub mniejszej ilości piasku i gliny. Podole można rozdzielić na dwie części: południową, posiadającą glebę czarną, tłustą, bez dodatku piasku lub też z domieszką takowego; urodzaje tu bywają wielkie w czasie lat wilgotnych, ale też często ulegają suszom. Druga część pagórkowata, poprzerzynana rzeczkami i strumieniami, pokryta lasami, posiada albo czysty czarnoziem, albo też z domieszką piasku lub gliny. Czysty czarnoziem po lewej stronie Bohu i w powiatach zachodnich i południowo-zachodnich, a także nad Dniestrem, gliniasty zaś po prawej stronie Bohu, szczególnie w pow. latyczowskim i lityńskim. Piaski spotykają się tylko około Winnicy i Sawrania. Praca na roli stanowi główny przedmiot zajęcia mieszkańców Podola.

### Klimat
Na terenie Podola panuje klimat umiarkowanie kontynentalny z ciepłym latem, łagodną zimą i dostateczną ilością opadów. Wysokość słońca nad horyzontem w czerwcu w południe osiąga 63-65°, w grudniu 16-18°. Długość dnia zmienia się od 8 do 16,5 godzin. Podole jest położone w głębi kontynentu, dlatego na jego klimat mają wpływ masy powietrzne, które przynoszą suchą pogodę. Wiosną i na początku jesieni przenika arktyczne powietrze, które przynosi nagłe ochłodzenie.

### Wody podziemne i gruntowe
10 km poniżej Kamieńca Podolskiego znajduje się „Smotrycki kanion”, którego wapienne brzegi sięgają 50 m wysokości. Na Podolu znajduje się bardzo mała liczba jezior naturalnych. Na południu znajduje się Dniestrowski zbiornik retencyjny. Tworzone są sztuczne stawy i zbiorniki dla hodowli ryb i pracy wodociągów. Największa liczba źródeł mineralnych znajduje się w okolicach Satanowa, Kamieńca Podolskiego i Połonnego.

### Szata roślinna i zwierzęca
Najliczniejszą grupą wśród roślin są leśne i stepowe. Większą część współczesnych lasów zajmują lasy liściaste – grabowe i dębowe. Stepowa szata roślinna w naturalnym wyglądzie zachowała się tylko przy rzekach Smotrycz i Dniestr. Rozległe stepy teraz są całkowicie wykorzystywane przez rolnictwo. Od pradawnych czasów na terenie Podola mieszkańcy uprawiają też pszenicę, buraki cukrowe, żyto, kukurydzę, jęczmień, owies, proso, grykę, słonecznik, konopie i len.
Lasy są zamieszkane przez lisy, sarny, łosie, dziki, kuny leśne, wiele gatunków ptaków. Występuje kilka gatunków gadów. Wśród dolin rzecznych są rozpowszechnione skowronki. Zbiorniki wodne są zamieszkane przez szczupaki, karpie, okonie, leszcze, sumy i płocie. W rolnictwie rozpowszechnione są bydło, świnie, owce, konie, kozy, króliki, kury, gęsi, kaczki i indyki.

### Zanieczyszczenie środowiska
Jednym z problemów ekologicznych jest zanieczyszczenie wody. Wiele fabryk wykorzystuje wodę dla potrzeb gospodarczych. Dlatego główne źródła zanieczyszczeń to ścieki fabryczne i odpady komunalne. Na obszarach wiejskich głównymi zanieczyścicielami są gospodarstwa wiejskie. Zanieczyścicielami powietrza są przede wszystkim przedsiębiorstwa przemysłowe i środki transportu. Corocznie wyrzucają one do powietrza ponad 700 tys. t szkodliwych substancji. Większość ich wyłapują i dezynfekują, ale i tak do atmosfery dostaje się dużo nieoczyszczonego kurzu i gazów.

### Ochrona środowiska
Jednym ze środków w zakresie ochrony przyrody jest tworzenie obszarów chronionych, które obejmują botaniczne, zoologiczne, geologiczne i hydrologiczne obiekty. Wśród nich botaniczny rezerwat “Paniwecka dacza”, gdzie rośnie 12 gatunków roślin, wymienionych w “Czerwonej księdze Ukrainy”. Na terenie Podola położony jest Park Narodowy “Podolskie Towtry”. Ważną rolę w poprawie żyzności gleby odgrywa wykorzystanie gleboochronnych technologii. Składają się one z następujących po sobie działań w ciągu roku. Stosowanie tych technologii pozwala zwiększyć objętość wody stopu i deszczu na 80%. To znacznie zmniejsza wynoszenie składników pokarmowych z gleby. Najbardziej skutecznym sposobem walki z erozją gleby jest sadzenia lasów.

## Kultura
Na Podolu była rozpowszechniona tradycja malowania na płótnie długich ikonostasów (o długości do 5 m). Kolekcję tych ikonostasów posiada Muzeum Ukraińskich Ikon Domowych, które jest częścią Kompleksu Historyczno-Kulturalnego „Zamek Radomyśl”.

## Polacy na Podolu

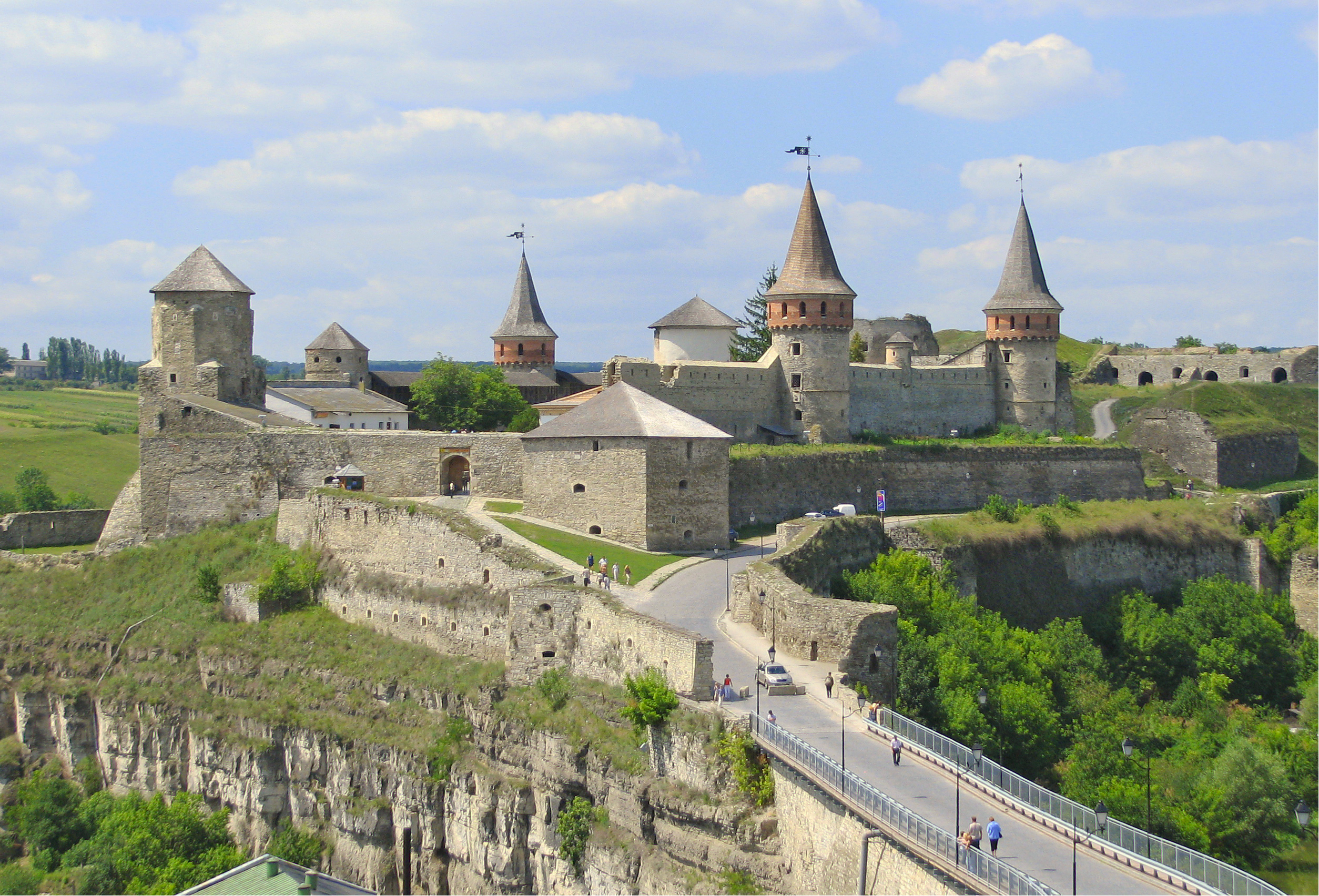
Twierdza w Kamieńcu Podolskim

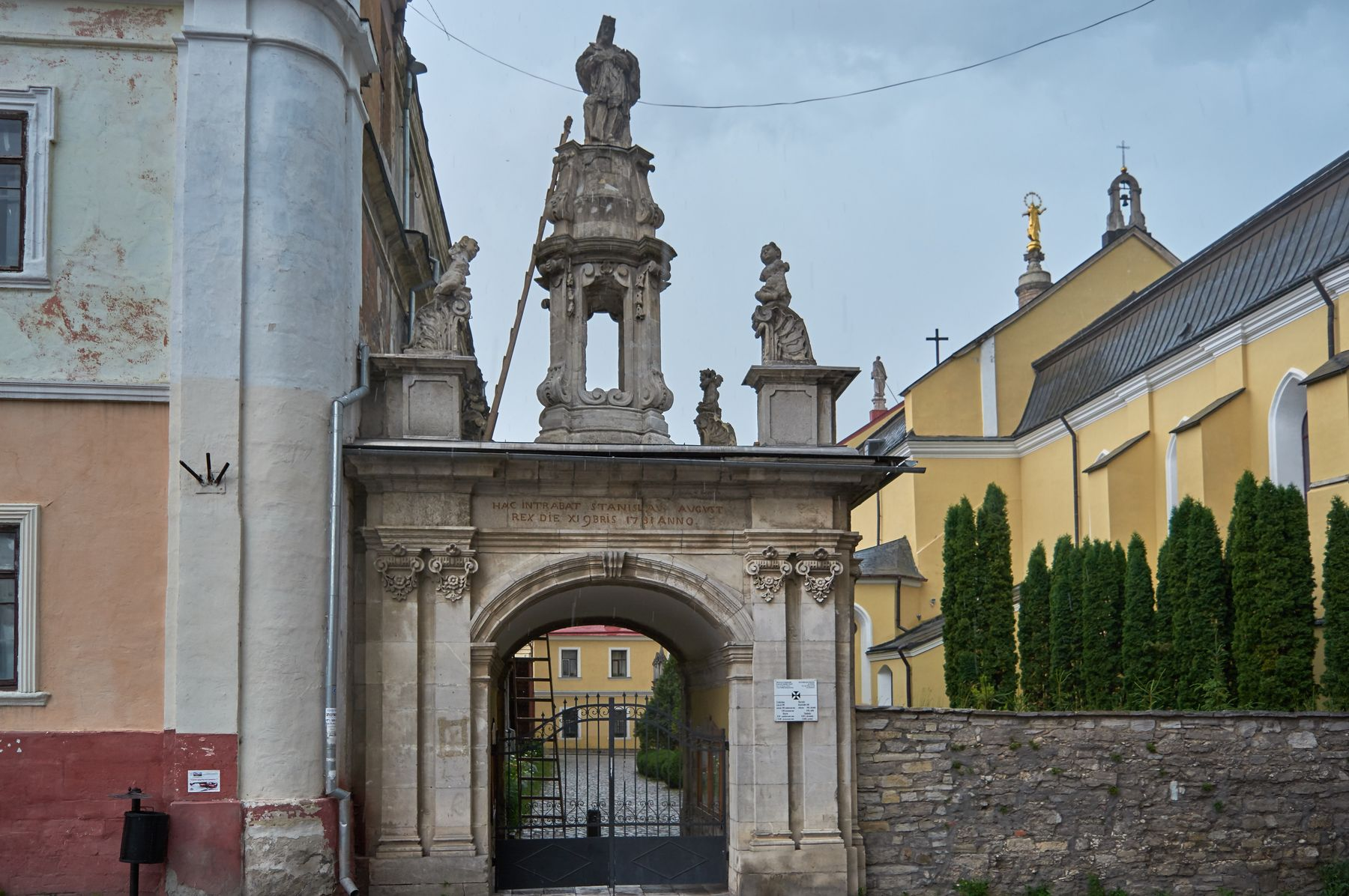
Łuk triumfalny dla Stanisława Augusta Poniatowskiego w Kamieńcu Podolskim, wzniesiony z okazji wizyty króla w 1781

Podole zajmuje ważne miejsce w polskiej historii i kulturze. W przedrozbiorowej Polsce było regionem o kluczowym znaczeniu strategicznym z racji na urodzajne gleby (Polska bogaciła się na handlu zbożem) oraz sieć twierdz, broniących kraj przez najazdami Tatarów i Turków. Najważniejsza i najsłynniejsza z twierdz mieści się w stolicy regionu – Kamieńcu. Twierdza kamieniecka była nazywana bramą do Polski. Opis oblężenia twierdzy przez Osmanów zawarł Henryk Sienkiewicz w Panu Wołodyjowskim. Kamieniec Podolski był jednym z dziesięciu miast, posiadających prawo wyboru króla w czasach wolnej elekcji i stanowił najważniejsze centrum kultury polskiej na południowo-wschodnich ziemiach Rzeczypospolitej. Winnica i Płoskirów – dziś największe miasta Podola – były miastami królewskimi Korony Królestwa Polskiego. Na Podolu posiadłości miały polskie rody magnackie: Zamoyscy, Radziwiłłowie, Ostrogscy, Potoccy, Koniecpolscy, Lubomirscy, Sieniawscy, Czartoryscy. W Barze 29 lutego 1768 została zawiązana konfederacja barska.
Współcześnie Polacy wciąż zamieszkują Podole – zarówno po ukraińskiej, jak i mołdawskiej stronie granicy. Rybnica jest jednym z głównych skupisk Polaków w Mołdawii. W obwodzie winnickim Ukrainy według spisu powszechnego z 2001 roku mieszka 3794 Polaków. W obwodzie chmielnickim, którego środkowa i południowa część leżą na Podolu mieszka 23 005 Polaków.

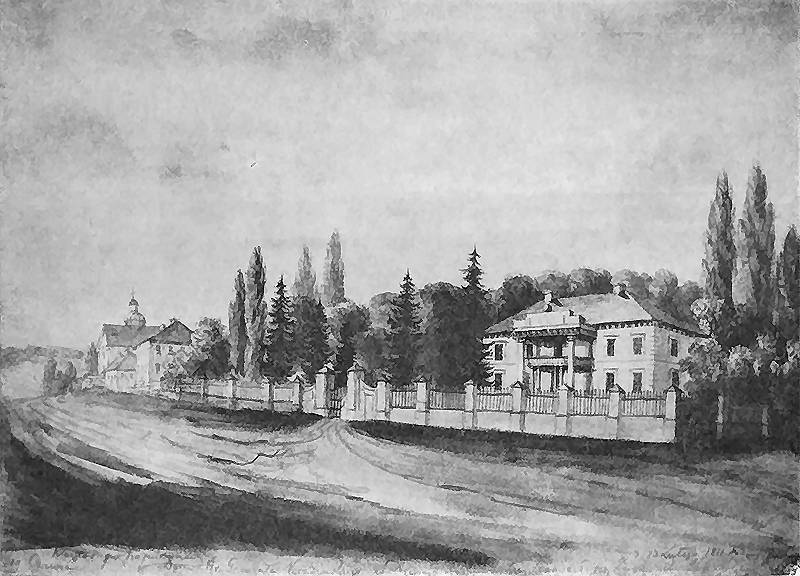
Pałac Krasińskich w Dunajowcach w XIX w. na rys. Napoleona Ordy

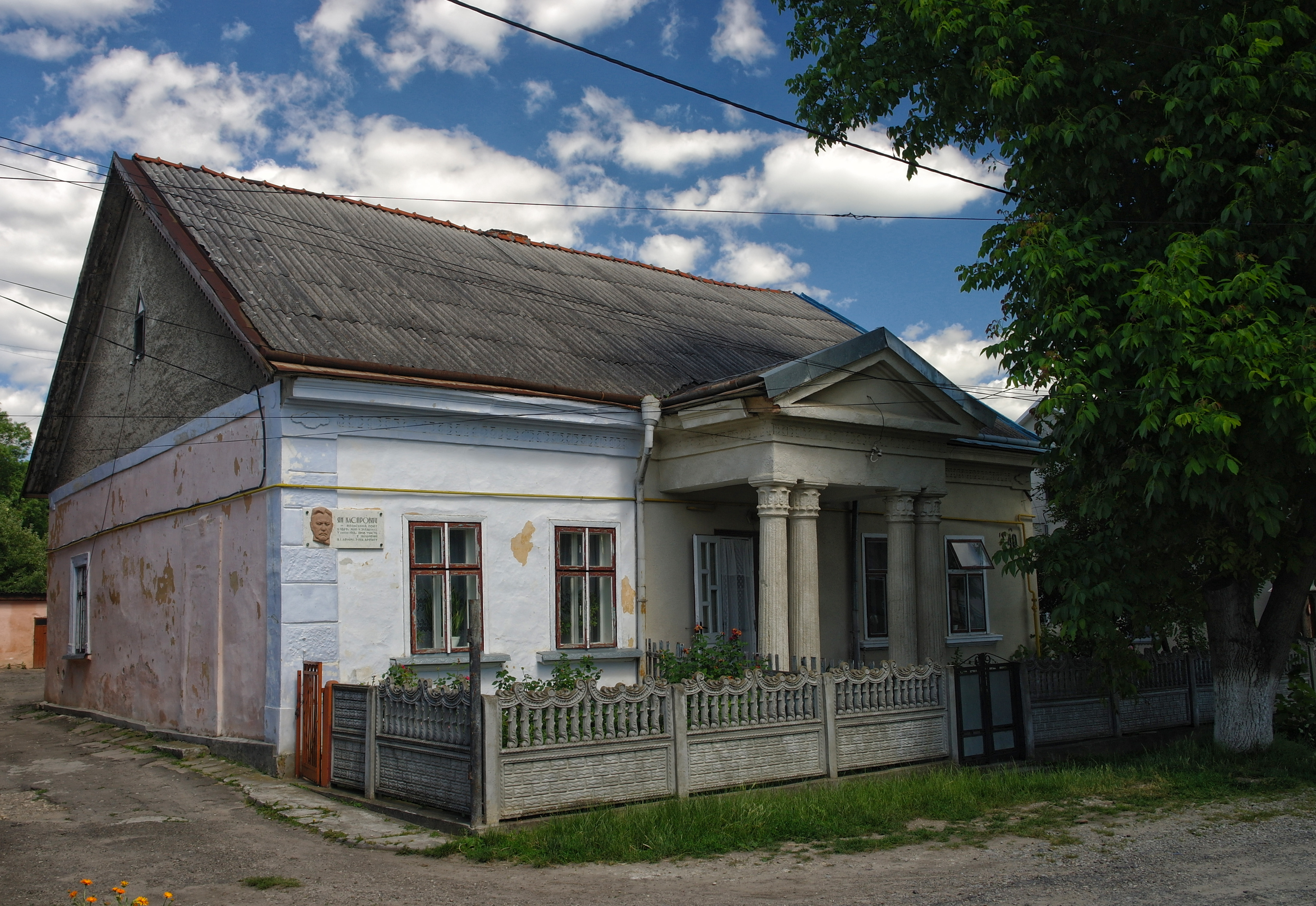
Dworek Jana Kasprowicza w Zaleszczykach

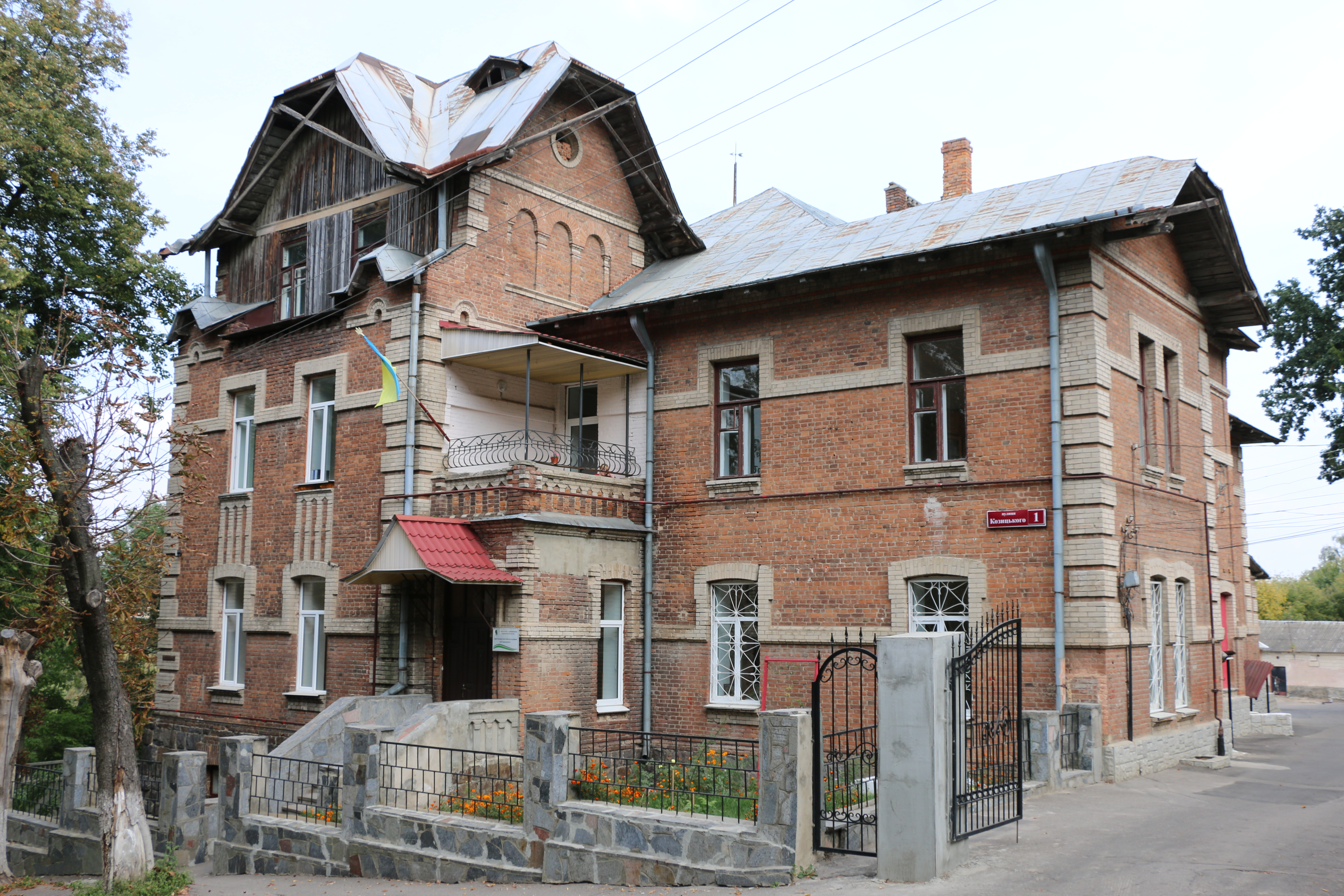
Dom Nowińskiego w Winnicy, w którym w 1920 gościł Józef Piłsudski

### Polacy urodzeni na Podolu
- Politycy:

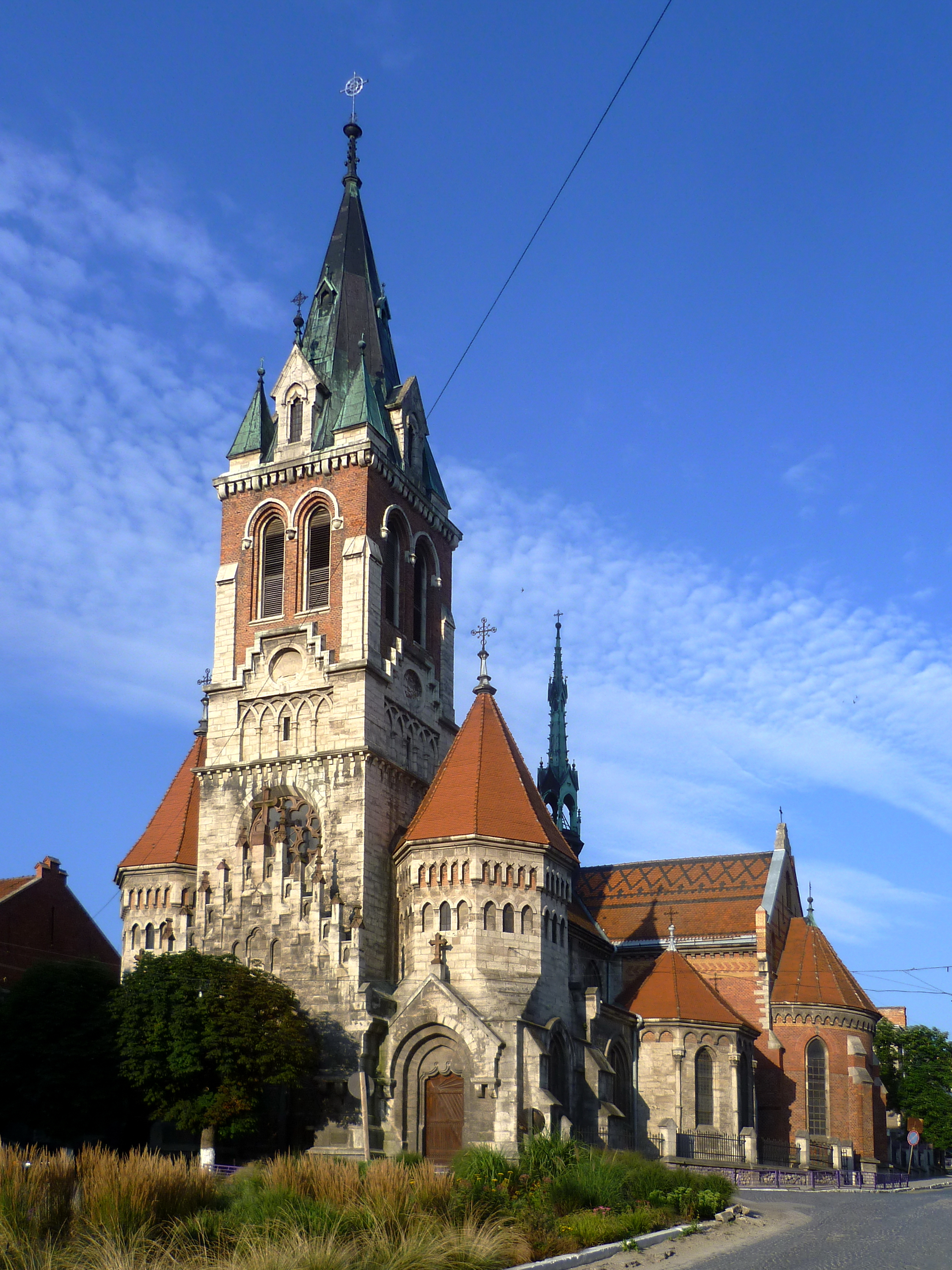
Kościół św. Stanisława w Czortkowie, zaprojektowany przez Jana Sasa-Zubrzyckiego

  - Premierzy Polski: Janusz Jędrzejewicz, Ignacy Jan Paderewski, Walery Sławek
  - Ministrowie: Leon Biliński, Konstanty Chyliński, Konstanty Dąbrowski, Wacław Jędrzejewicz, Władysław Stesłowicz, Ignacy Szczeniowski, Jerzy Zdziechowski
  - Ludwik Christians, Artur Cielecki-Zaremba, Józef Gałęzowski, Jan Hołyński, Wojciech Lachowicz, Zdzisław Malicki, Eugeniusz Nawroczyński, Tadeusz Oksza-Orzechowski, Karol Rolle
- Wojskowi:
  - I Rzeczypospolitej: Jan Kajetan Jabłonowski, Erazm Mycielski, Mikołaj Potocki, Stanisław Potocki, Józef Sawa Caliński, Jerzy Wołodyjowski, Józef Zajączek
  - Księstwa Warszawskiego i Królestwa Kongresowego: Hipolit Falkowski, Wojciech Grzymała, Józef Kamiński, Joachim Leśniewicz, Włodzimierz Potocki. Karol Dominik Przeździecki, Karol Różycki, Wacław Sierakowski, Józef Wysocki
  - II Rzeczypospolitej:
    - generałowie i admirałowie: Zygmunt Brynk, Bolesław Bronisław Duch, Wiktor Gawroński, Władysław Jaxa-Rożen, Ignacy Lipczyński, Michał Martynowicz, Gustaw Ostapowicz, Wojciech Rogalski, Bolesław Zaleski, Cezary Żołądziowski
    - Marceli Cerklewicz, Zygmunt Cetnerowski, Wieńczysław Chalecki, Roman Czerniawski, Stanisław Czerny, Włodzimierz Józef Dobrowolski, Piotr Dolemba, Jan Duch, Henryk Gąsiorowski, Adam Remigiusz Grocholski, Stanisław Kara, Jan Nelken, Zygmunt Netzer, Marian Niedźwiecki, Jerzy Niezbrzycki, Radosław Nowakowski, Paweł Parniak, Franciszek Polniaszek, Adolf Porębski, Brunon Romiszewski, Stanisław Skalski, Kazimierz Skowroński-Prus, Bolesław Sokołowski, Józef Szkolnikowski, Ryszard Żołędziowski, Janusz Żurakowski

  - członkowie Armii Krajowej: Paweł Bagiński, Zbigniew Cerkowniak, Ksawery Grocholski, Aleksander Ożarowski, Andrzej Pomian, Wacława Potemkowska, Lech Sadowski, Maria Szerocka, Stefan Tarnawski
  - PRL: Bronisław Lubański, Brunon Romiszewski, Mieczysław Słupski
- Pisarze: Piotr Jaksa Bykowski, Antonina Domańska, Jarosław Iwaszkiewicz, Jerzy Janicki, Aleksander Jełowicki, Józef Lipiński, Zygmunt Miłkowski, Franciszek Rawita-Gawroński, Michał Rolle, Antoni Wacyk, Julian Wołoszynowski
  - Poeci: Hipolit Błotnicki, Jan Brzechwa, Maurycy Gosławski, Seweryn Goszczyński, Apollo Korzeniowski, Irena Sandecka, Karol Sienkiewicz, Leonard Sowiński, Stefan Witwicki, Stefan Wolski
- Muzycy: Eugeniusz Dziewulski, Ignacy Platon Kozłowski, Józef Lehrer, Kazimierz Lubomirski, Witold Maliszewski, Aleksander Michałowski, Ignacy Jan Paderewski, Wojciech Sowiński, Bolesław Woytowicz
  - Wokalistki: Marina Łuczenko-Szczęsna, Stefania Woytowicz
- Malarze: Jan Jakowicz, Mieczysław Janikowski, Maria Ewa Łunkiewicz-Rogoyska, Witold Pruszkowski, Adam Styka, Marian Szpakowski
- Rzeźbiarze: Anna Dobrzańska, Maria Dunin-Piotrowska
- Aktorzy: Tadeusz Somogi
- Architekci: Ewa Cieszyńska, Władysław Horodecki, Jan Knothe, Jan Sas-Zubrzycki
- Inżynierowie: Leon Borowski, Stefan Drzewiecki, Edward Jełowicki, Andrzej Kornella, Michał Kornella, Henryk Markiewicz, Karol Skibiński, Leon Syroczyński
- Naukowcy:
  - Historycy: Bogusława Czajecka, Wawrzyniec Marczyński, Szymon Okolski, Aleksander Prusiewicz, Aleksander Narcyz Przezdziecki, Józef Apolinary Rolle
  - Filolodzy: Henryk Biegeleisen, Józef Kallenbach, Ireneusz Opacki, Mieczysław Piszczkowski, Jadwiga Sokołowska
  - Zoolodzy: Gustaw Belke, Kazimierz Drogoszewski, Jan Hirschler, Zygmunt Koźmiński, Antoni Wierzejski
  - Izydor Kopernicki, Stefan Krupko, Aleksander Ożarowski, Jerzy Przystawa, Kazimierz Stołyhwo, Marceli Struszyński, Bohdan Świderski, Tadeusz Ważewski, Eustachy Żyliński
- Żeglarze: Konstanty Matyjewicz-Maciejewicz
- Lekarze: Adrian Baraniecki, Władysław Dobrzaniecki, Marek Eisner, Zbigniew Herman, Roman Hoppe, Franceska Michalska, Józef Apolinary Rolle, Alfred Trawiński, Mirosław Vitali, Tadeusz Wąsowski
- Konstruktorzy lotniczy: Wacław Czerwiński, Wiesław Stępniewski
- Dyplomaci: Ksawery Orłowski
- Wojewodowie: Jan Kajetan Jabłonowski, Mikołaj Kwaśniewski, Maciej Lanckoroński, Mieczysław Mickiewicz, Aleksander Jan Potocki, Jakub Potocki
- Ziemianie: Zenon Brzozowski, Eustachy Jełowicki, Bolesław Potocki, Mieczysław Potocki, Stanisław Potocki, Aleksander Skibniewski, Feliks Sobański, Joachim Wołoszynowski, Wojciech Zatwarnicki
- Dziennikarze: Grzegorz Aleksandrowicz, Stanisław Poznański, Antoni Sobański
- Harcmistrzowie: Janusz Kowalski, Józef Opacki, Witold Sawicki, Wanda Wachnowska-Skorupska, Oskar Żawrocki
- Działacze społeczni: Jan Glinczewski, Franciszek Leszek Klima, Franciszek Salezy Potocki, Natalia Syniavska-Krzyżanowska
- Prawnicy: Julian Stawiński
- Duchowni: Stanisław Chołoniewski, Marcelina Darowska, Bolesław Hieronim Kłopotowski, Jan Paweł Lenga, Leon Mały, Kazimierz Nosalewski, Konstanty Podgórski, Dominik Jakub Potocki, Stefan Leon Skibniewski, Bolesław Szawłowski
- Szlachcianki: Eliza Branicka, Ewelina Hańska, Delfina Potocka
- Sportowcy i trenerzy sportowi: Sasha Sidorenko, Józef Szkolnikowski

### Zamki

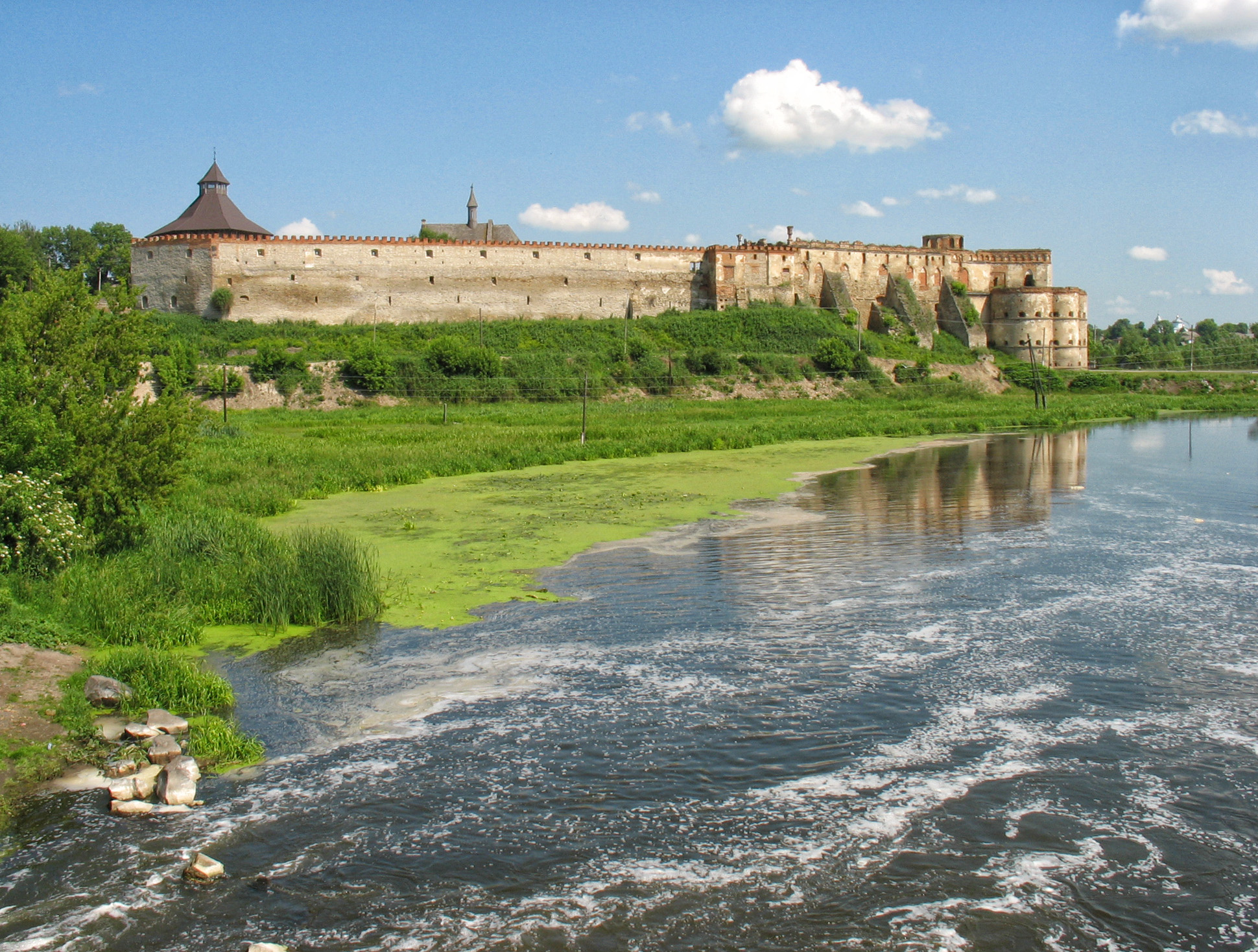
Zamek Sieniawskich w Międzybożu
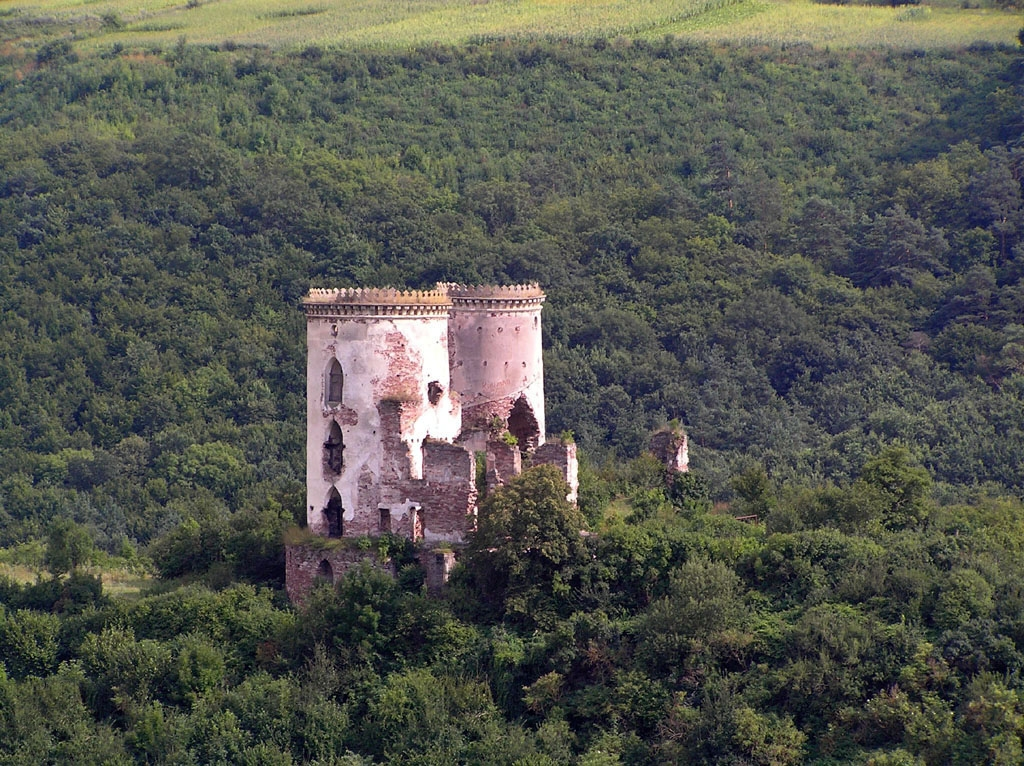
Zamek Ponińskich w Czerwonogrodzie
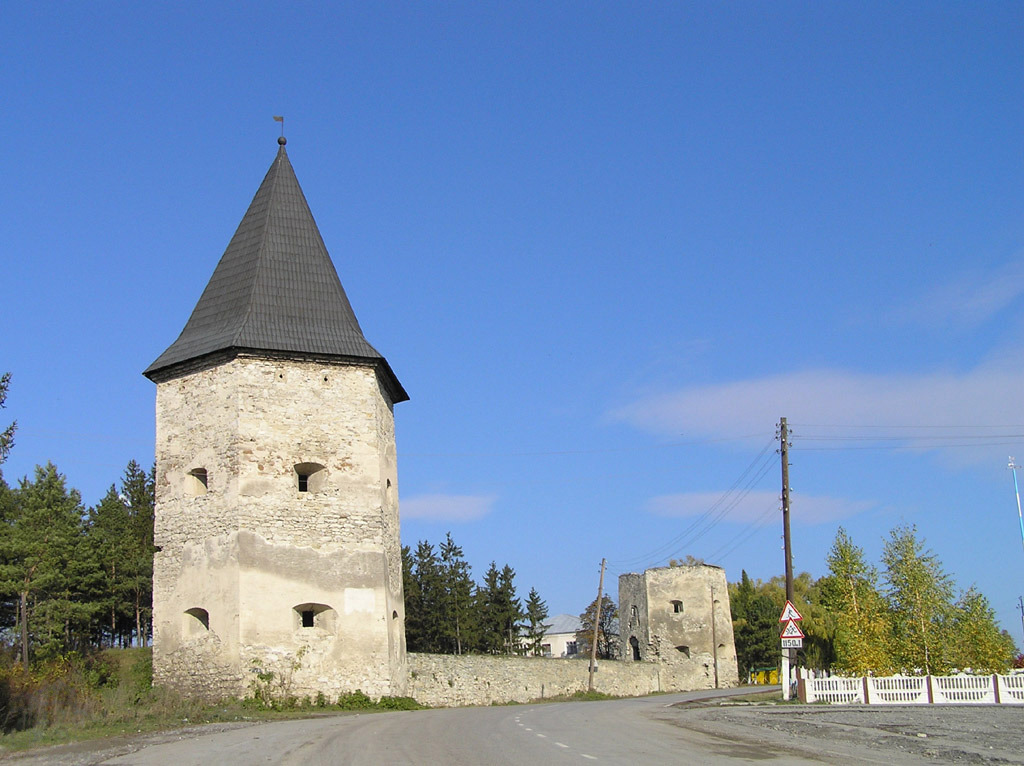
Zamek Kątskich w Krzywczach
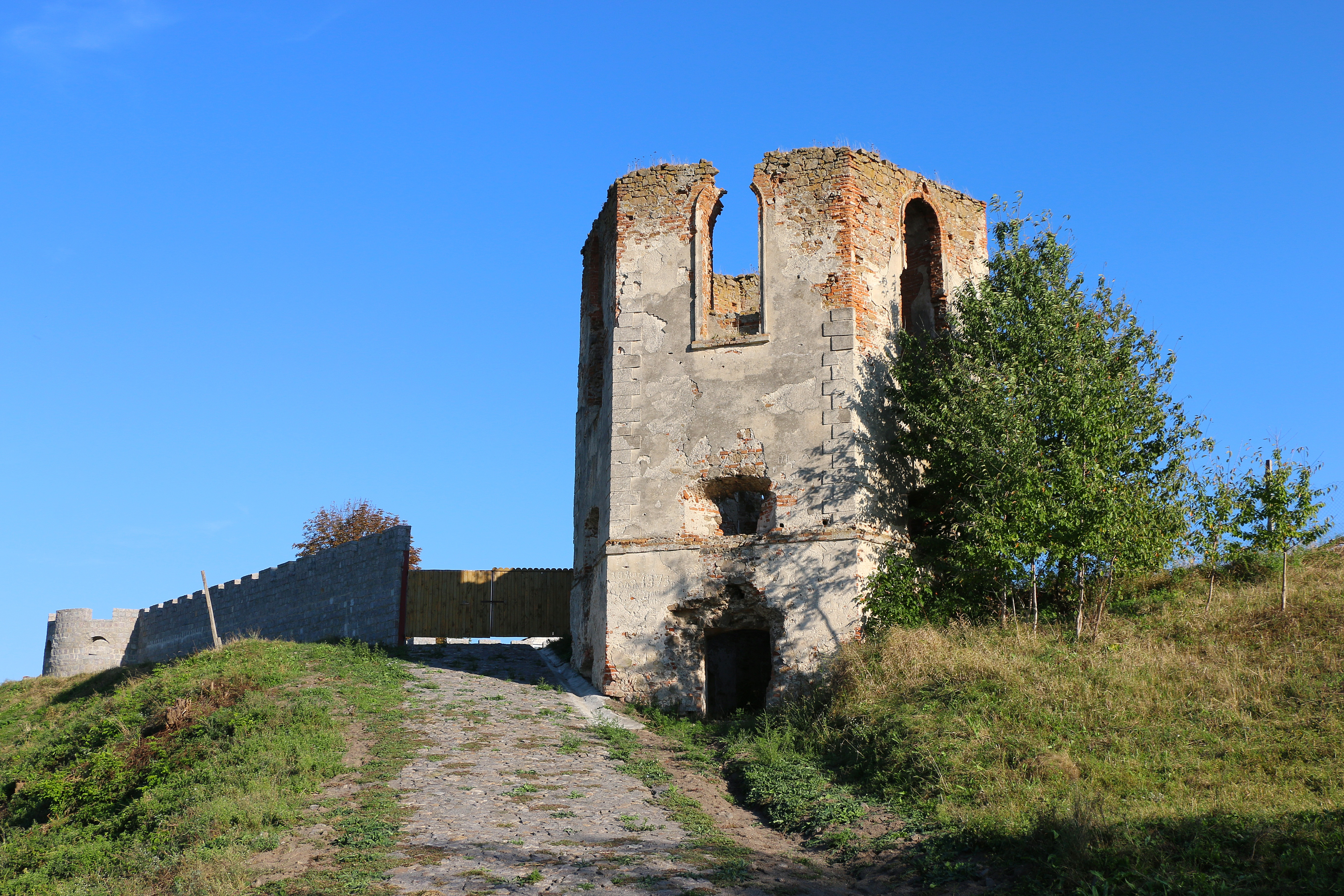
Zamek Czerlenkowskich w Siedliszczach
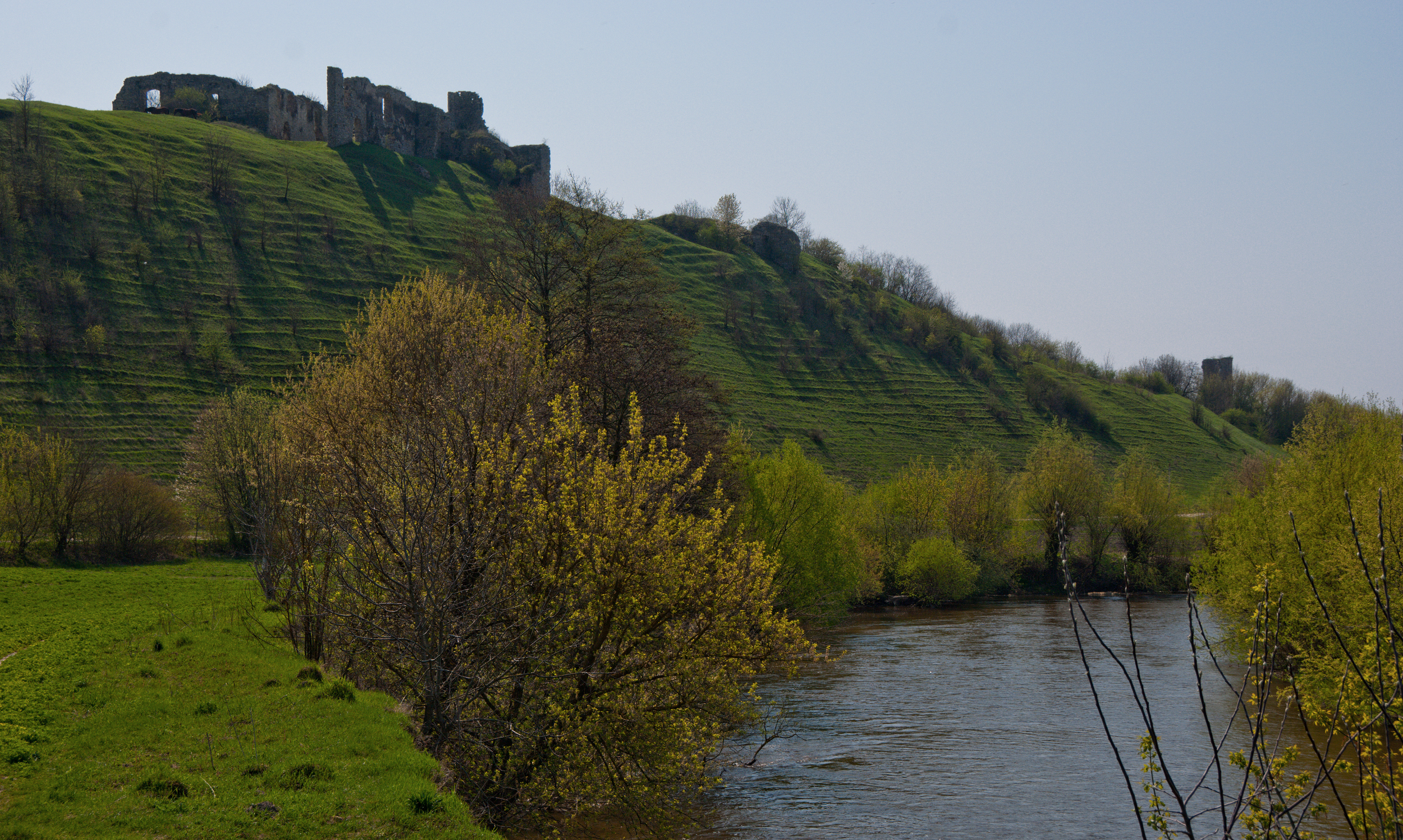
Zamek biskupów kamienieckich w Czarnokozińcach
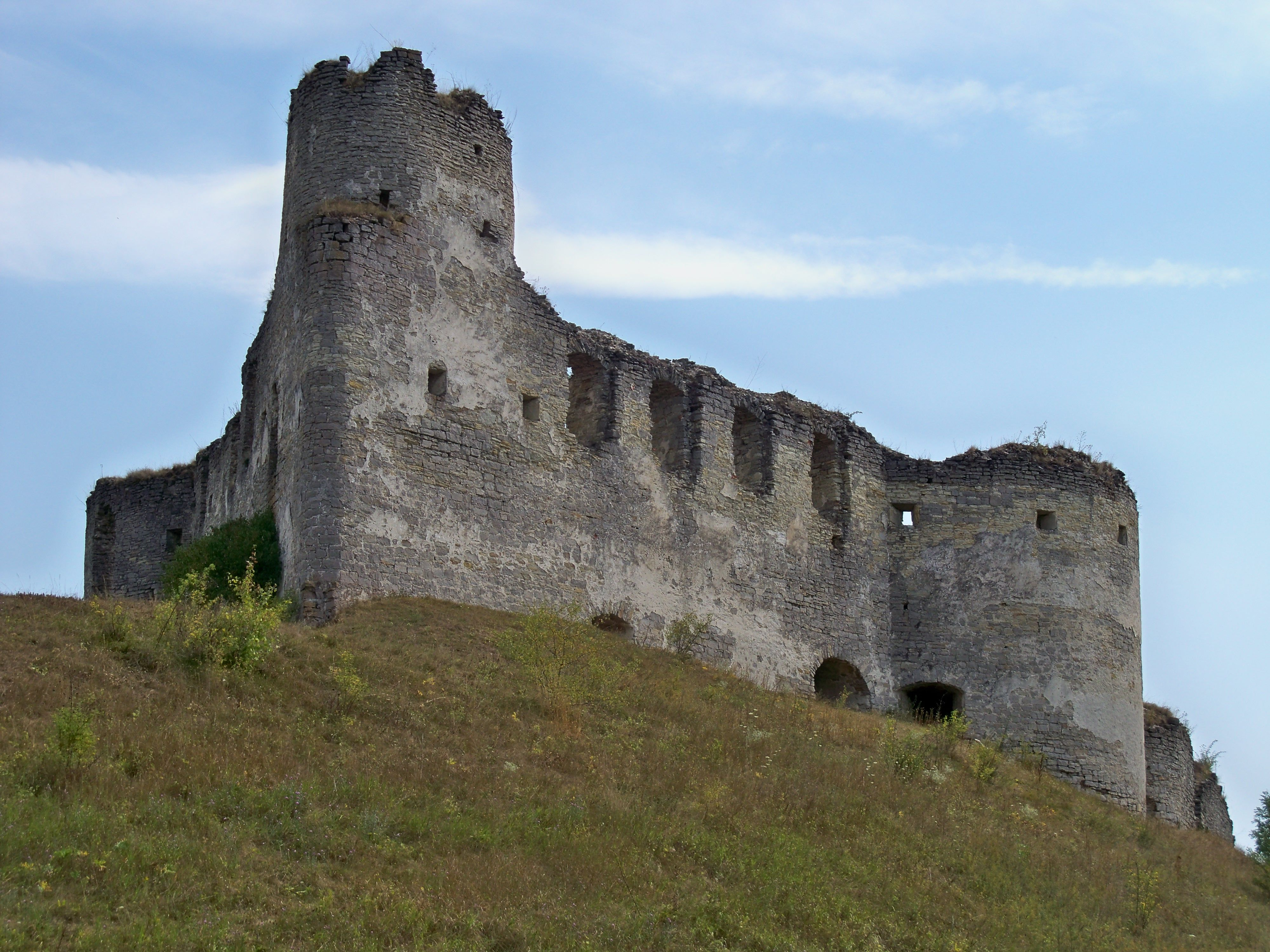
Zamek Kalinowskich w Sidorowie
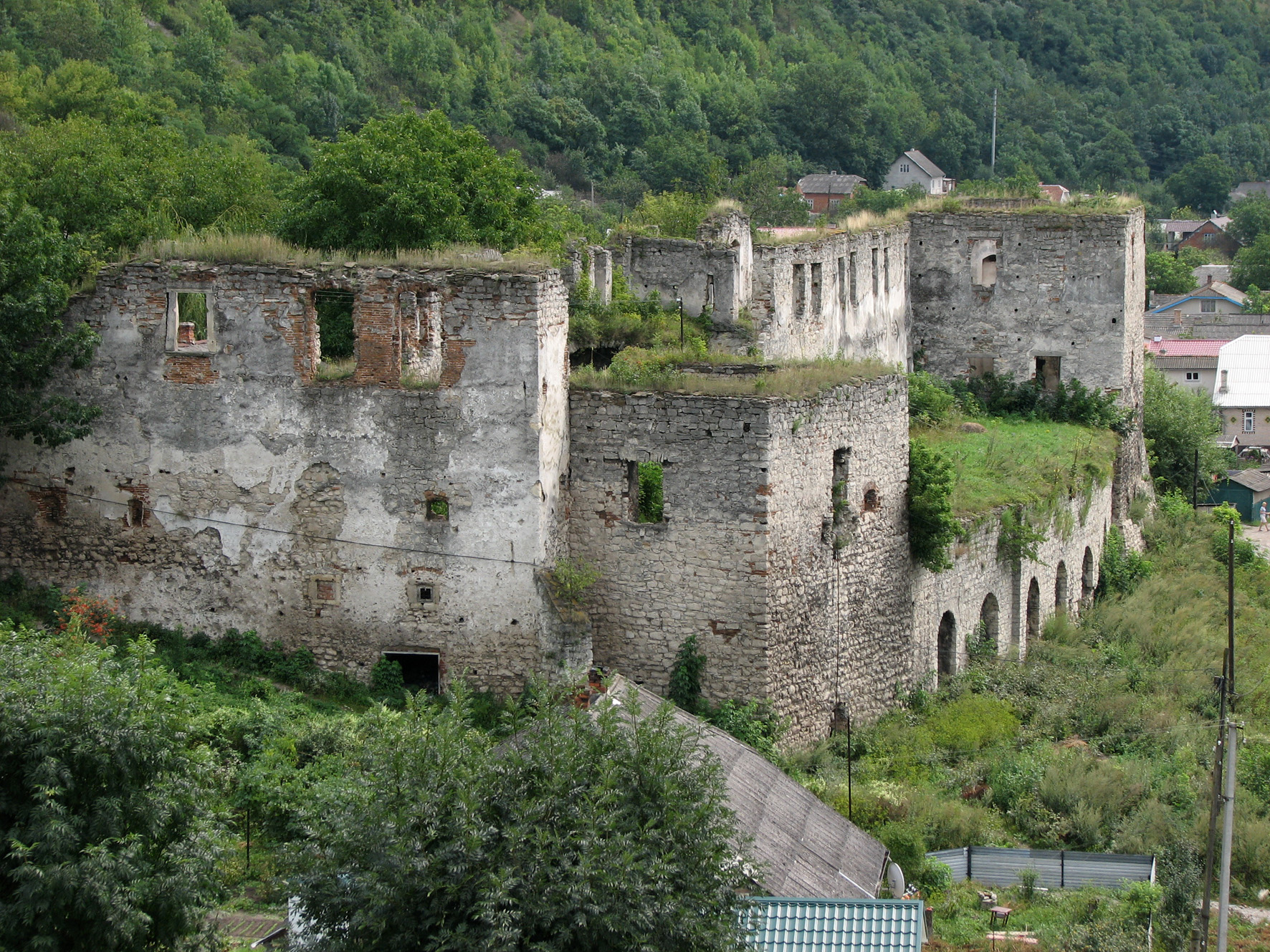
Zamek w Czortkowie
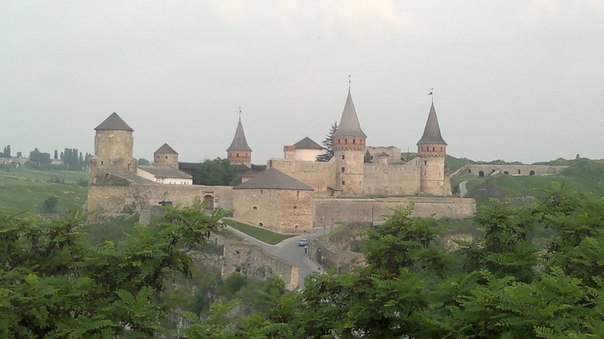
Zamek w Kamieńcu Podolskim
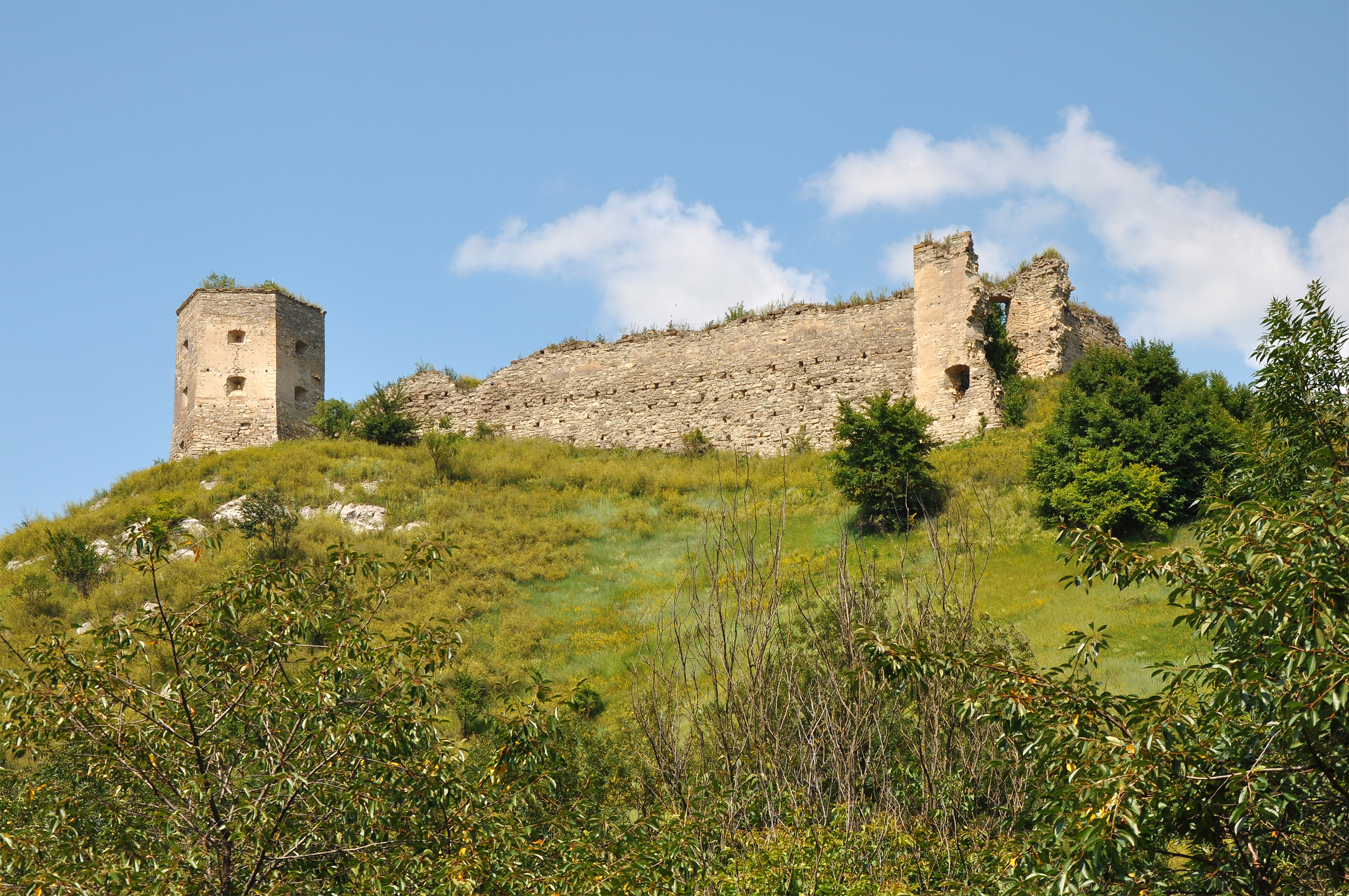
Zamek w Kudryńcach
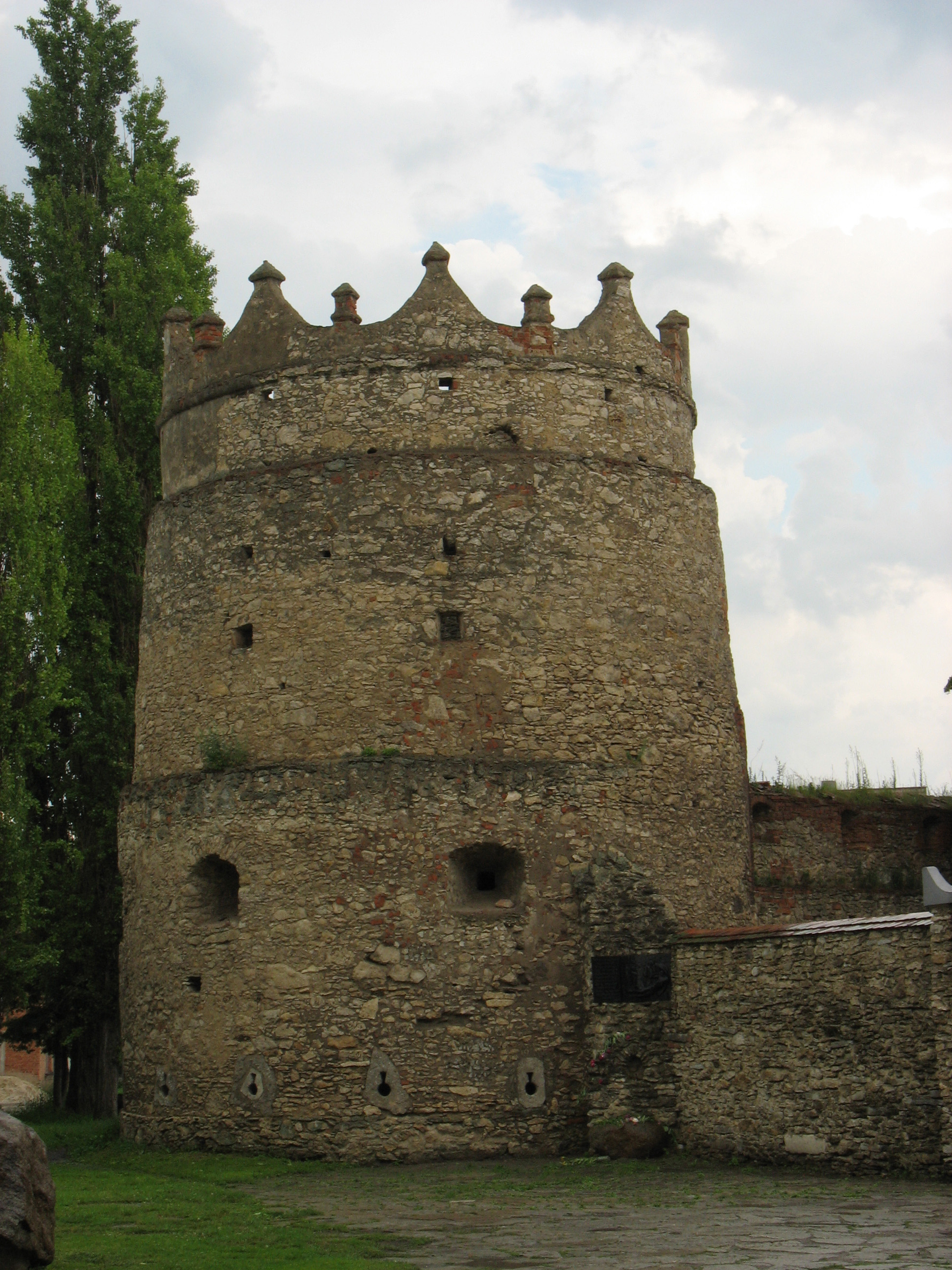
Zamek w Latyczowie
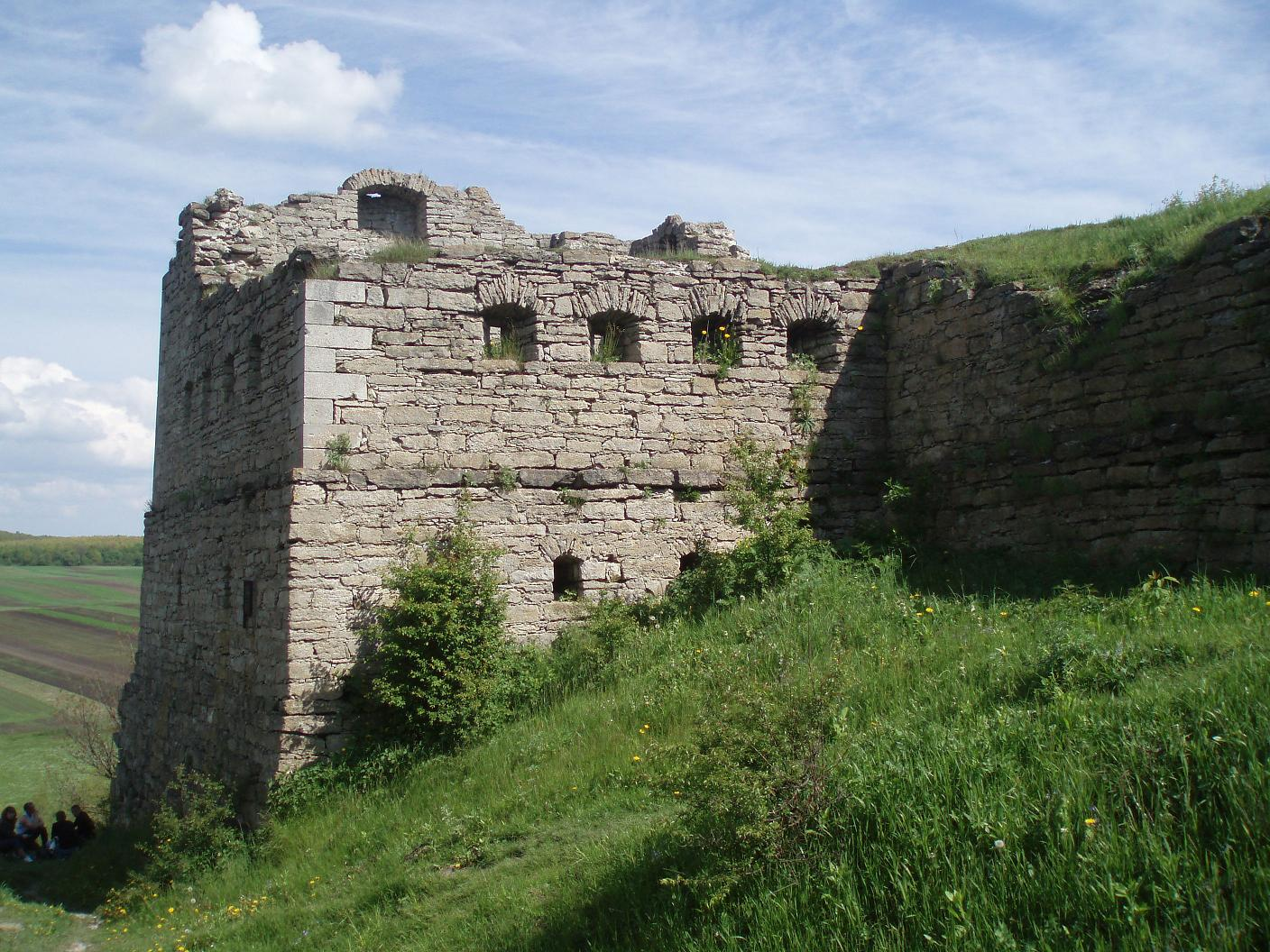
Zamek w Satanowie
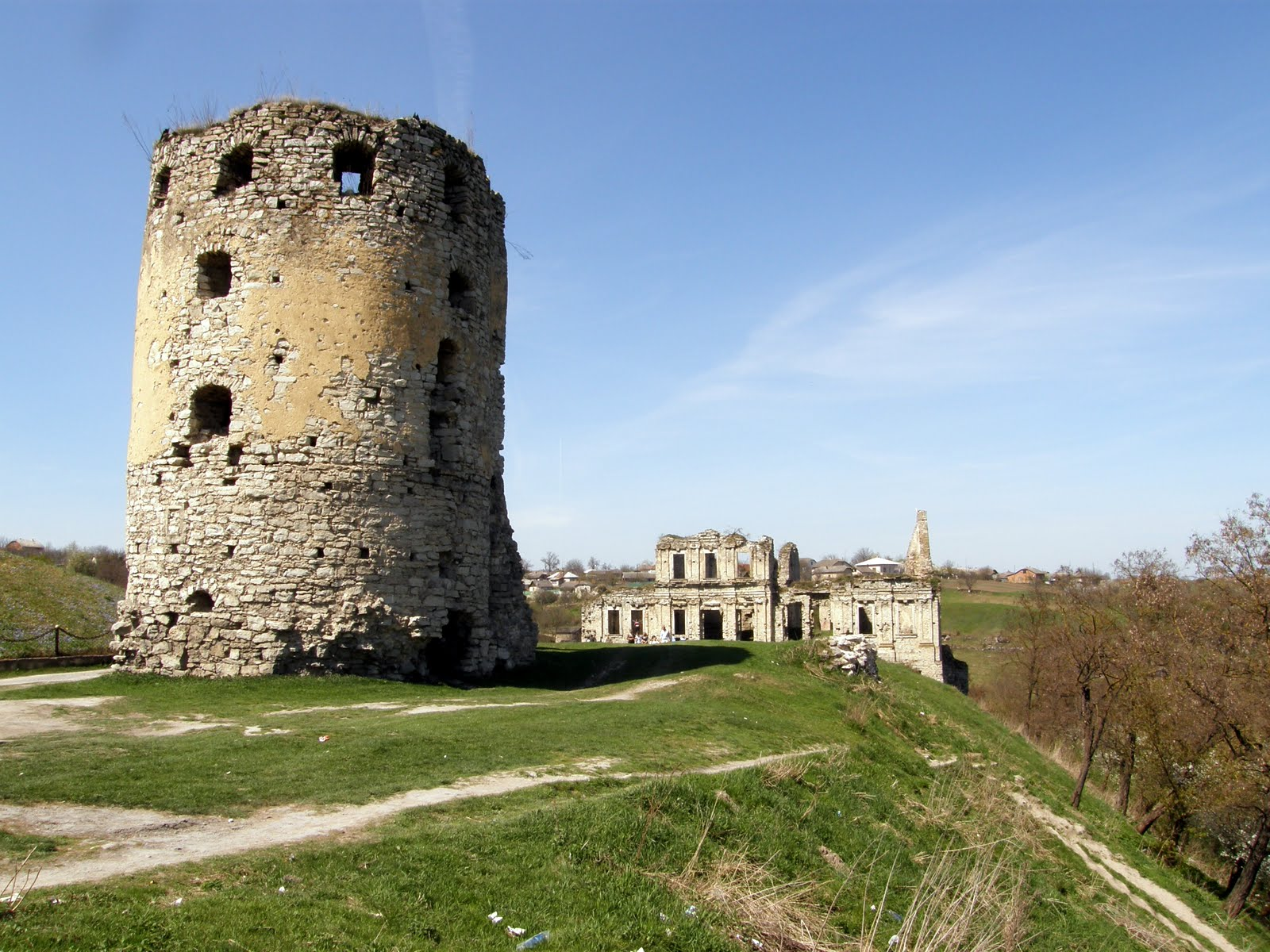
Zamek w Skale Podolskiej
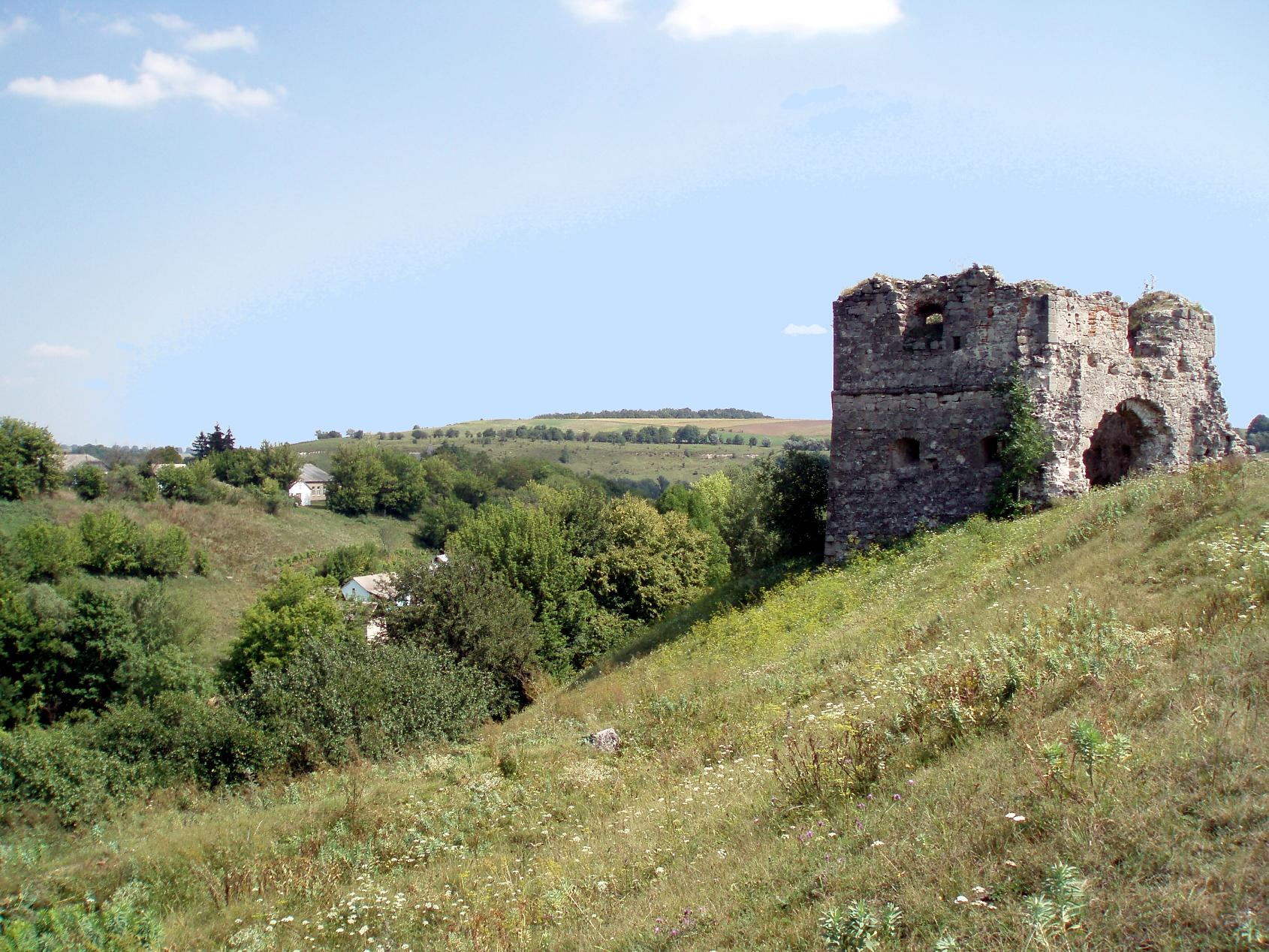
Zamek w Sutkowcach
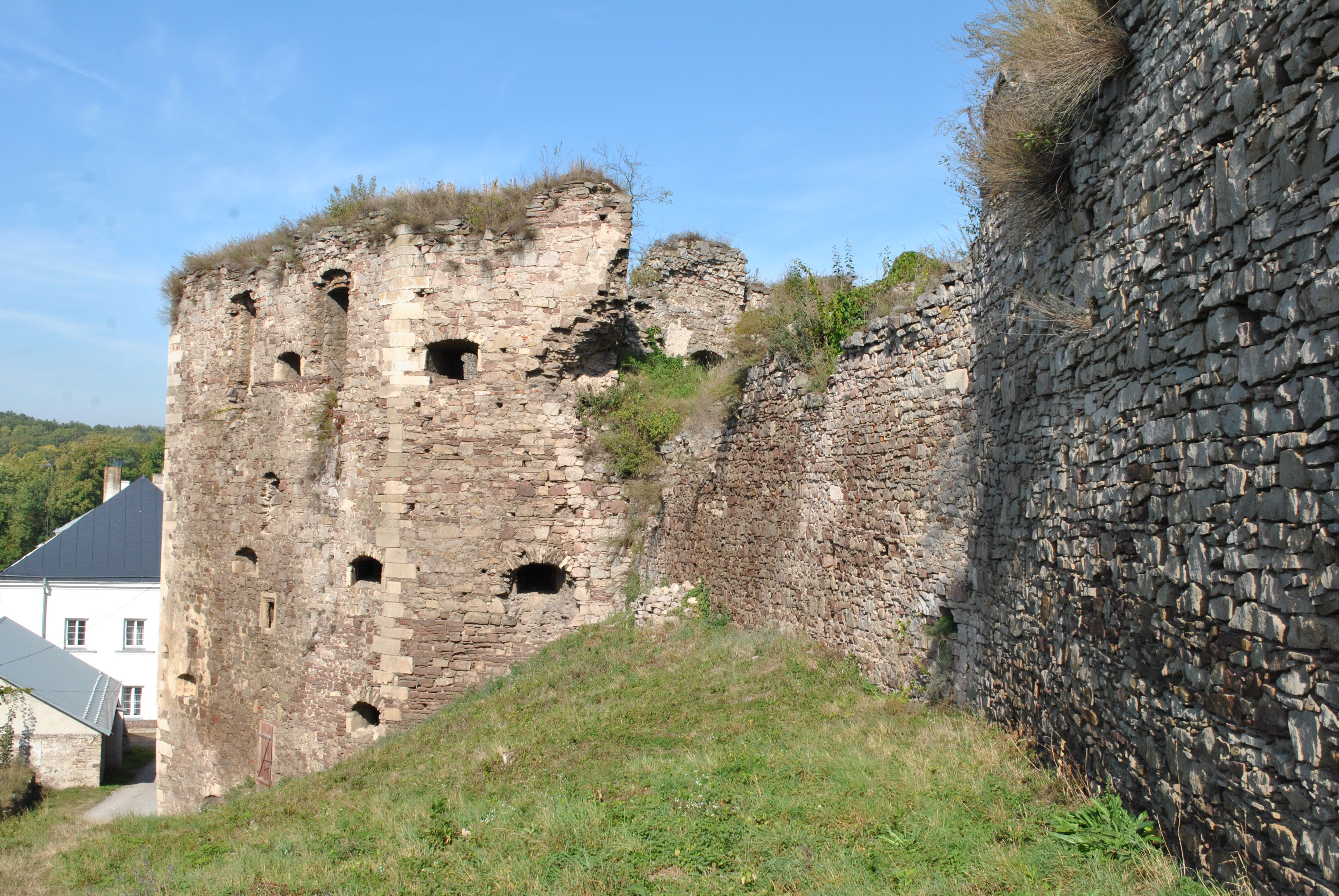
Zamek w Jazłowcu
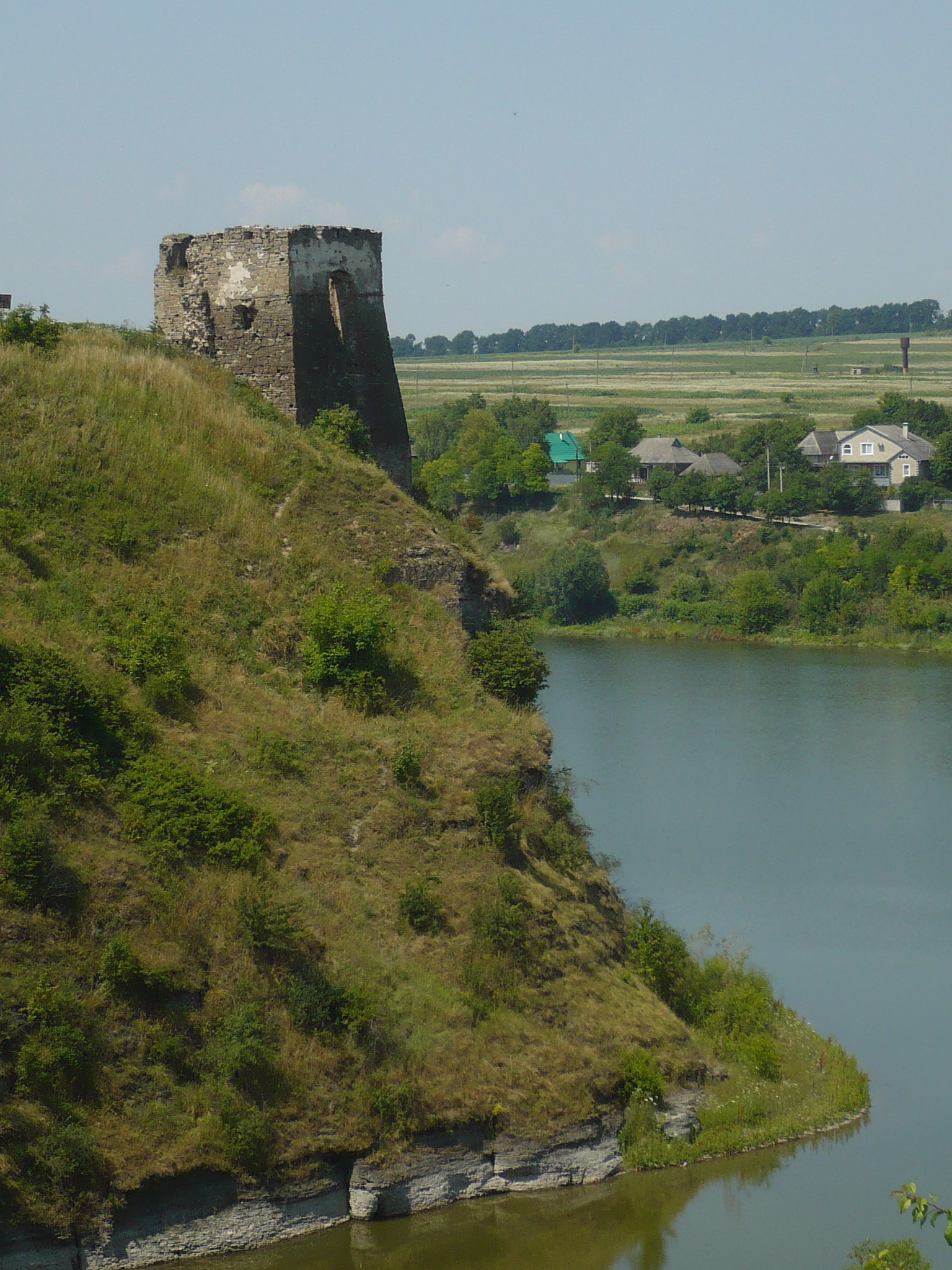
Zamek w Żwańcu
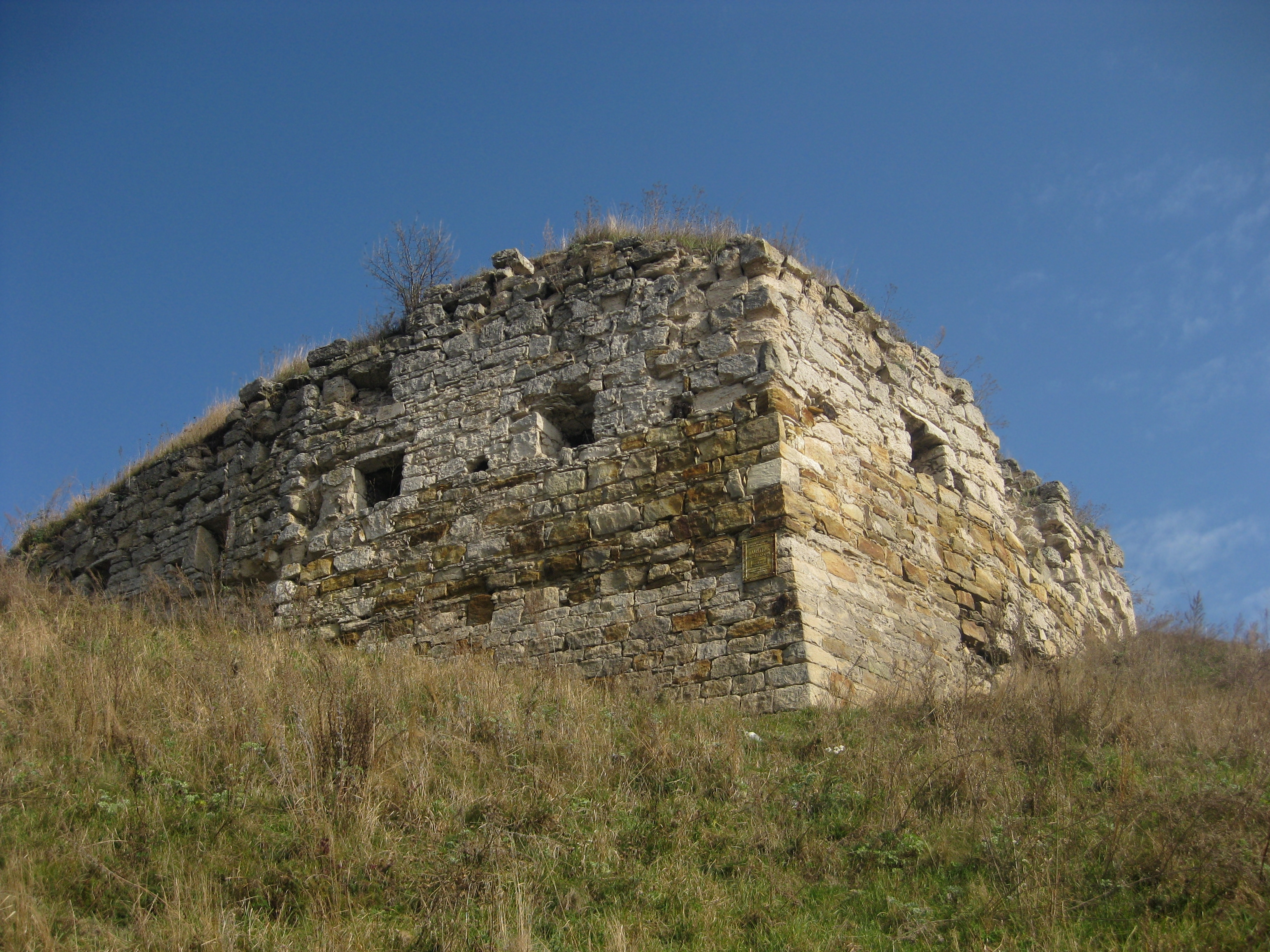
Zamek Odrowążów w Zinkowie
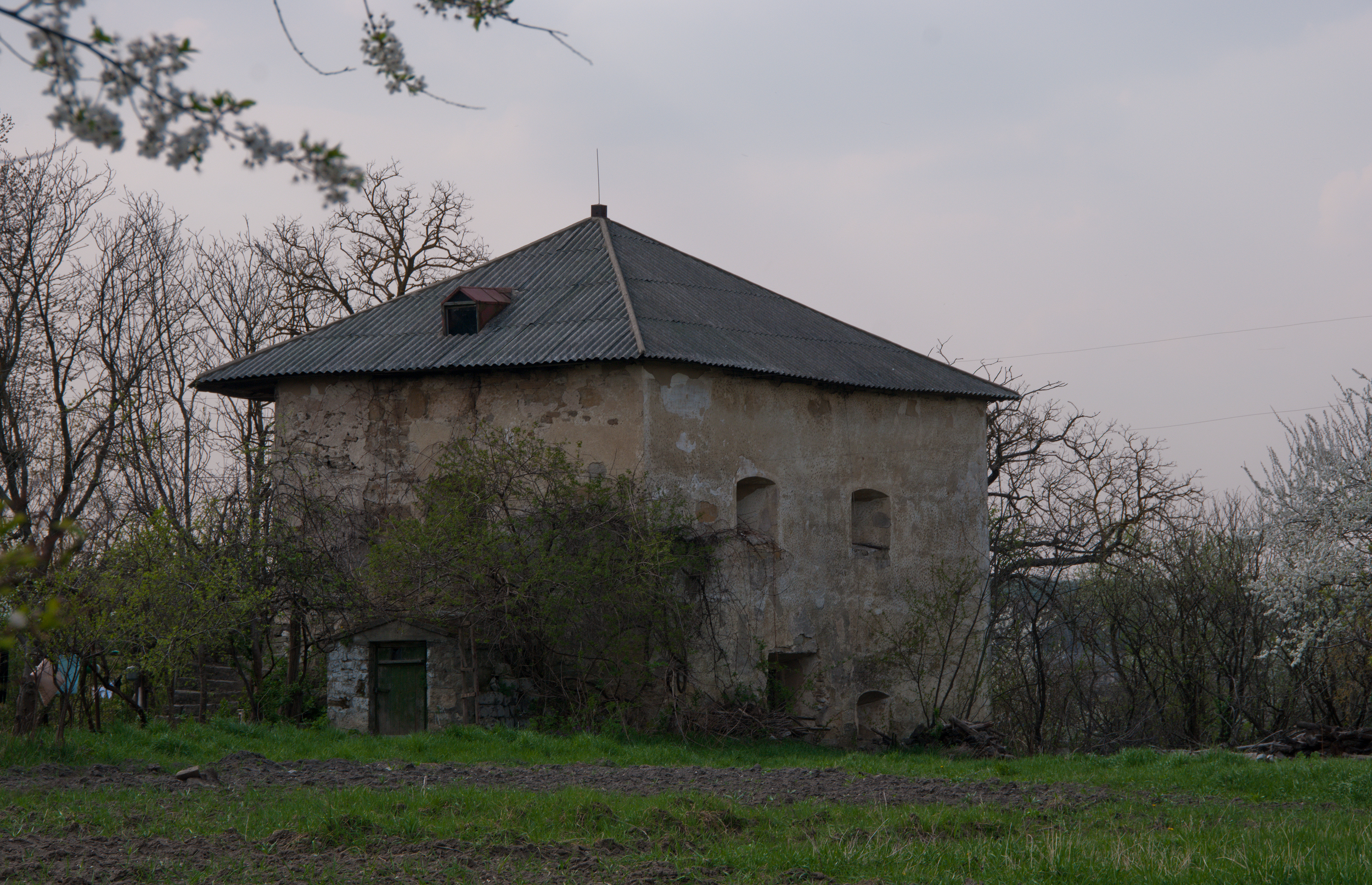
Zamek w Rychtach
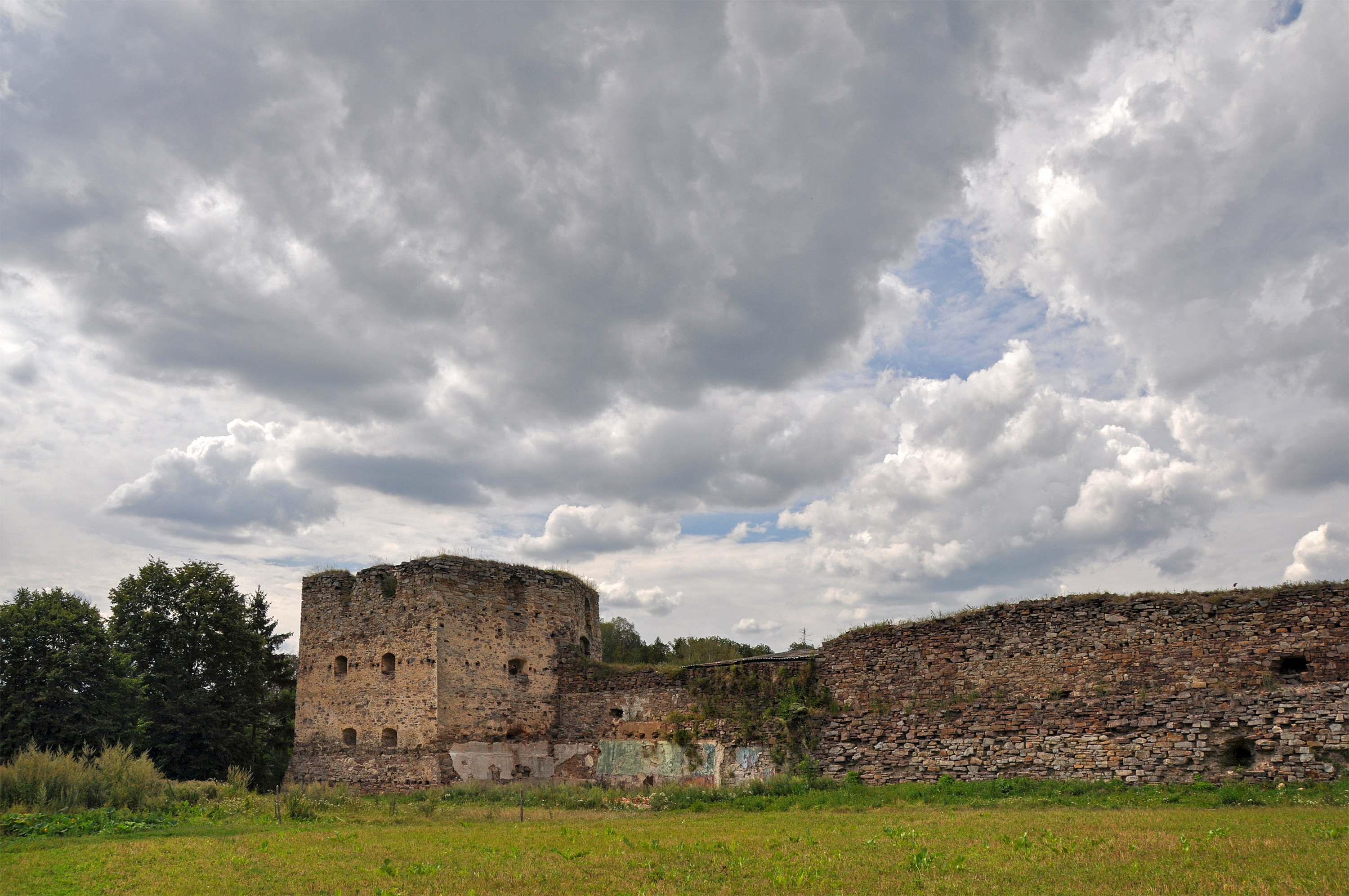
Zamek w Potoku Złotym
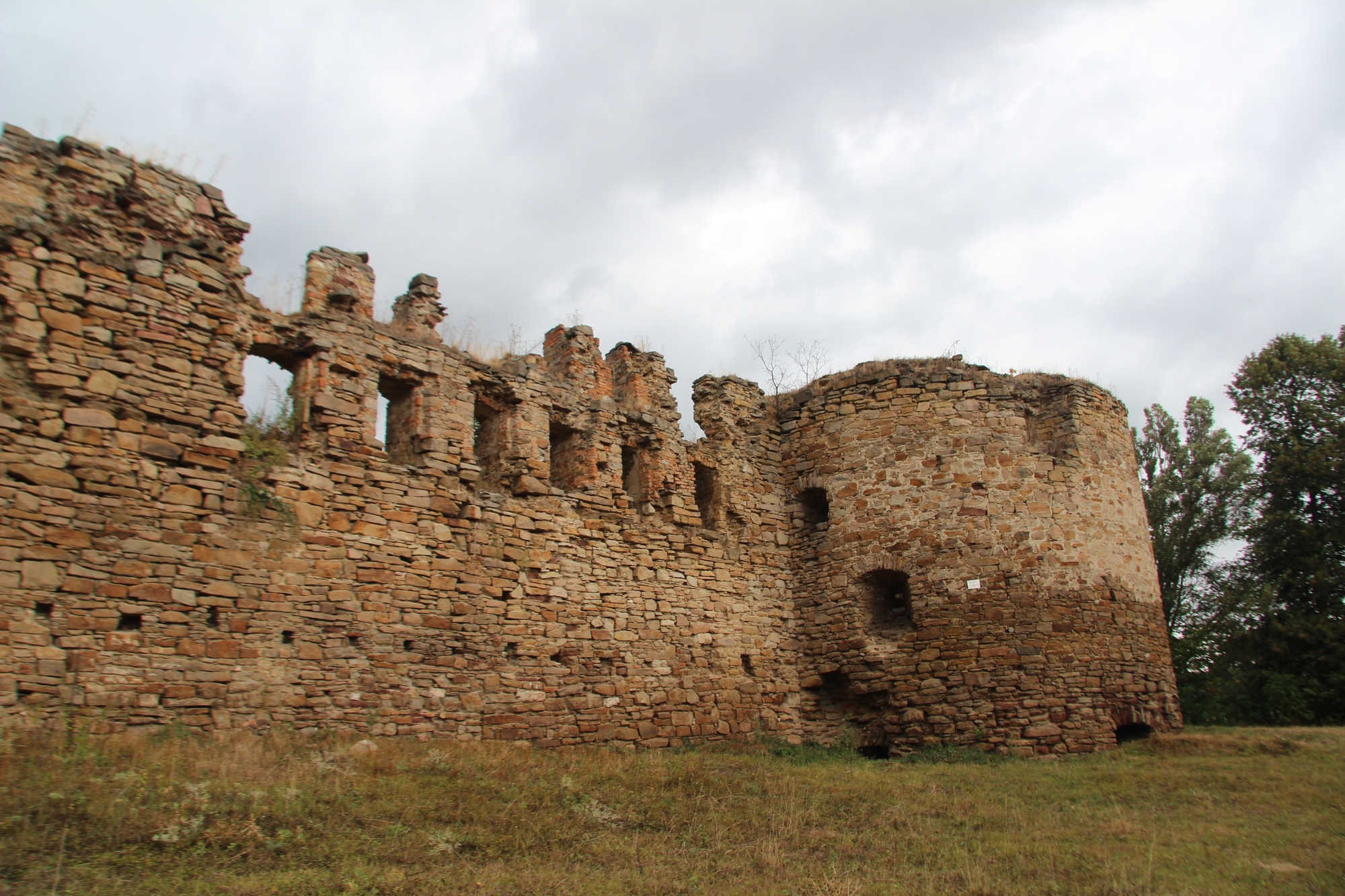
Zamek w Mikulińcach

### Pałace

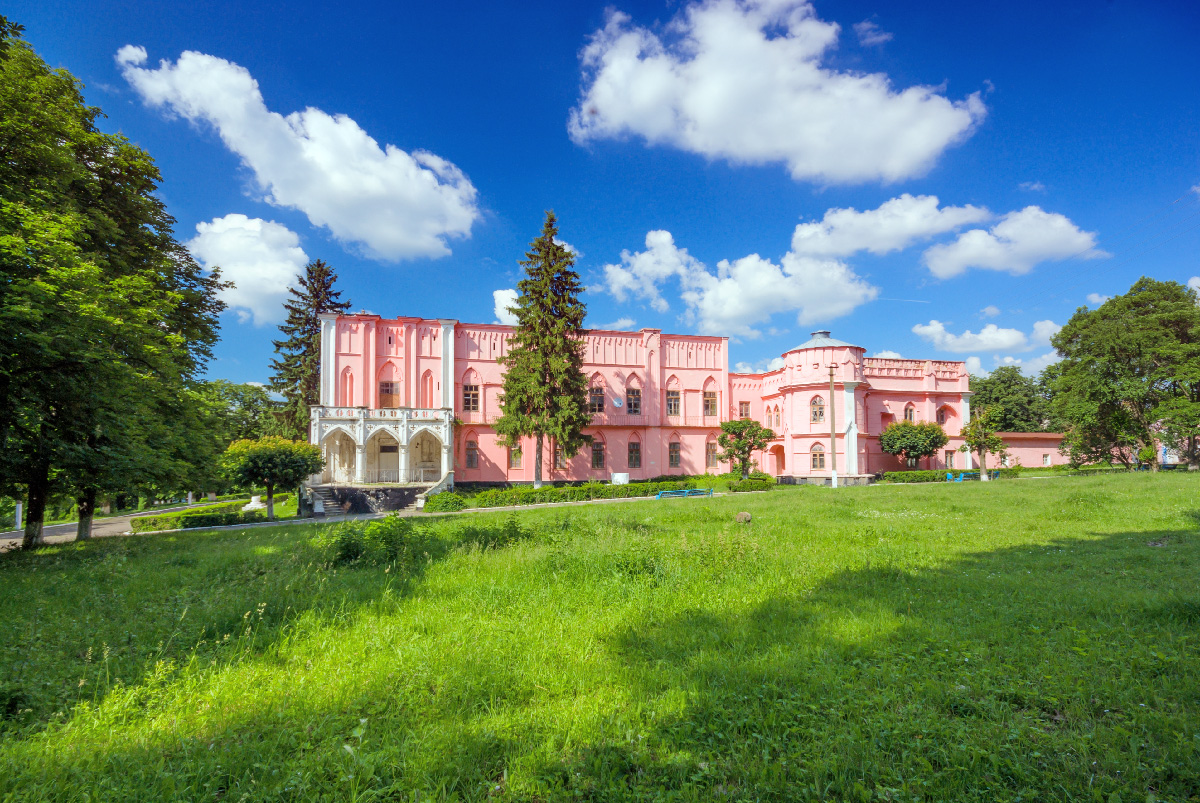
Pałac Witosławskich w Czerniatyniu
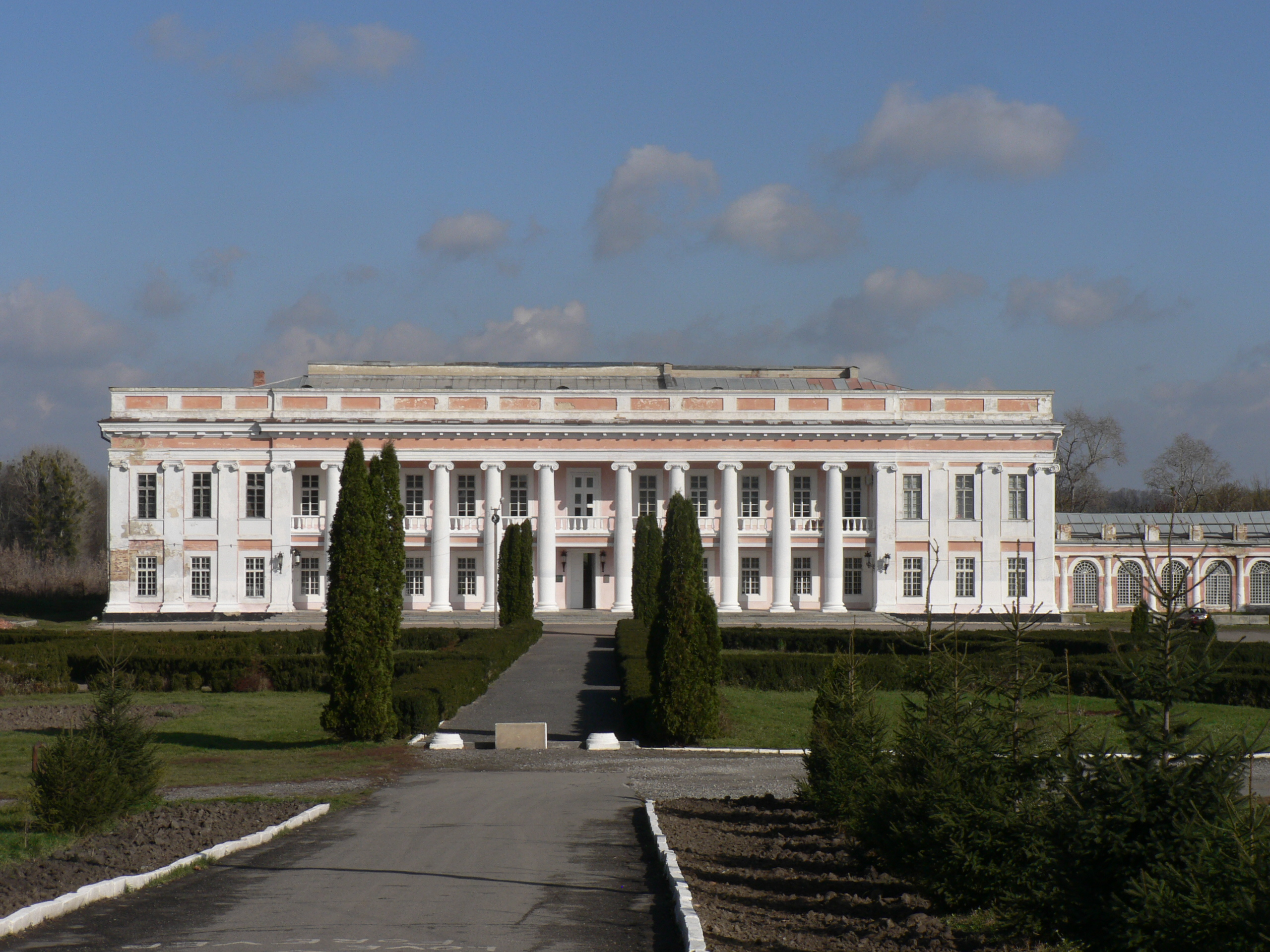
Pałac Potockich w Tulczynie
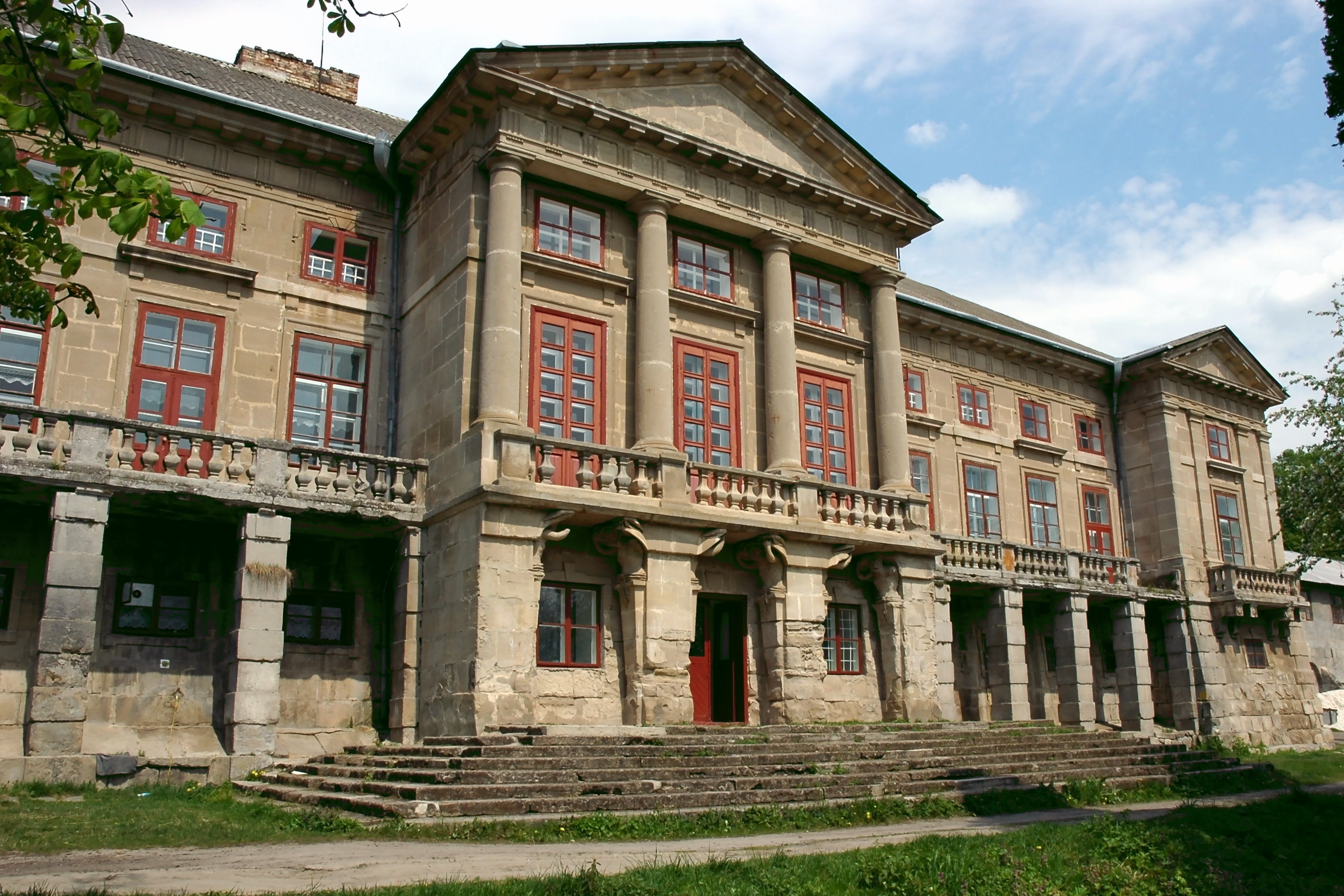
Pałac Orłowskich w Malejowcach
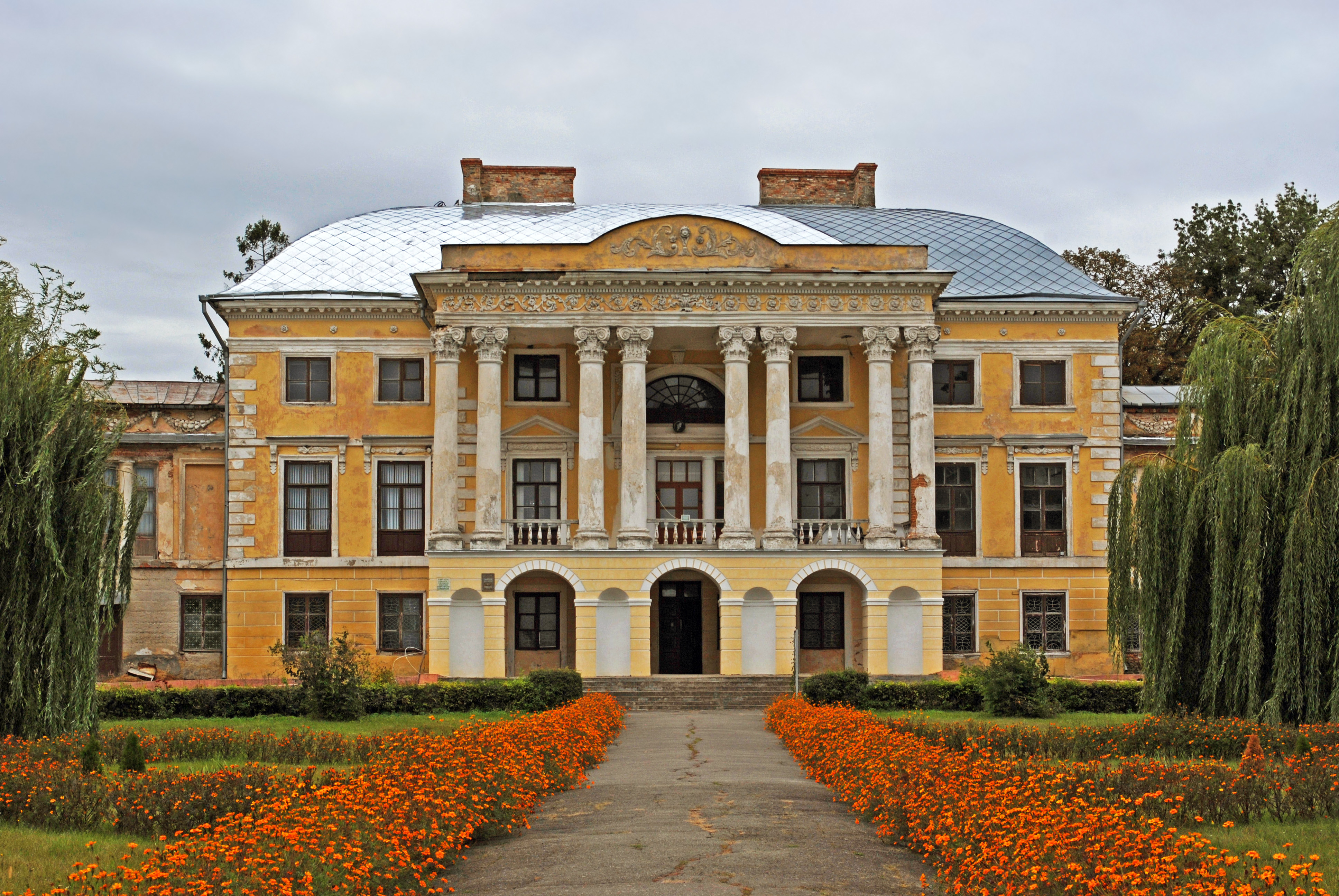
Pałac Grocholskich w Woronowicy
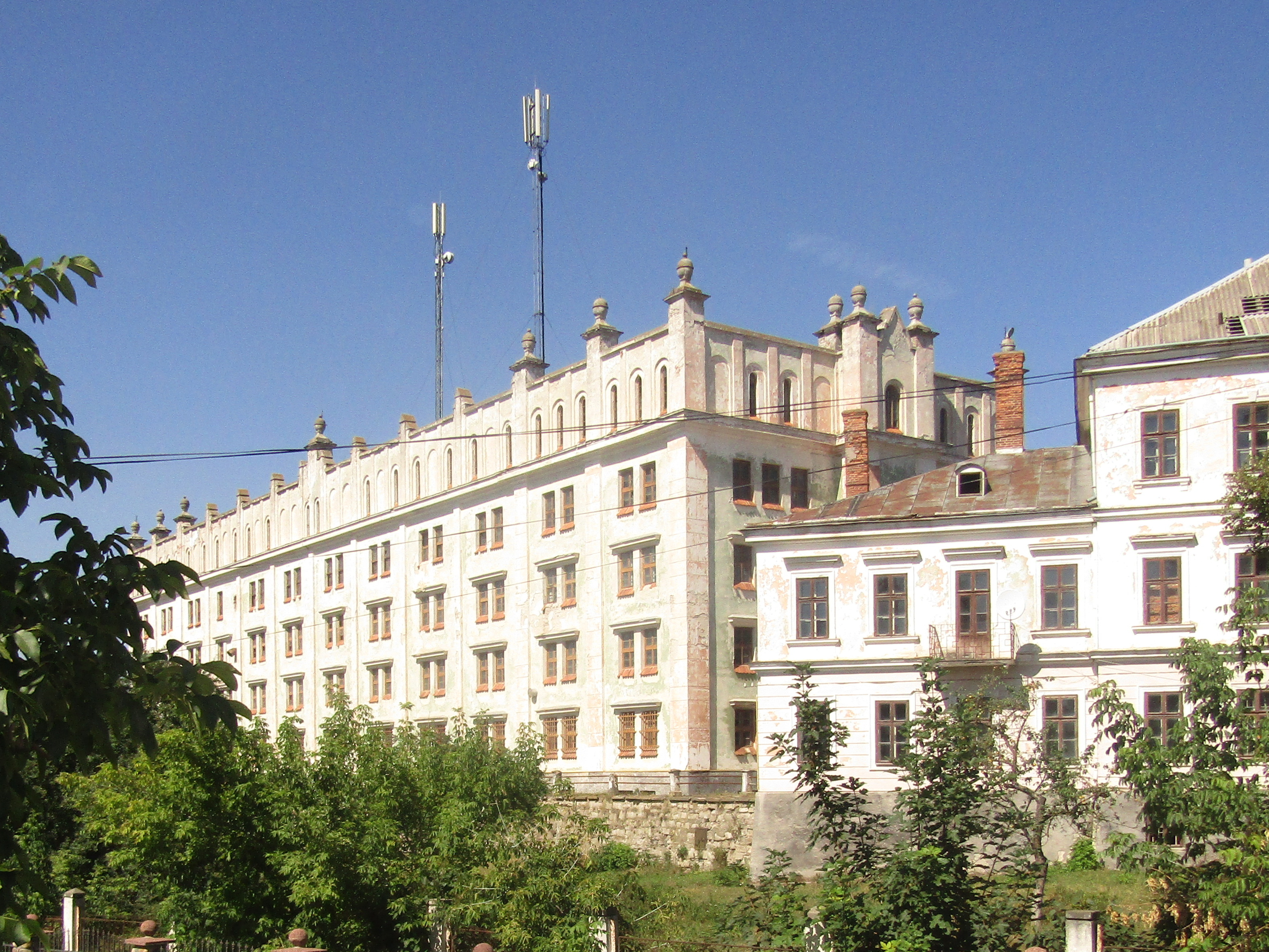
Zamek Lanckorońskich w Nagórzance
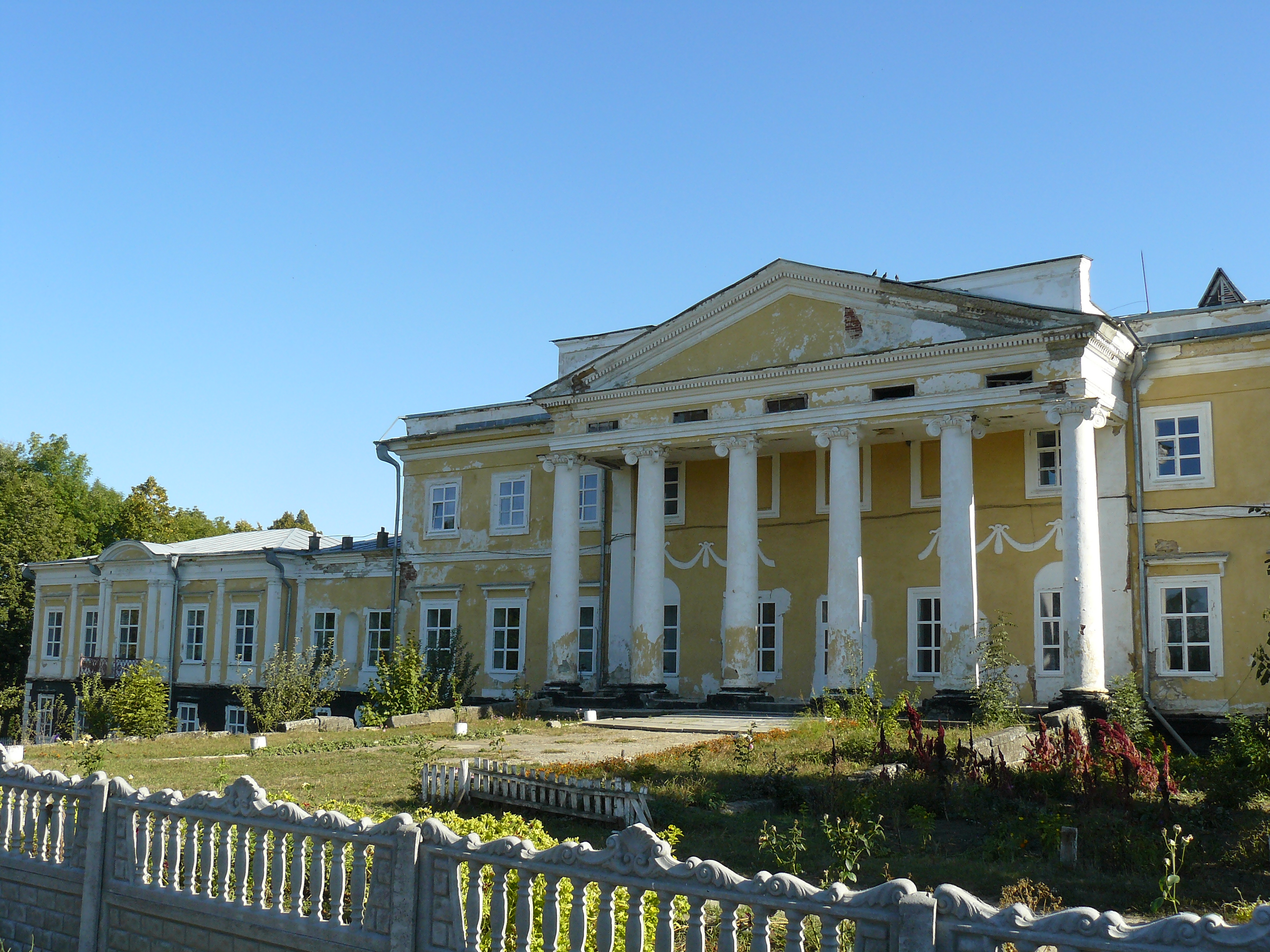
Pałac Czarnomskich w Czarnominie
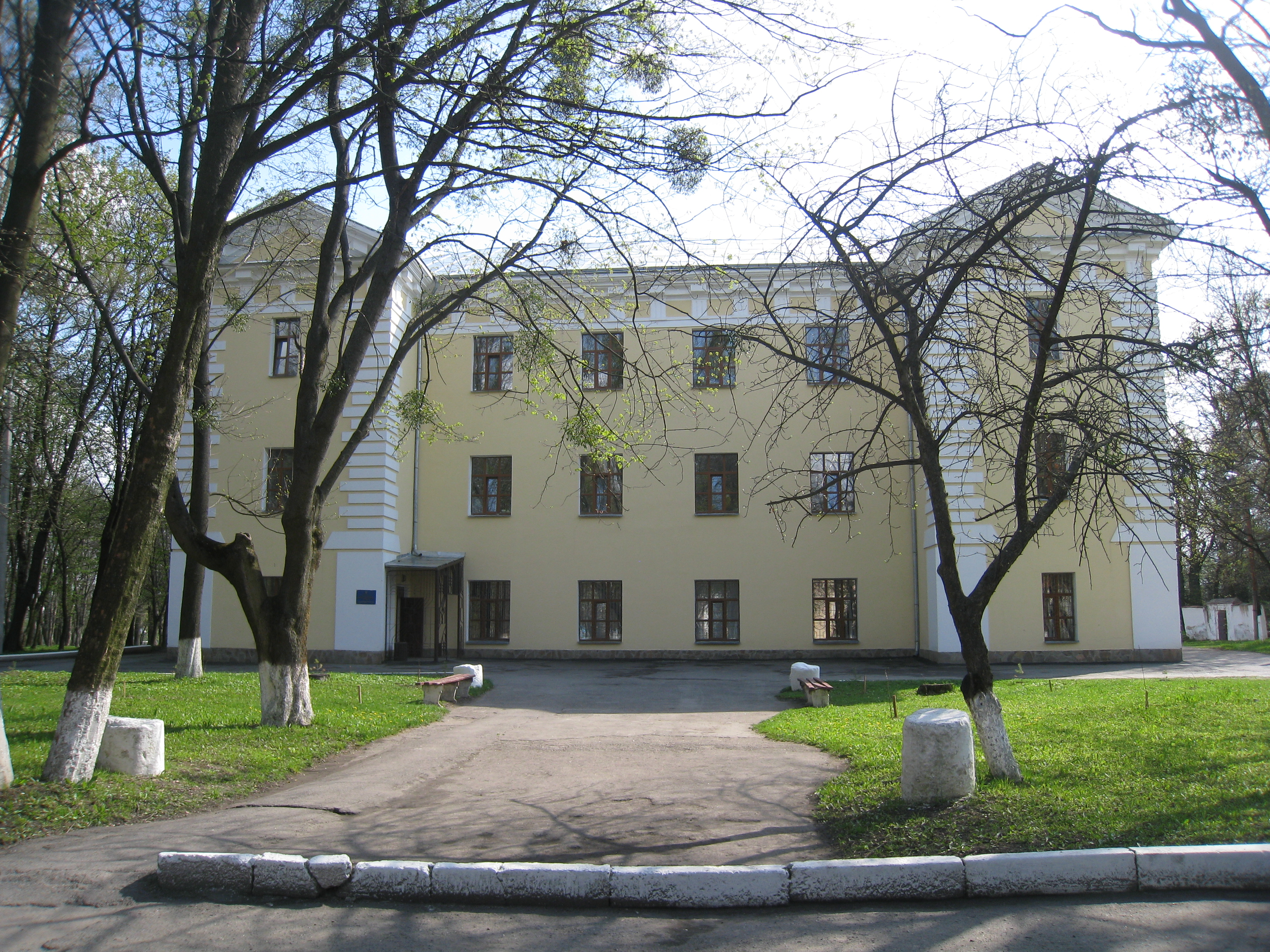
Pałac Grocholskich w Pietniczanach Winnickich
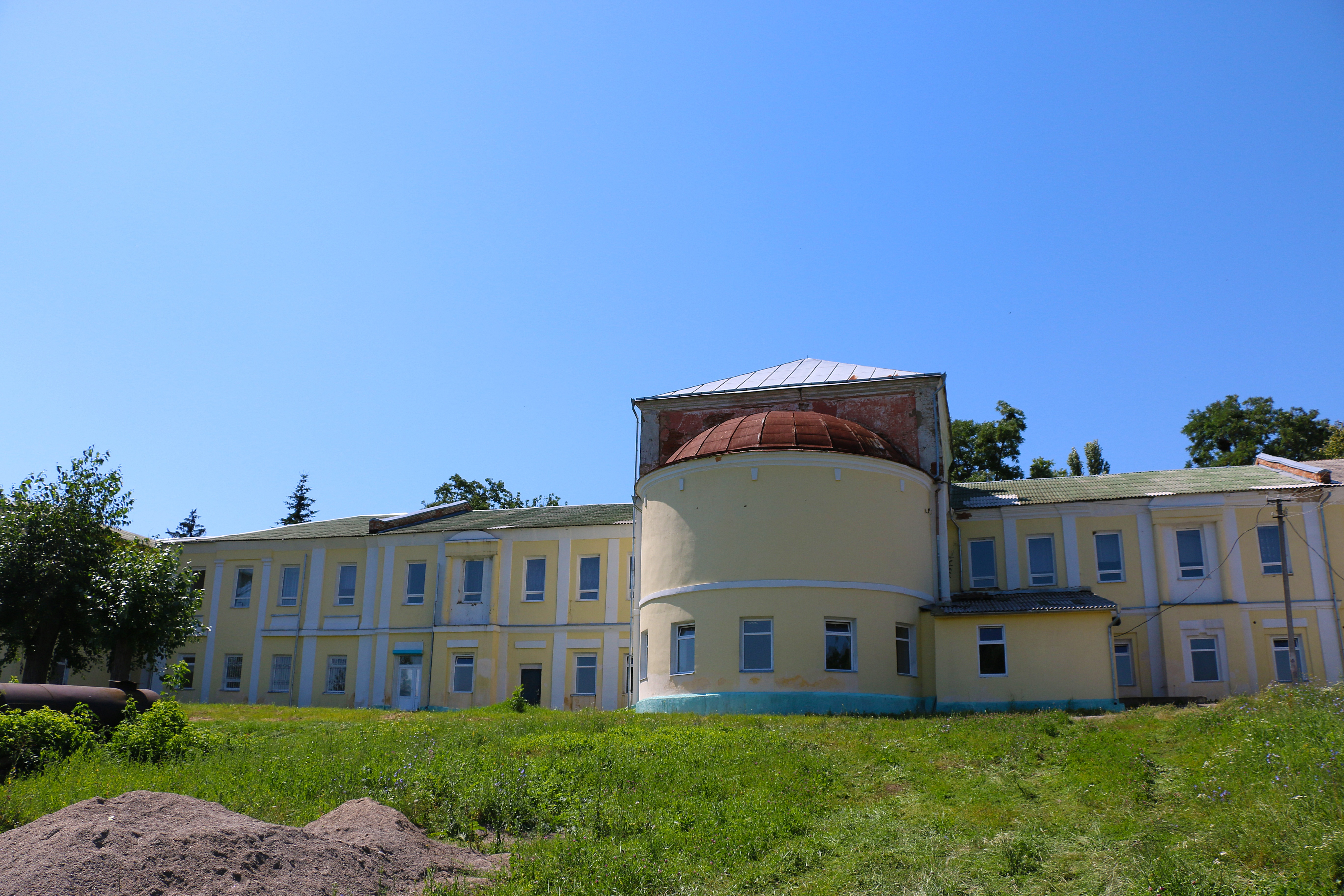
Pałac Jaroszyńskich w Tywrowie
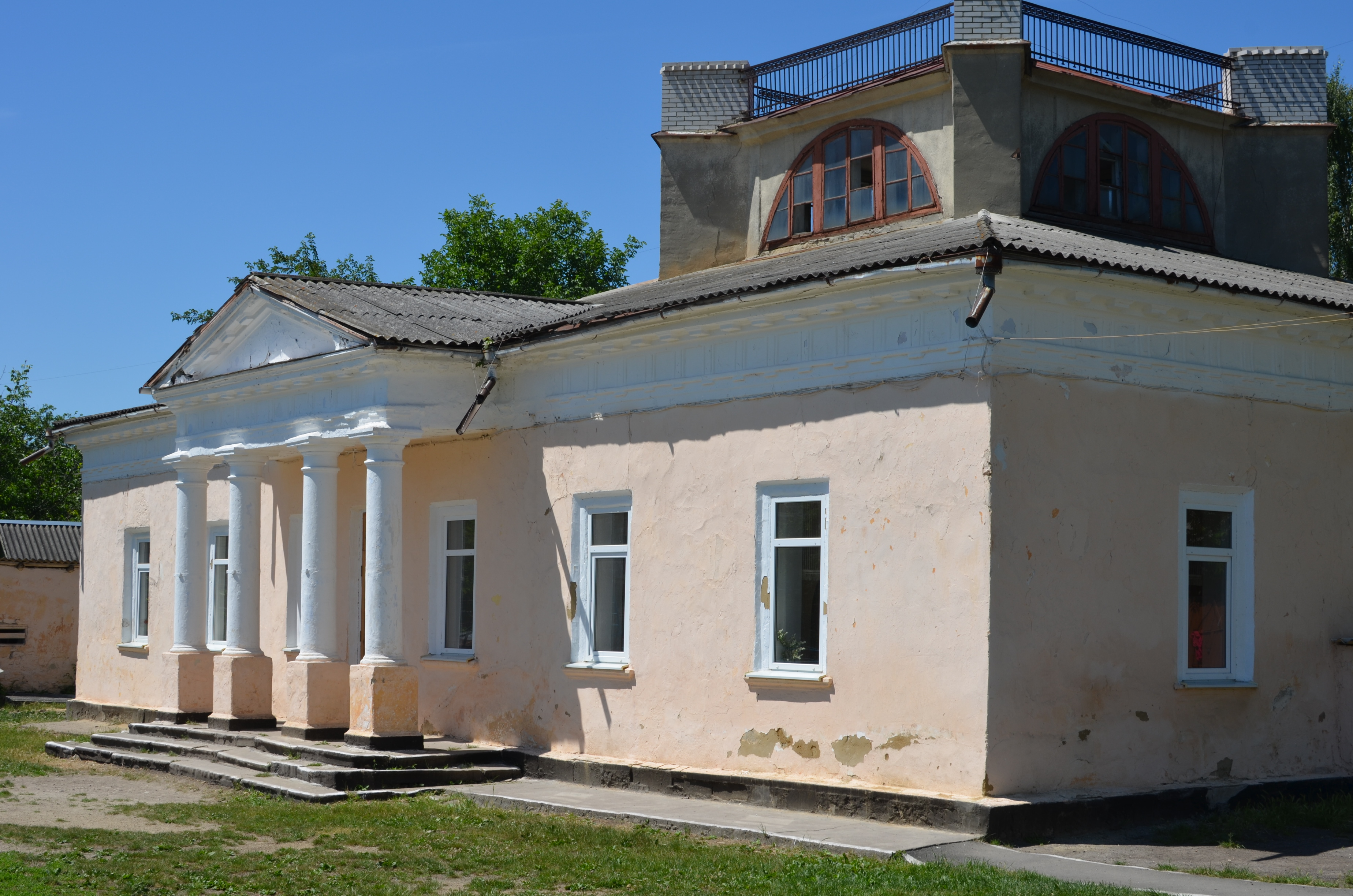
Pałac Potockich w Nemii
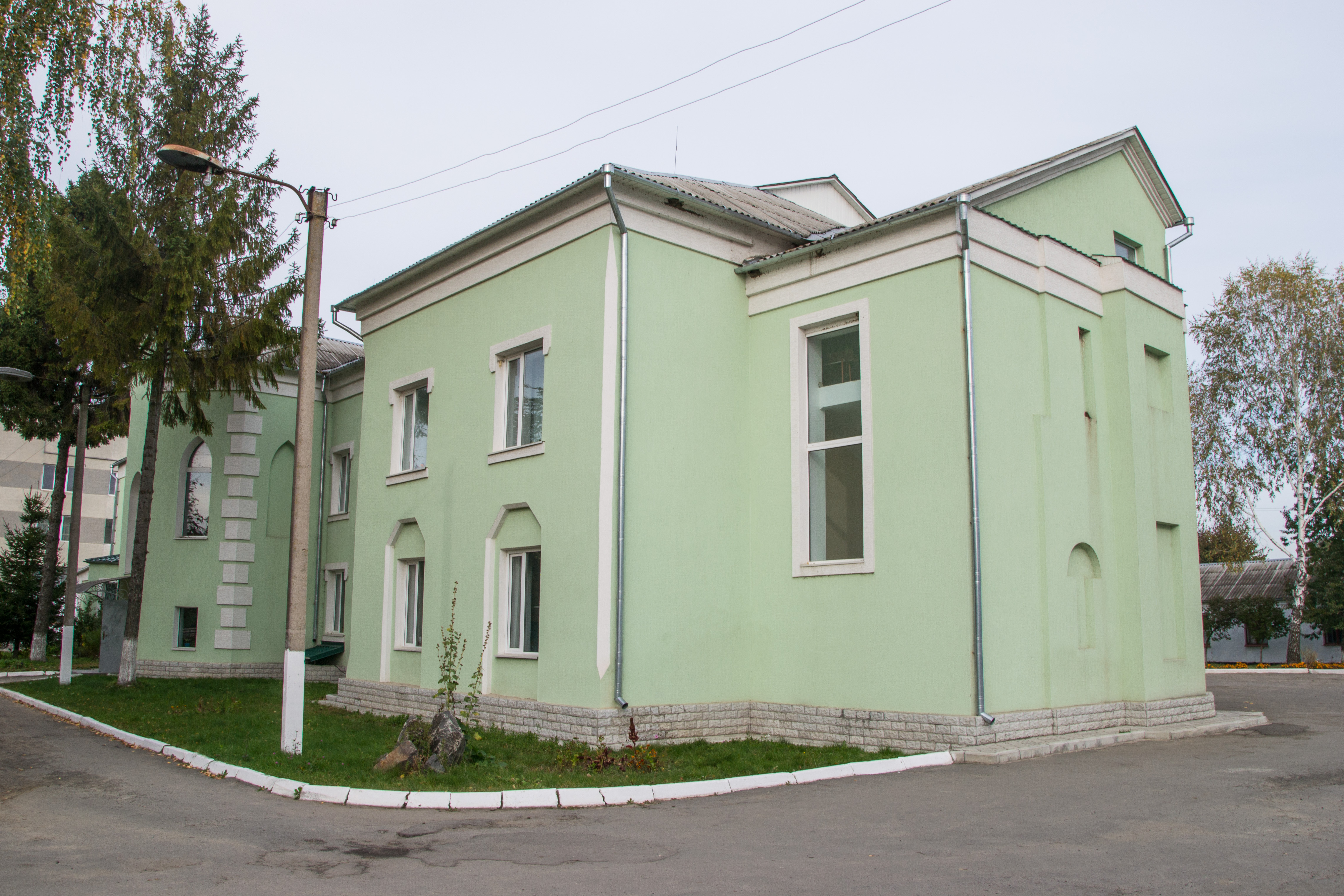
Pałac Raciborowskich w Derażni
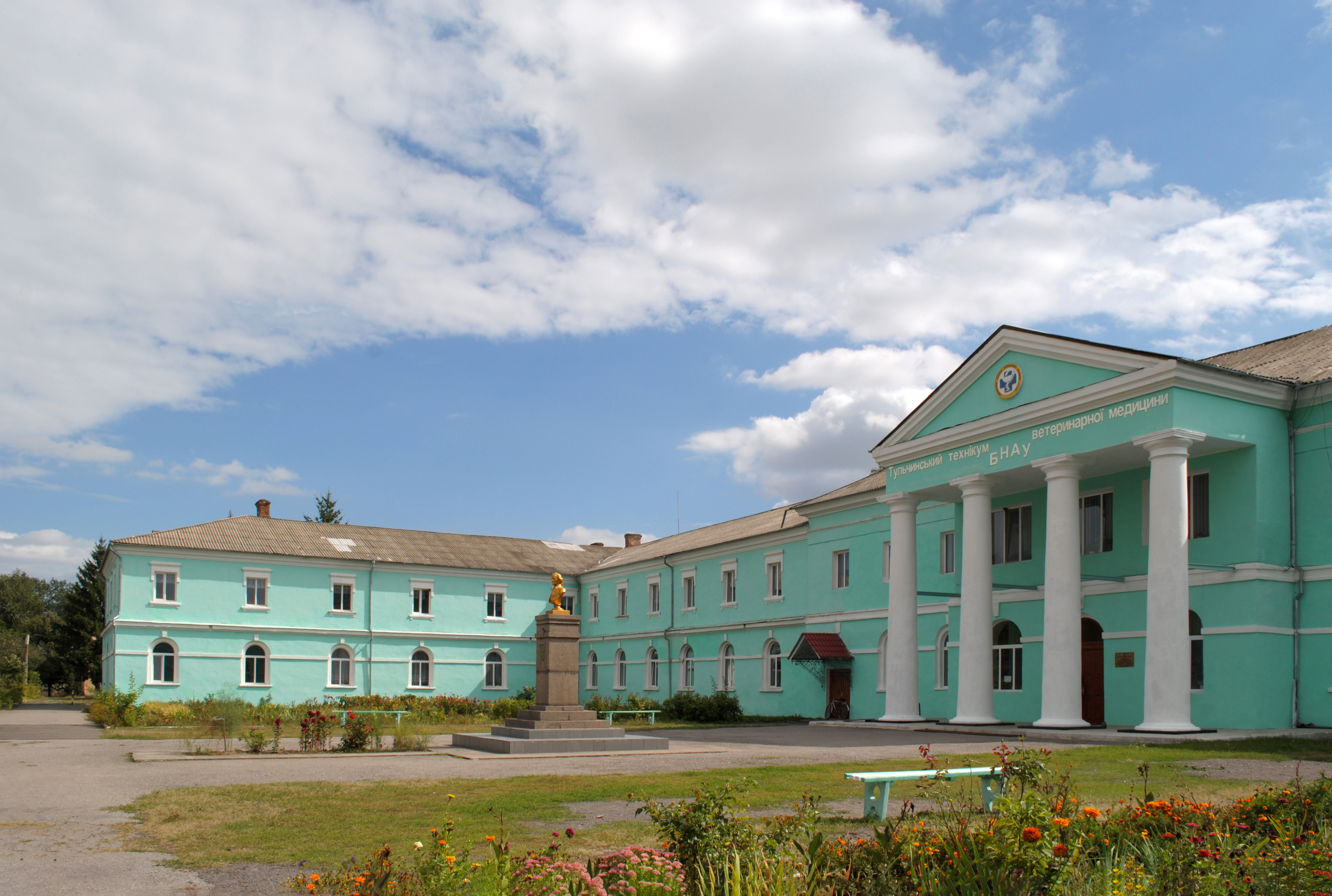
Nowy Pałac Potockich w Tulczynie
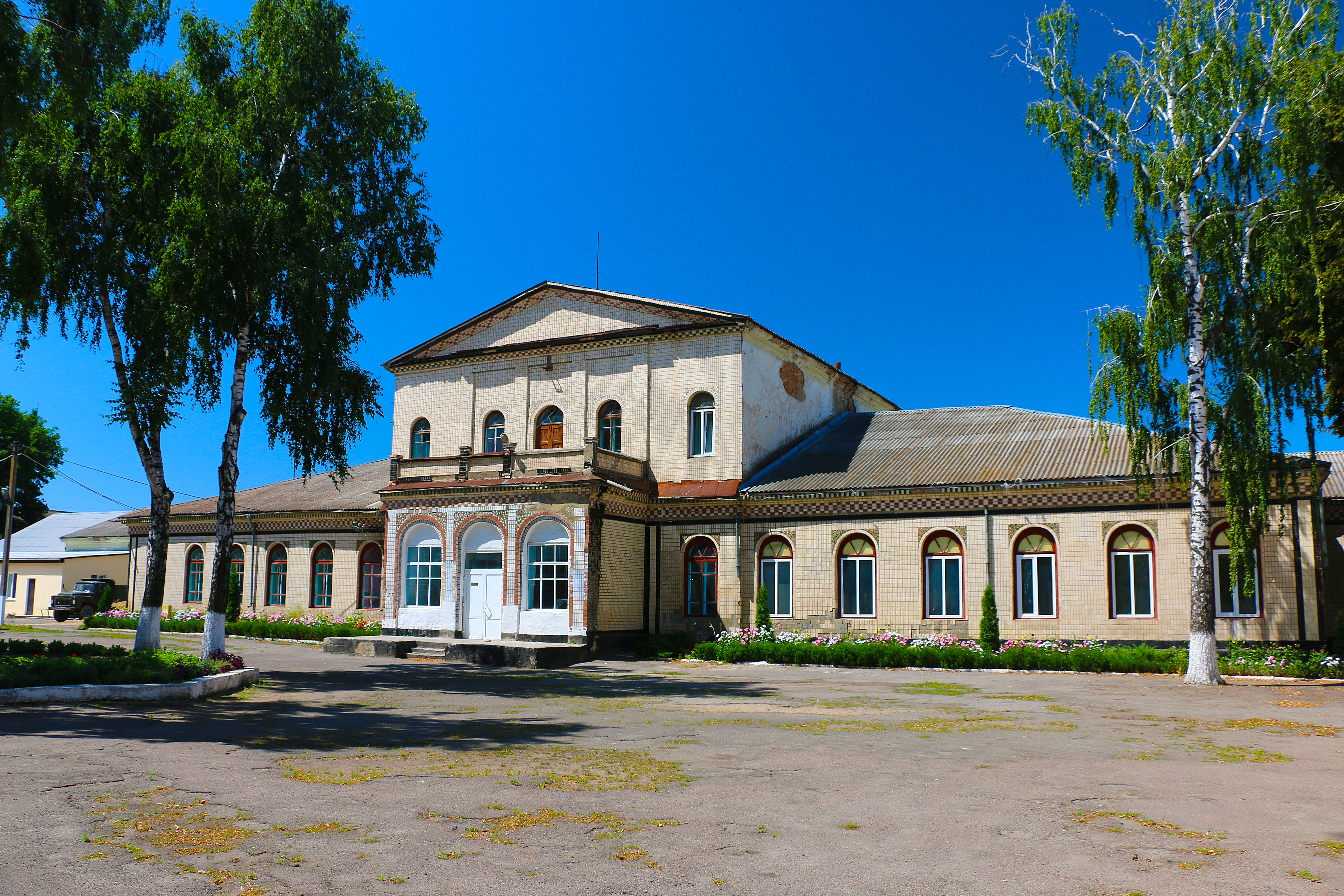
Pałac Potockich w Daszowie
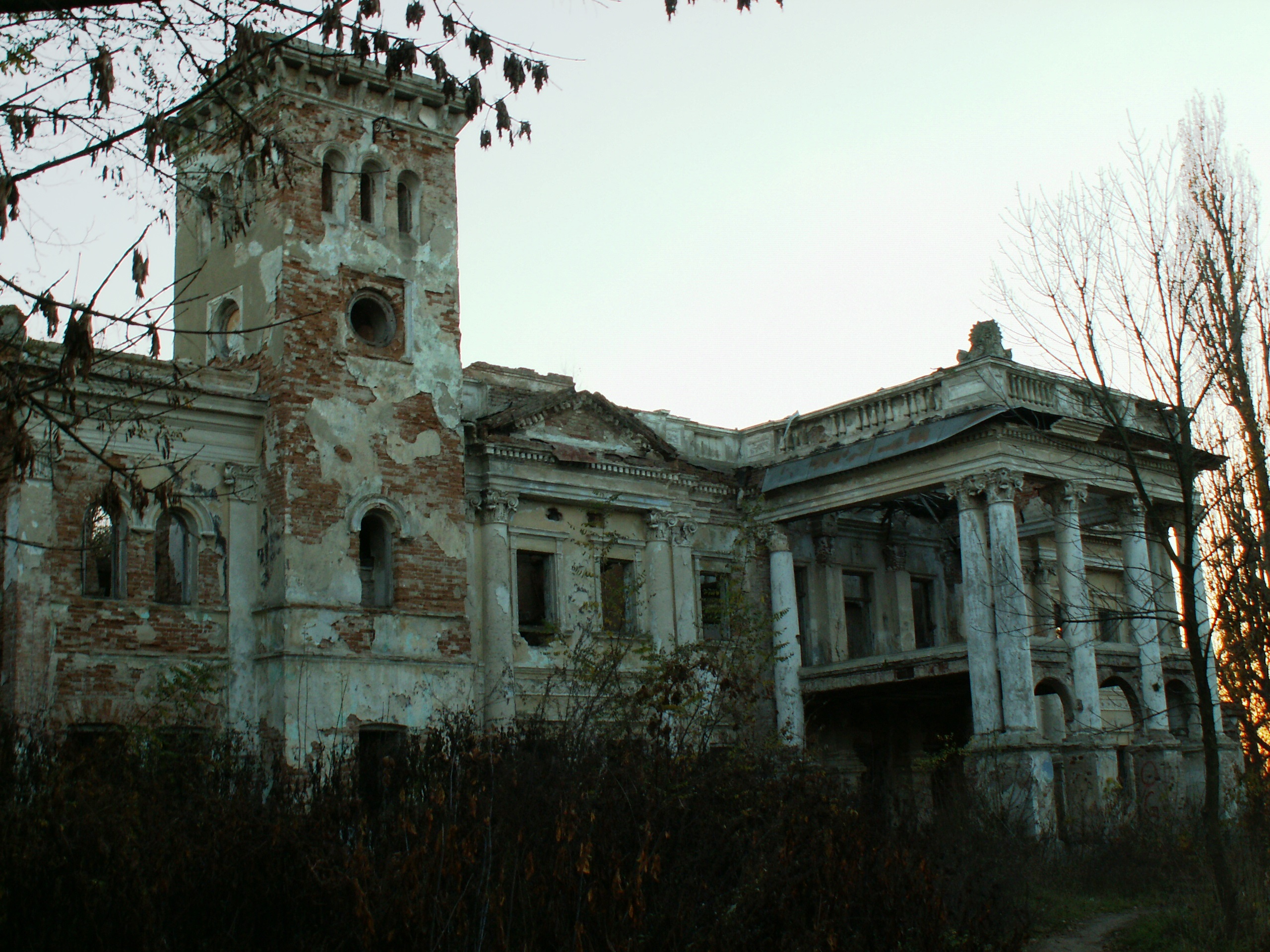
Pałac Sobańskich w Obodówce
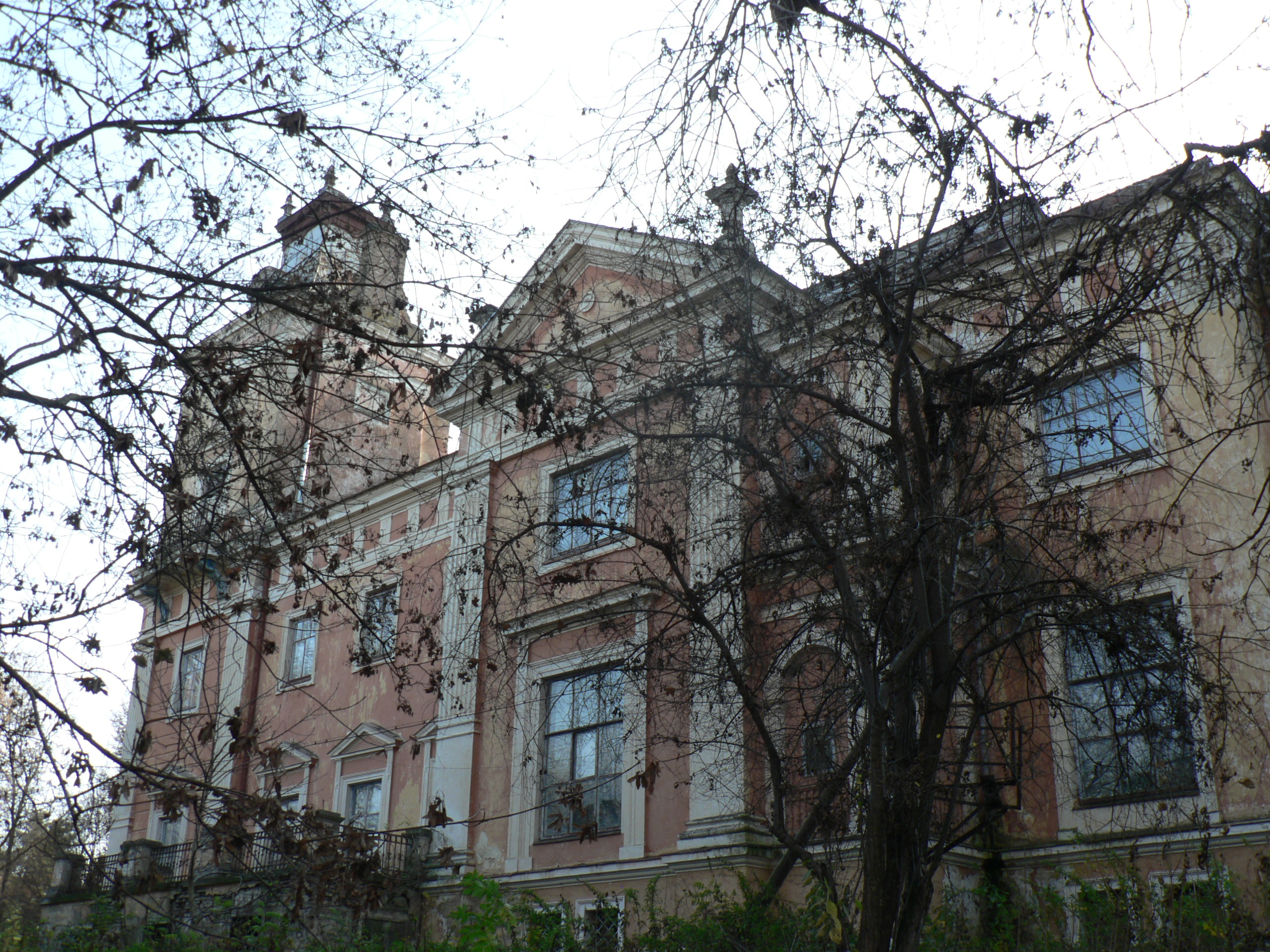
Pałac Sobańskich w Wierzchówce
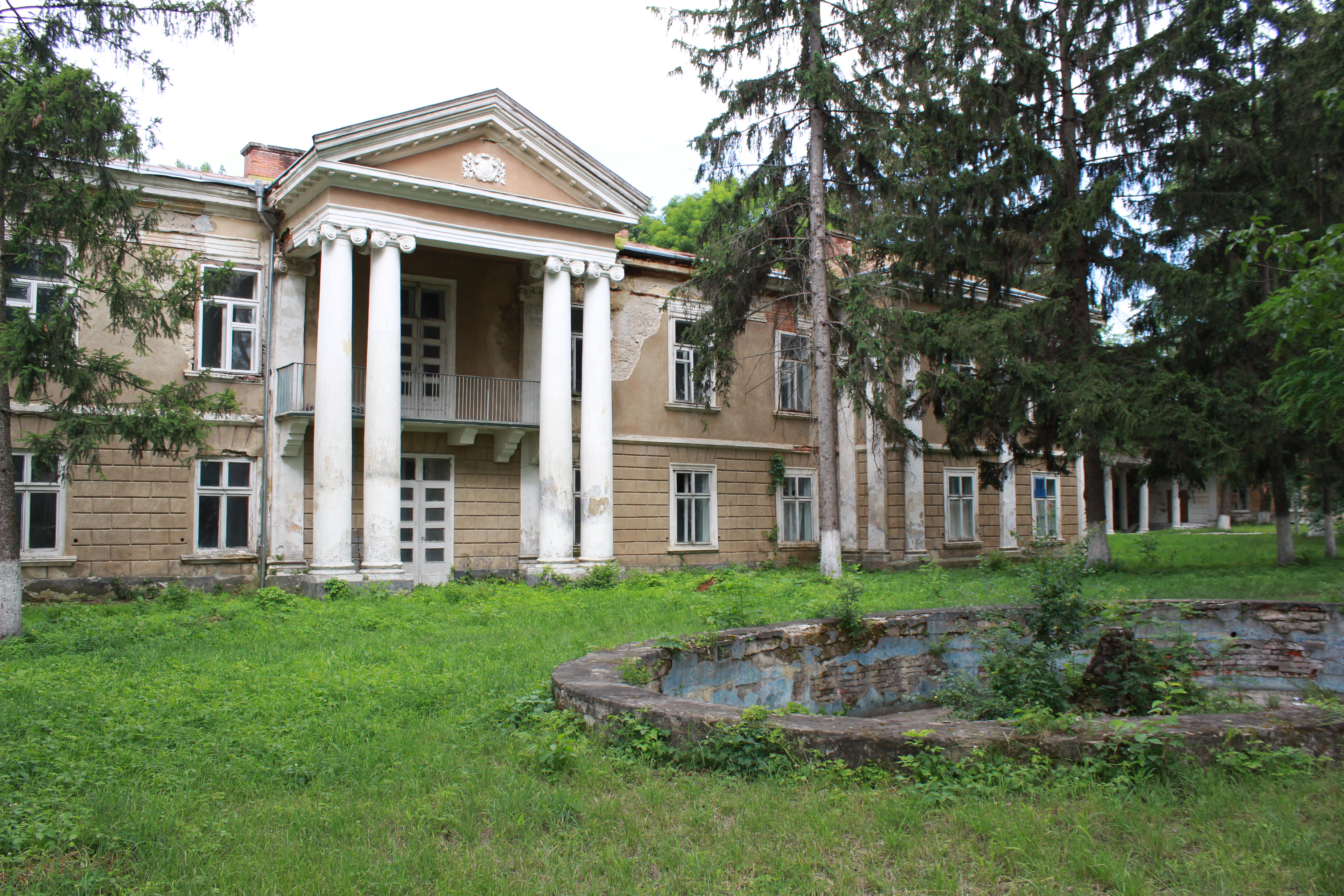
Pałac Brunickich w Zaleszczykach

### Kościoły

Wybrane kościoły i klasztory z czasów I Rzeczypospolitej
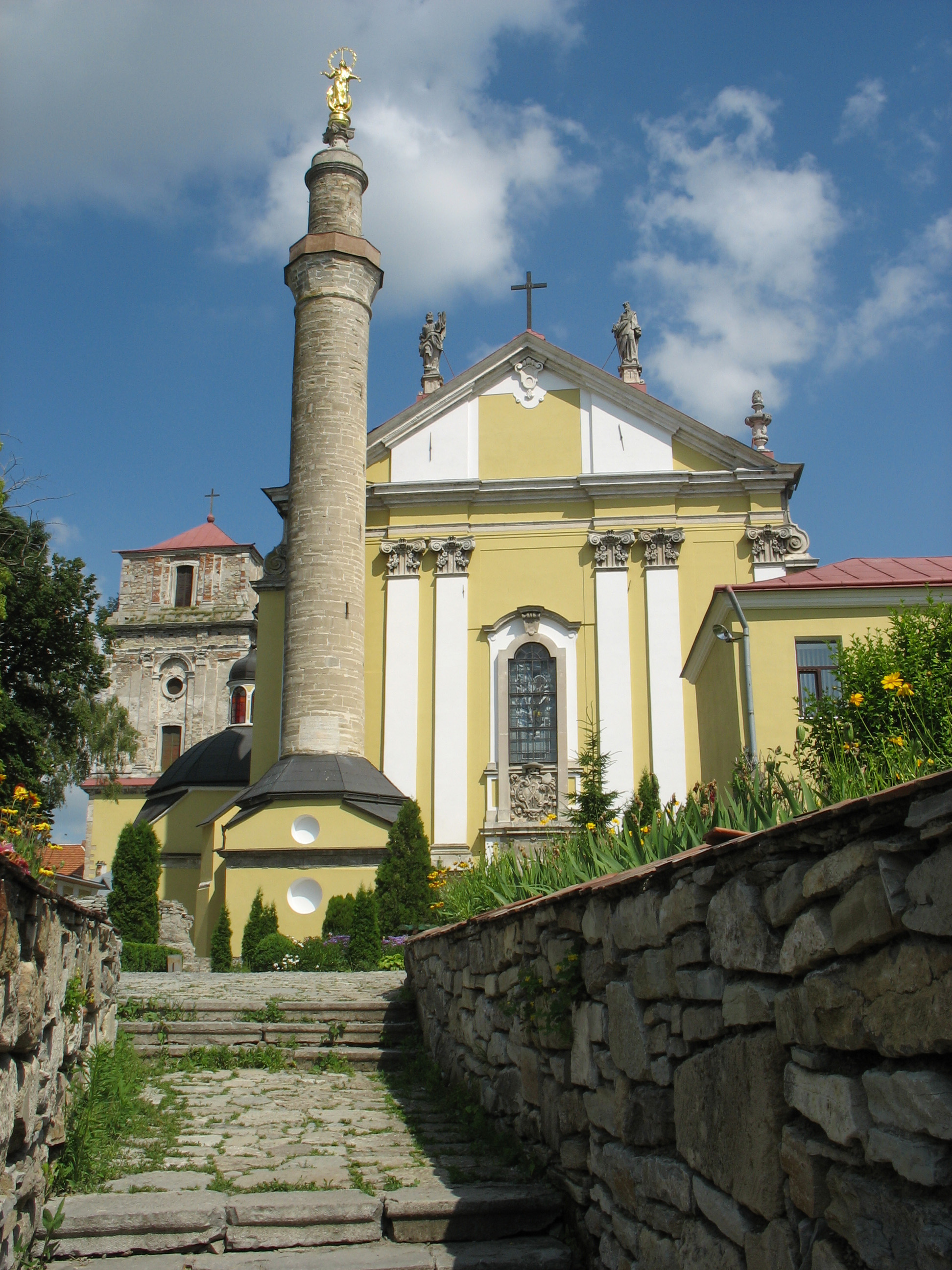
Katedra śś. Piotra i Pawła w Kamieńcu Podolskim
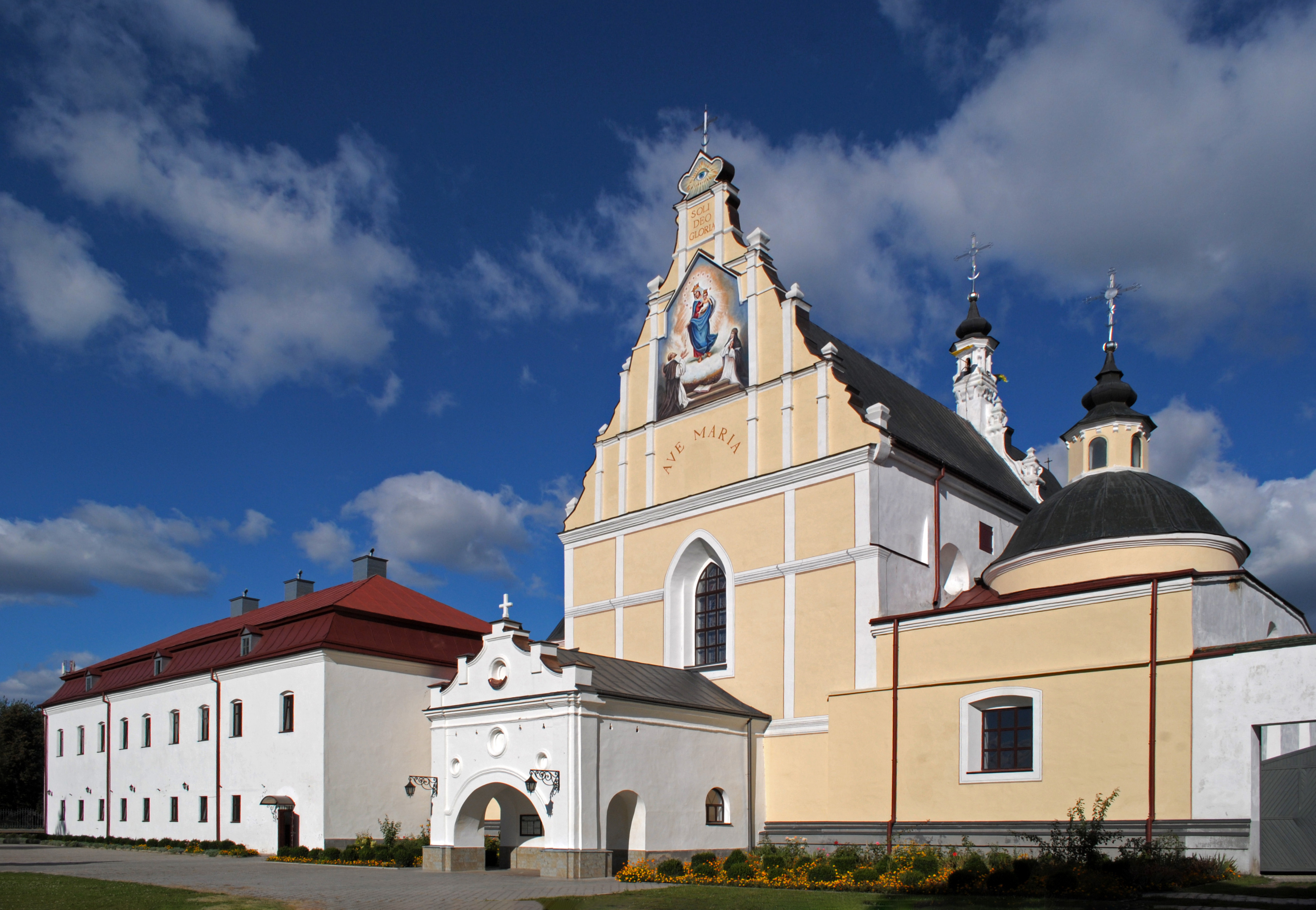
Klasztor dominikanów w Latyczowie
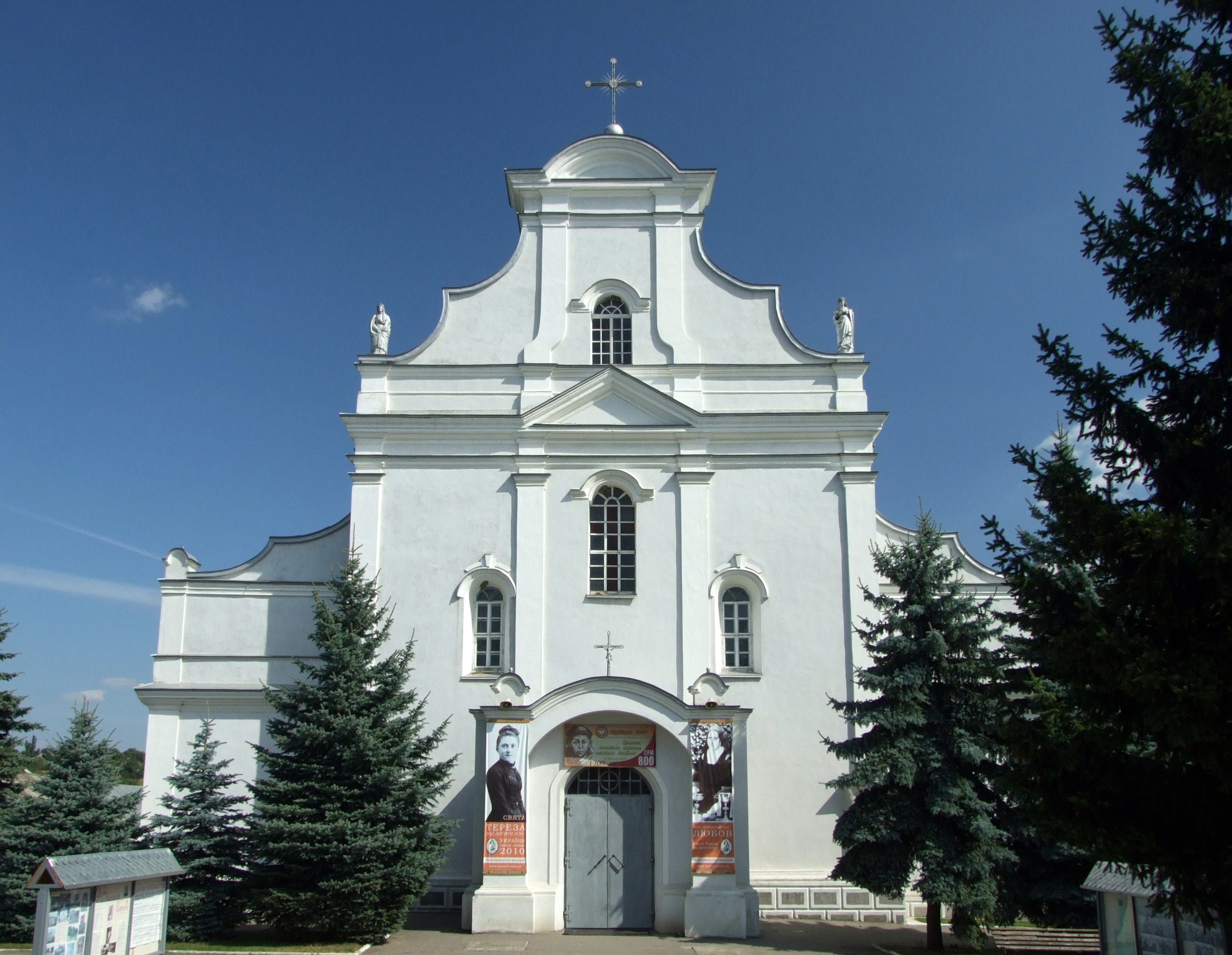
Kościół św. Floriana w Szarogrodzie
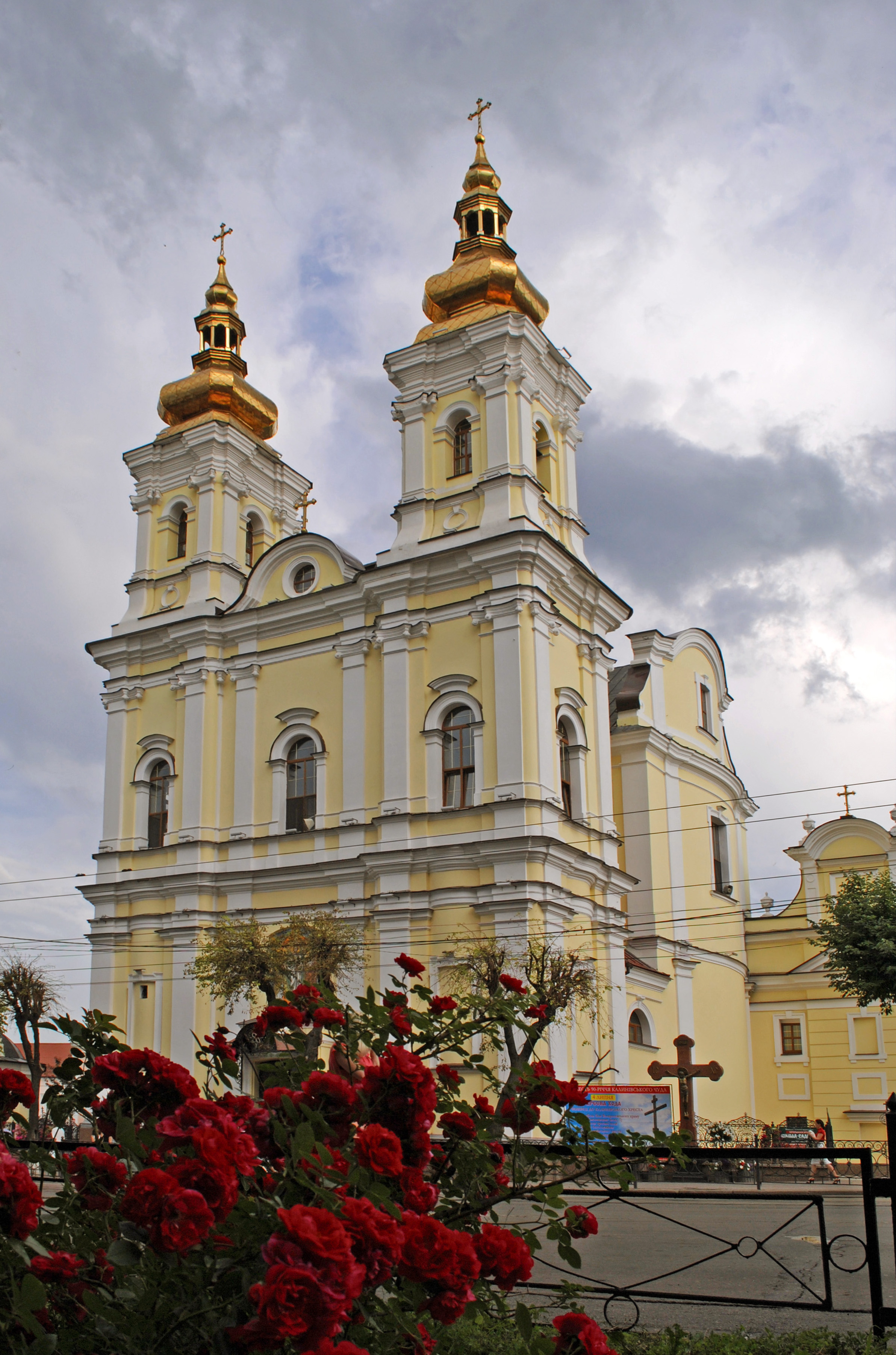
Kościół dominikanów w Winnicy
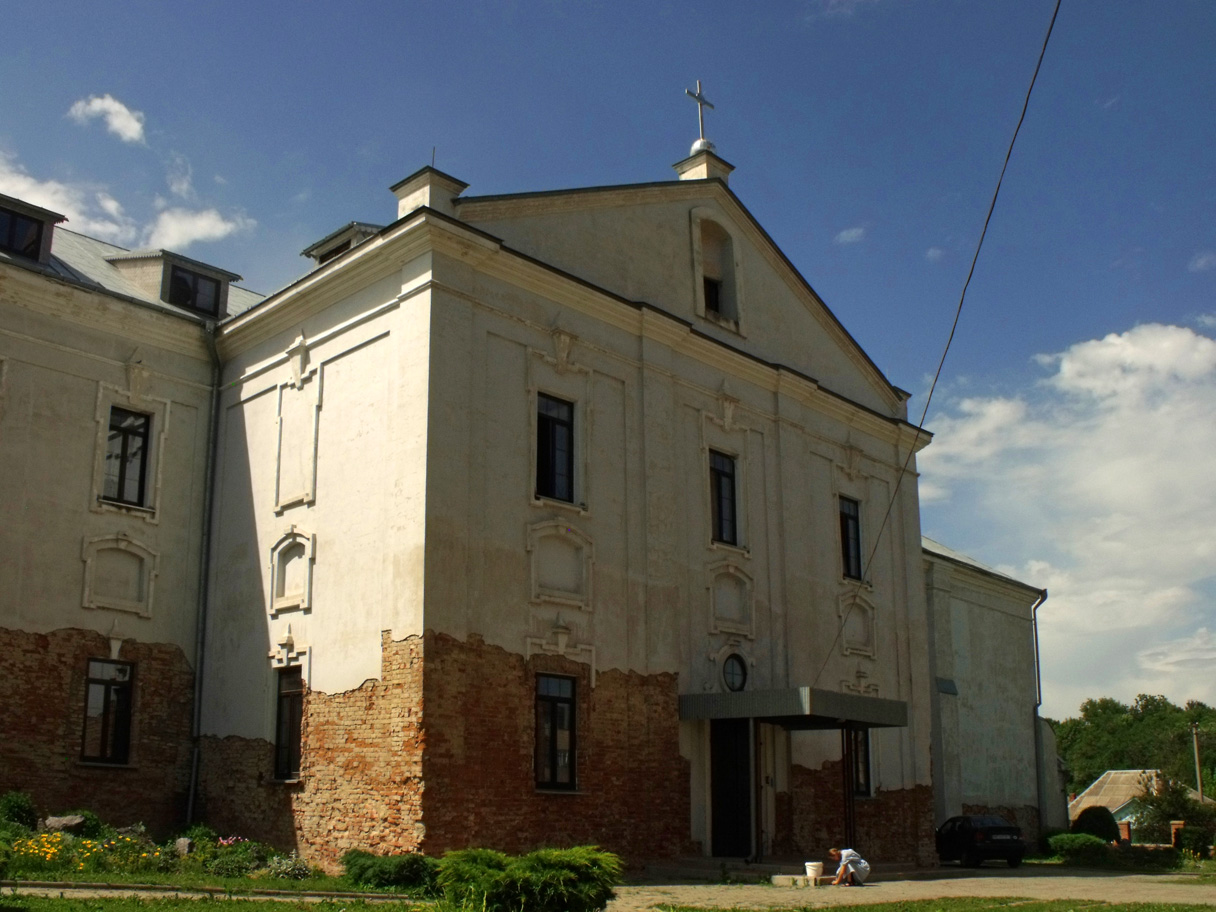
Klasztor karmelitów w Barze
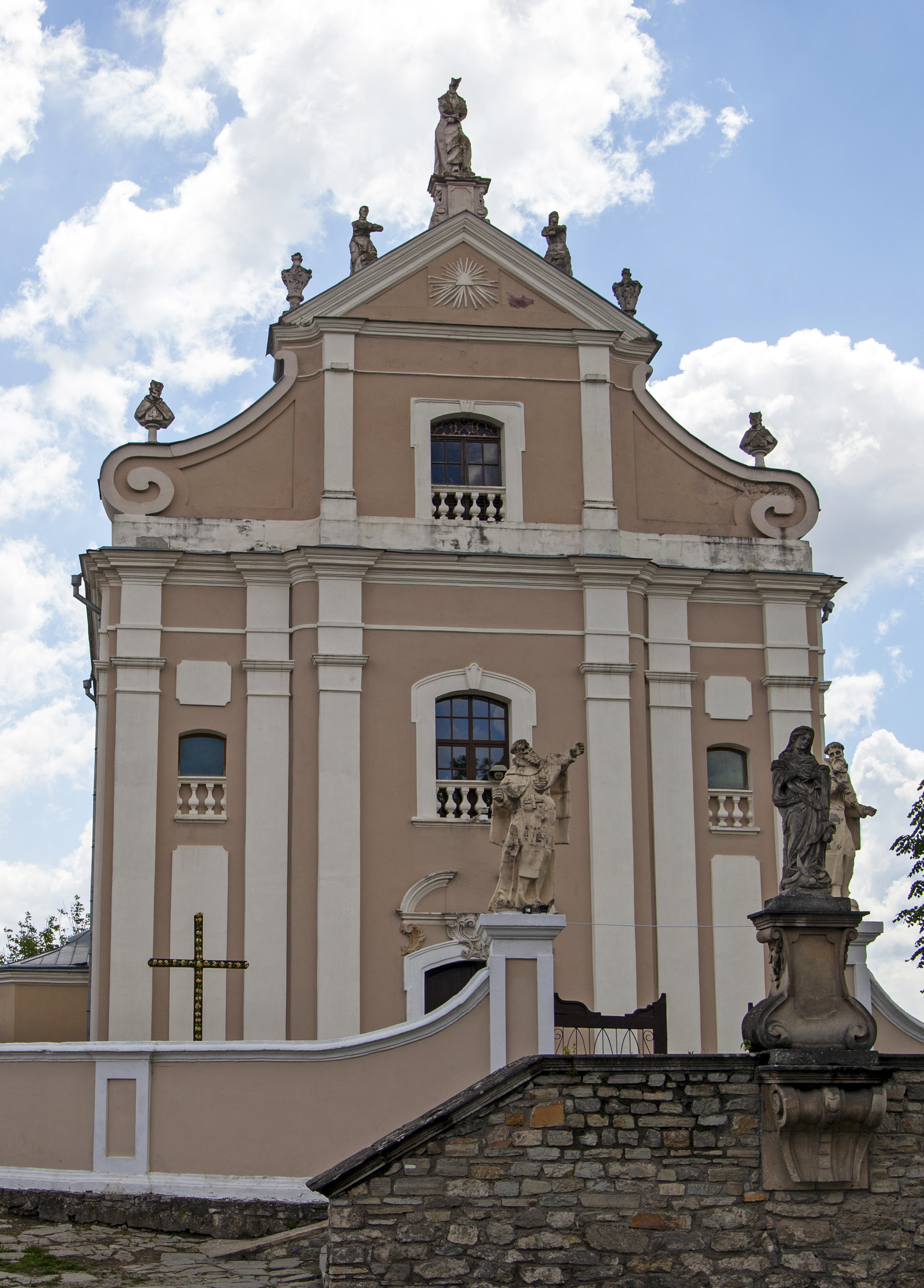
Kościół trynitarzy w Kamieńcu Podolskim

Wybrane kościoły z czasów zaborów
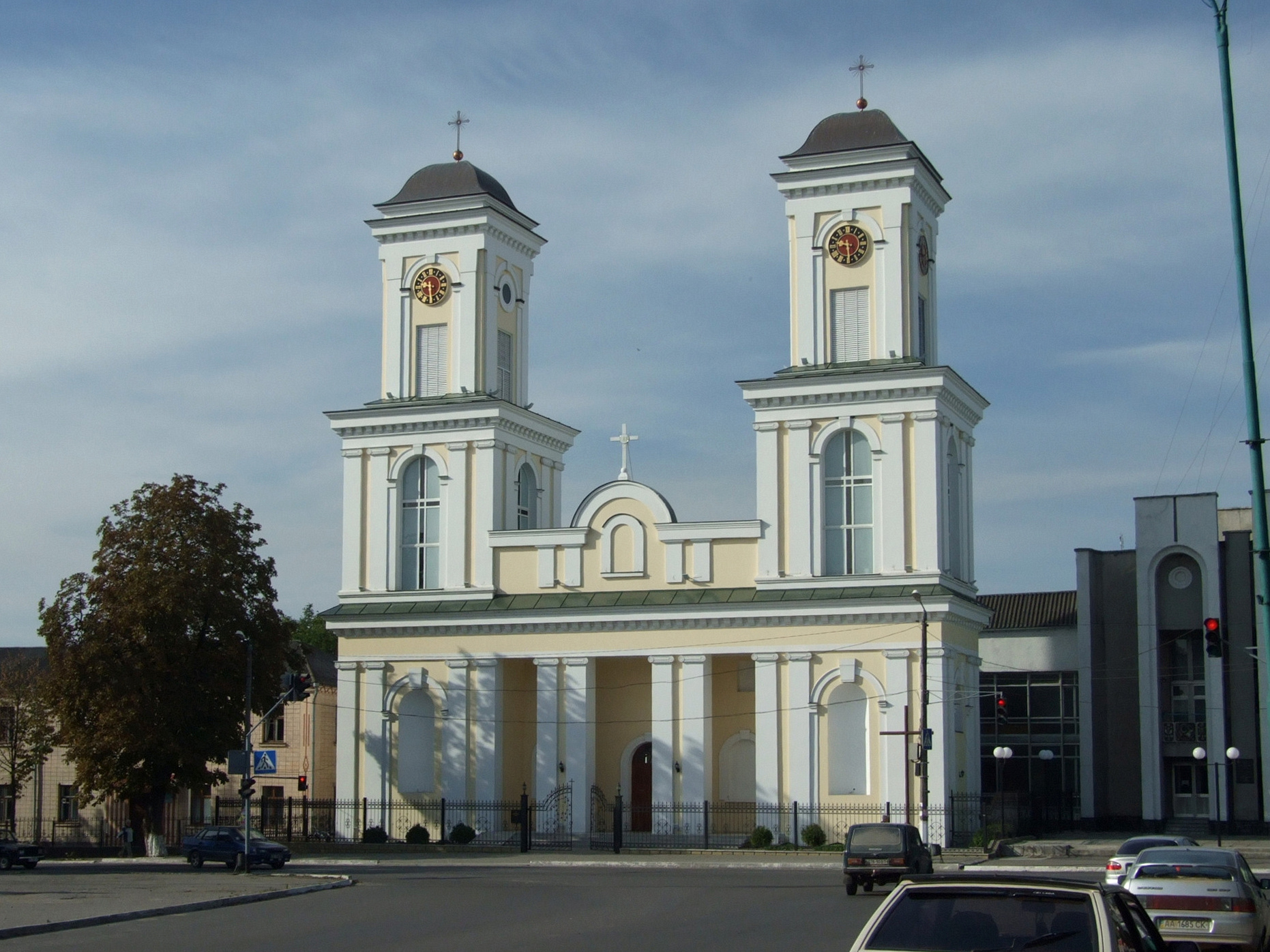
Kościół św. Józefa Oblubieńca w Niemirowie
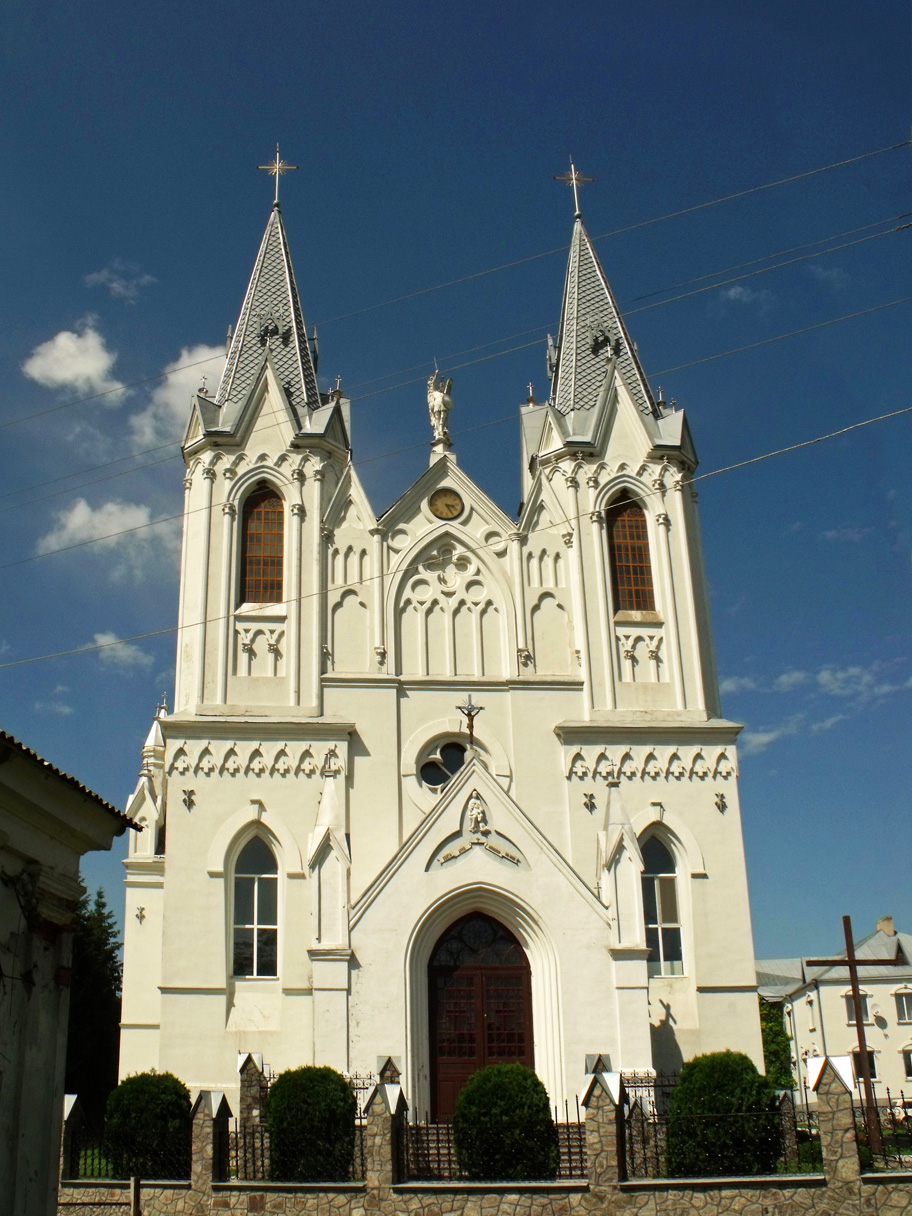
Kościół św. Anny w Barze
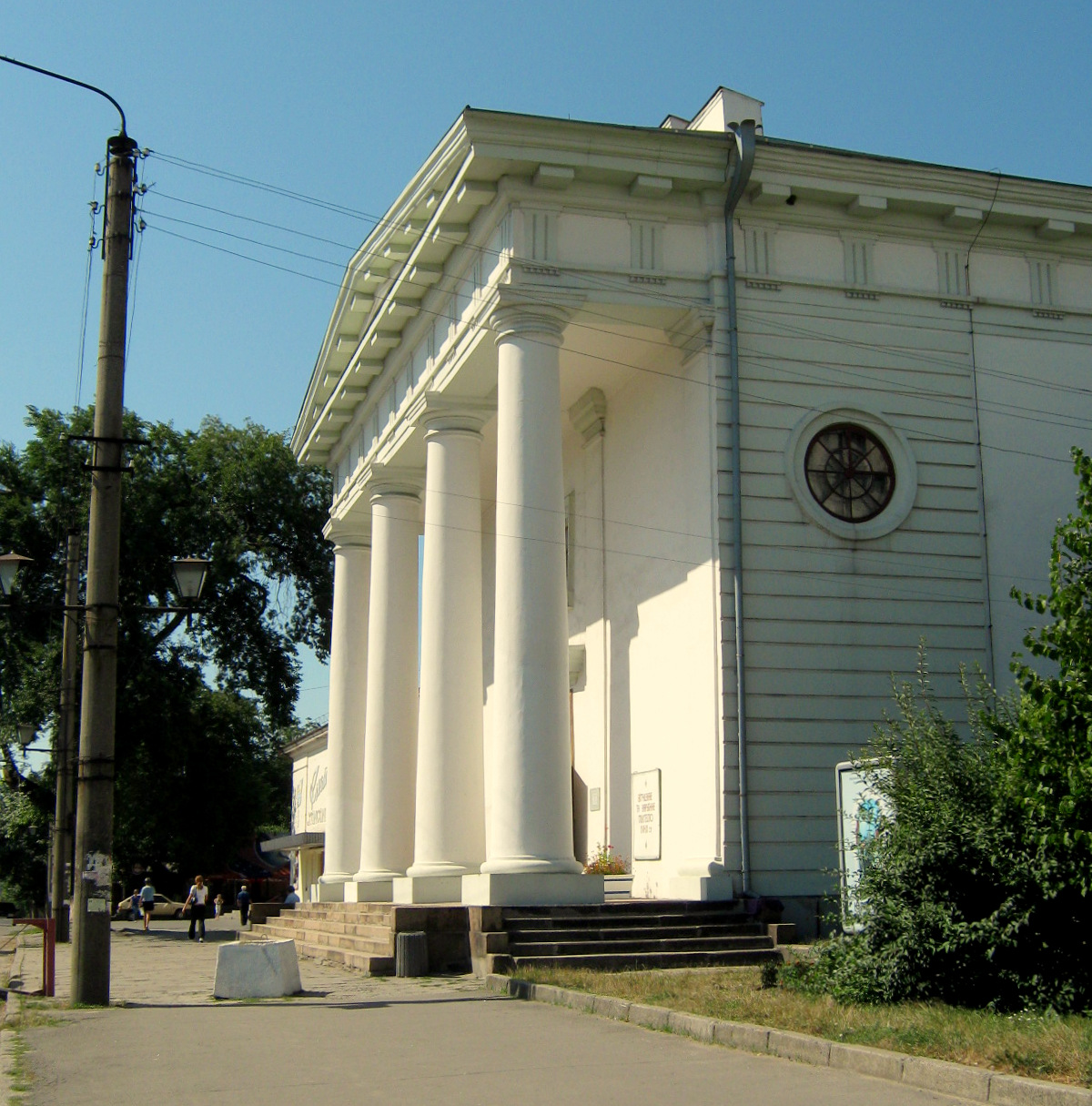
Kościół Wniebowzięcia NMP w Humaniu
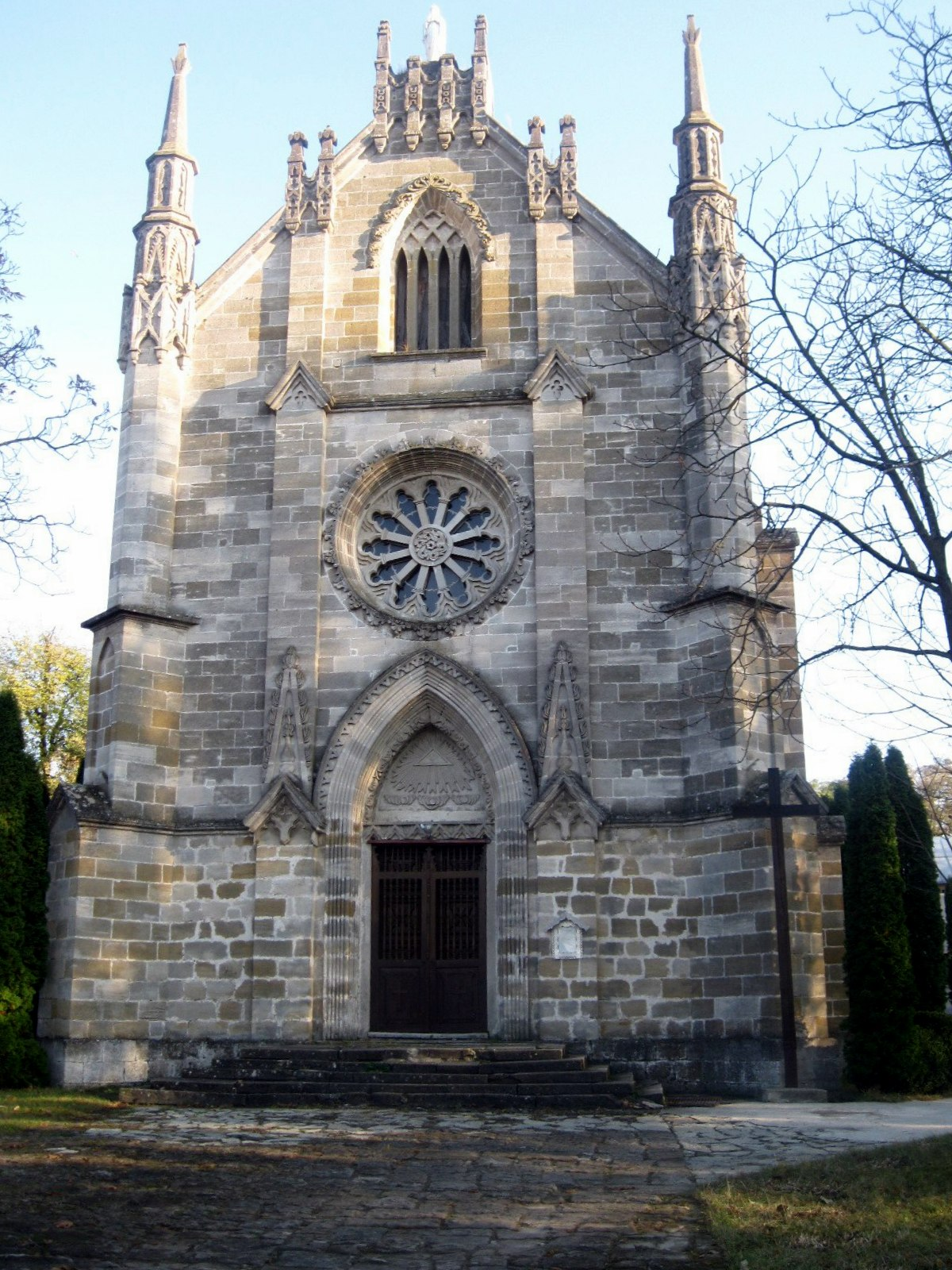
Kościół św. Józefa w Mukarowie
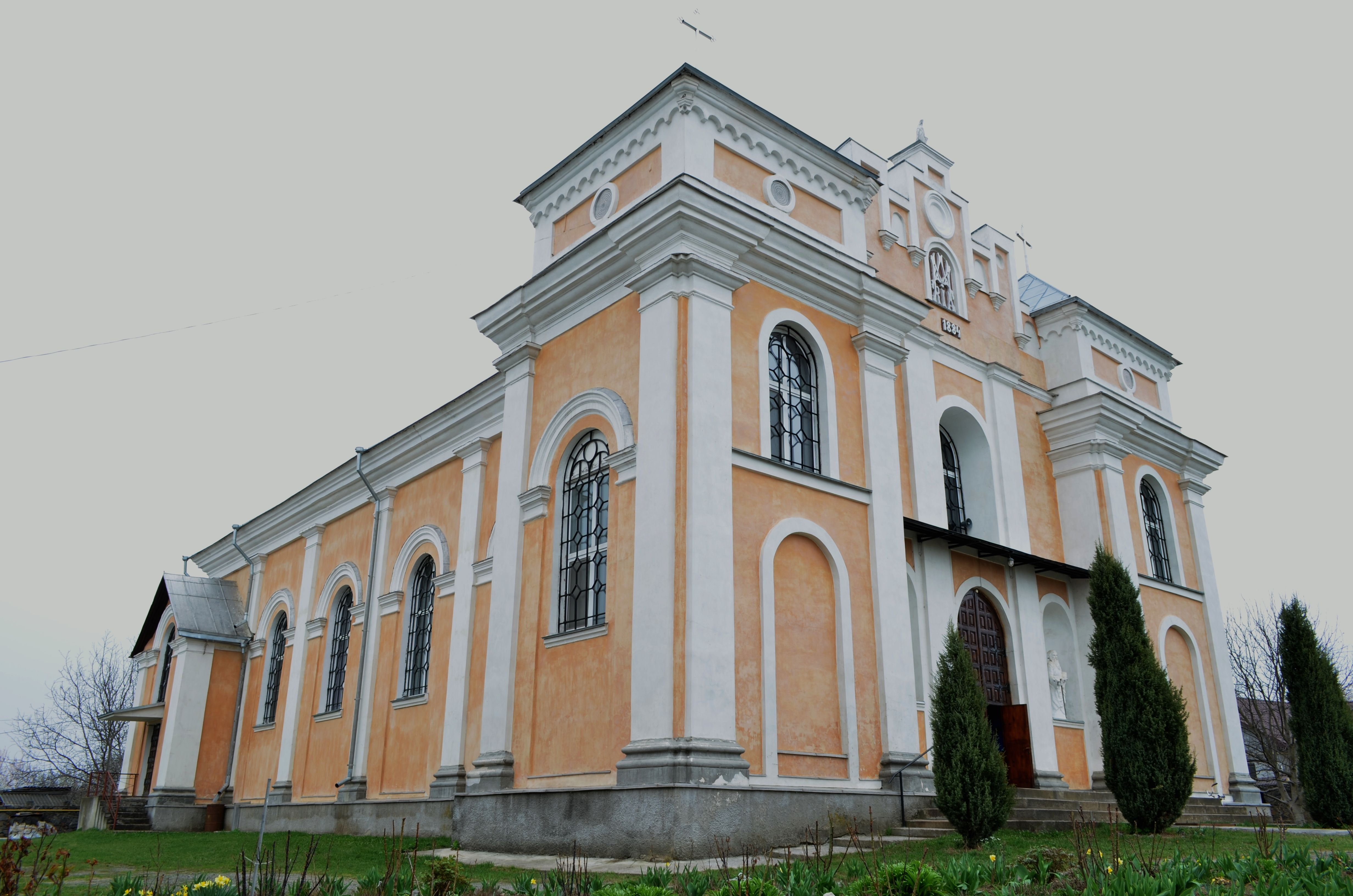
Kościół Matki Boskiej Szkaplerznej w Bracławiu
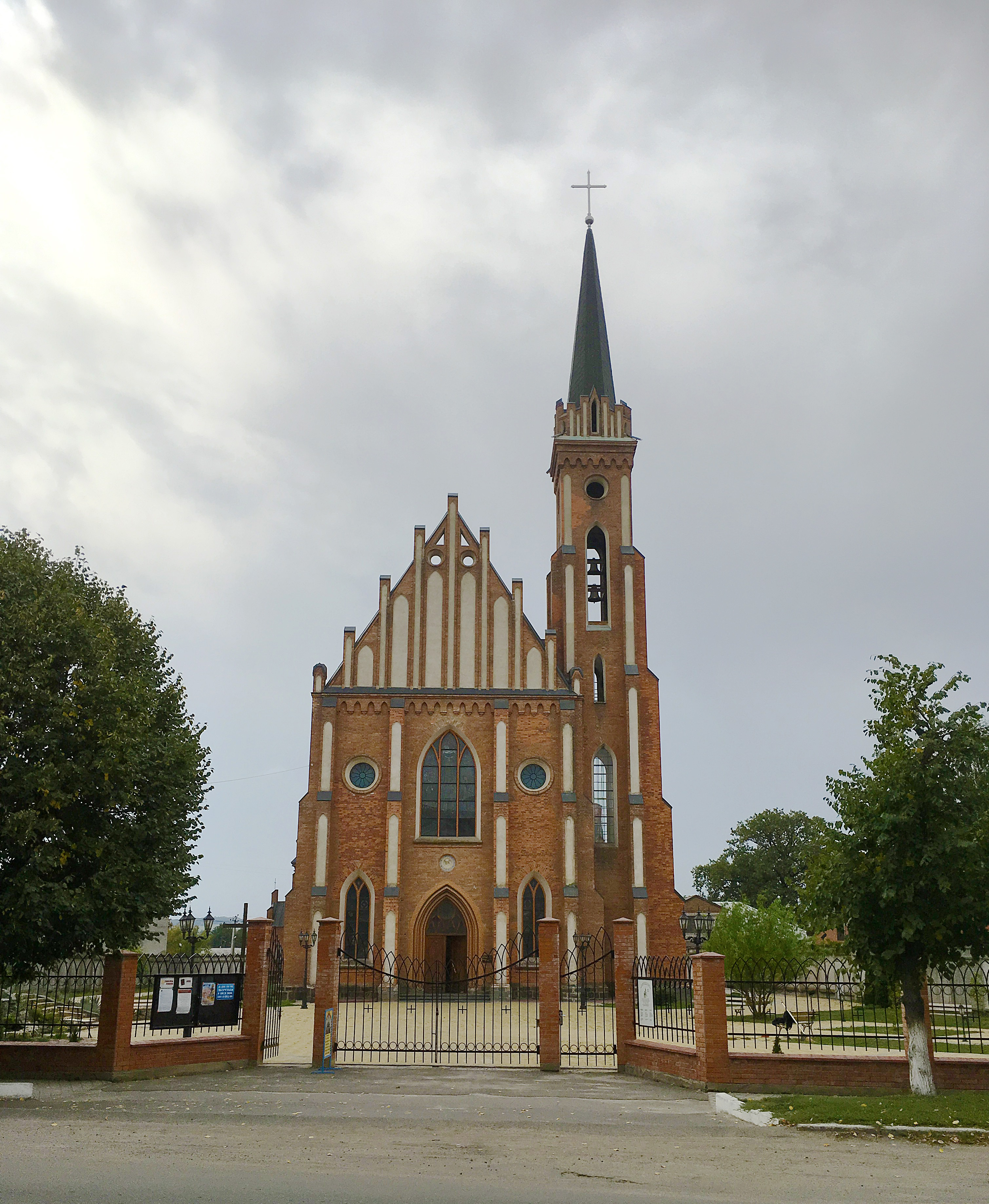
Kościół św. Józefa w Hniwaniu

## Miasta

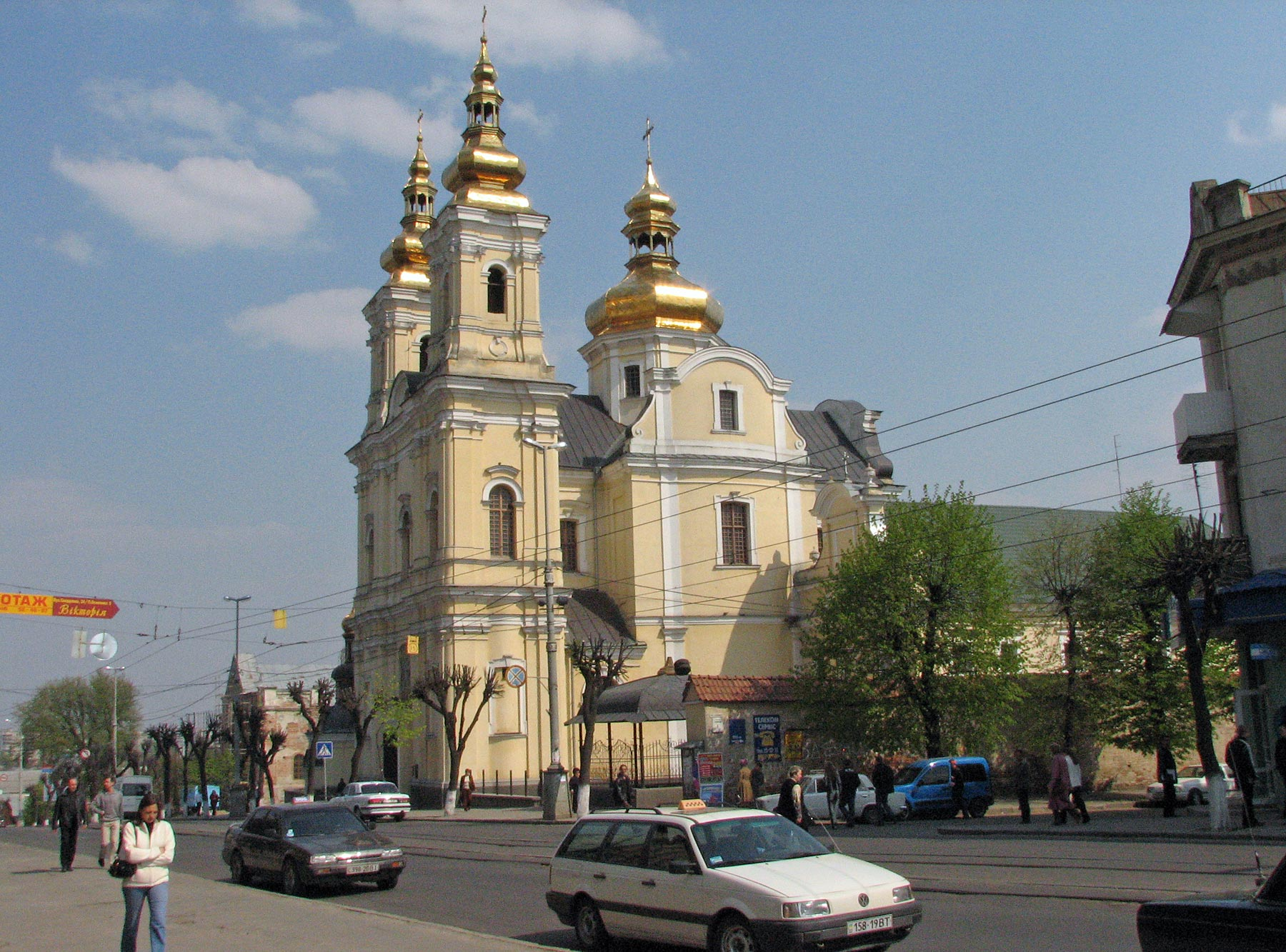
Winnica

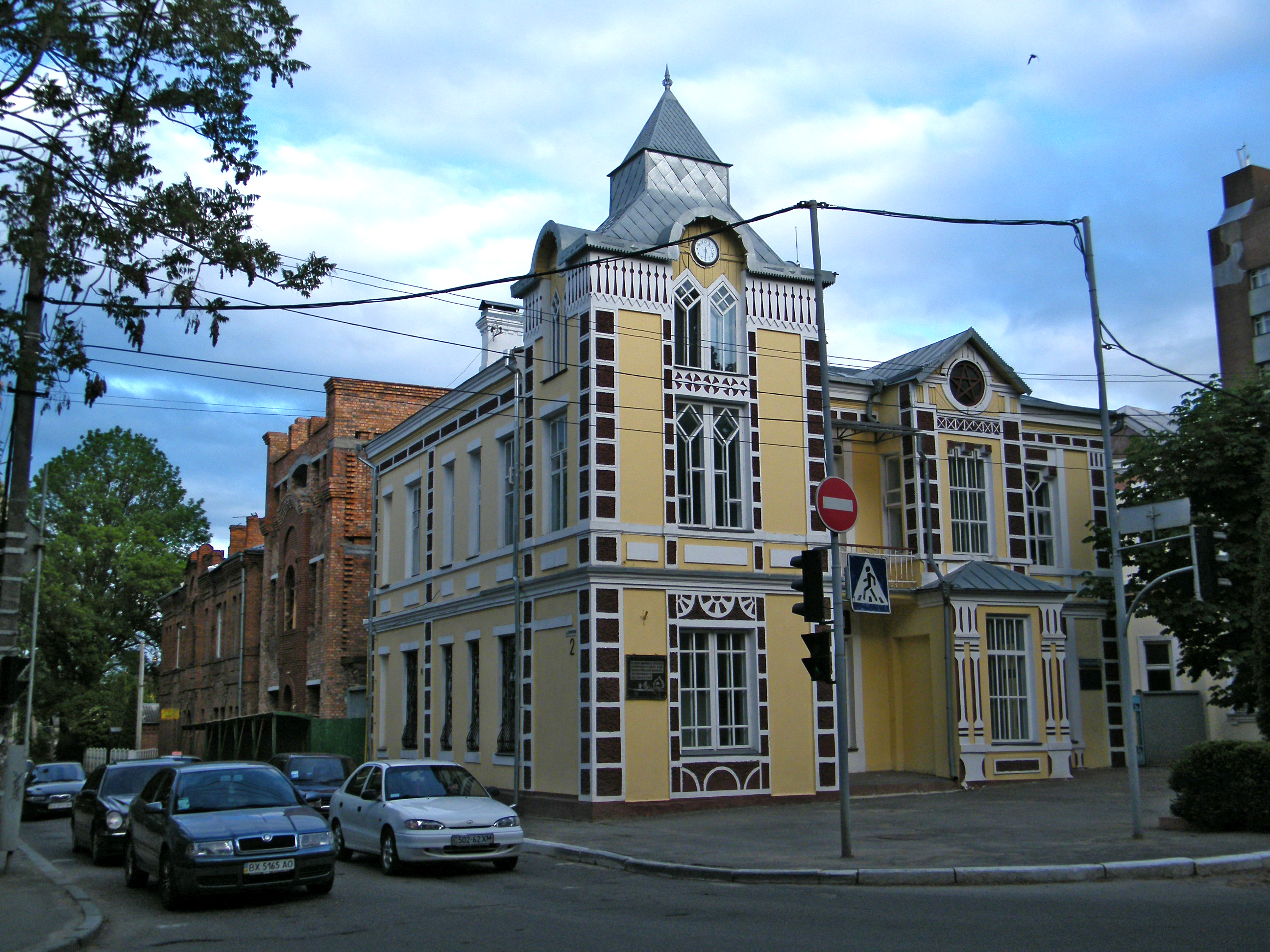
Chmielnicki

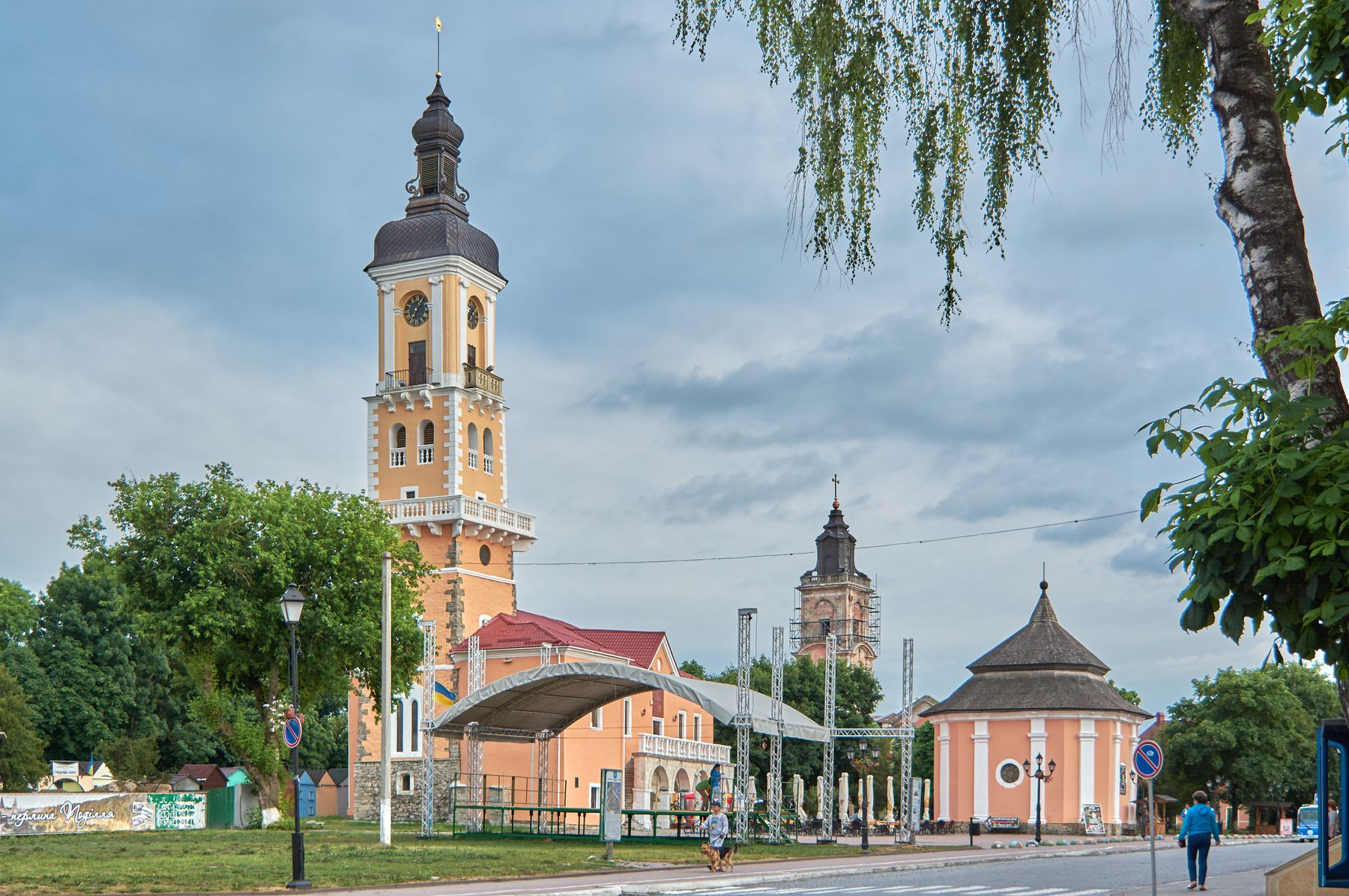
Kamieniec Podolski

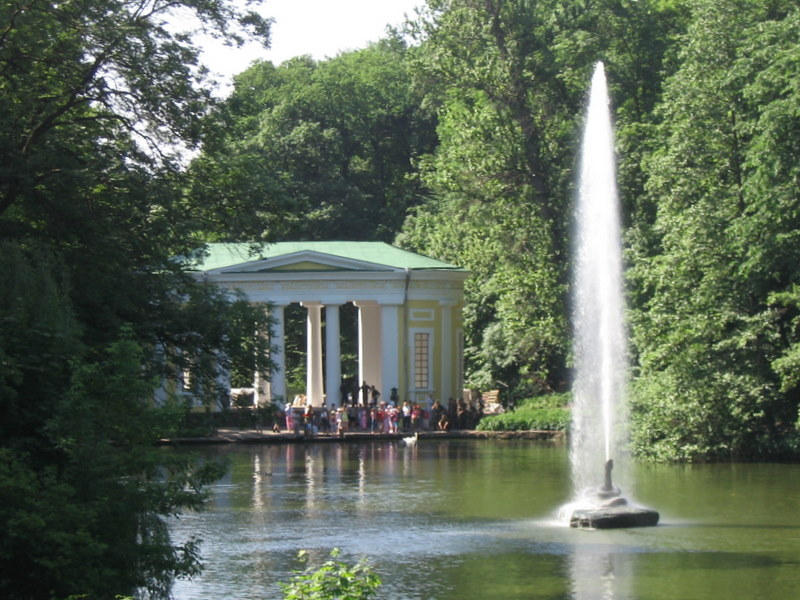
Humań

Największe miasta na Podolu współcześnie:
|     | Miasto                  | Populacja (2014) | Państwo (2016) | Jednostka administracyjna (2016) |
| --- | ----------------------- | ---------------- | -------------- | -------------------------------- |
| 1.  | Winnica                 | 372 116          | Ukraina        | obwód winnicki                   |
| 2.  | Chmielnicki (Płoskirów) | 266 612          | Ukraina        | obwód chmielnicki                |
| 3.  | Kamieniec Podolski      | 102 254          | Ukraina        | obwód chmielnicki                |
| 4.  | Humań                   | 86 621           | Ukraina        | obwód czerkaski                  |
| 5.  | Perwomajsk (Bohopol)    | 66 687           | Ukraina        | obwód mikołajowski               |
| 6.  | Rybnica                 | 47 949           | /              | rejon Rybnica                    |
| 7.  | Żmerynka                | 35 354           | Ukraina        | obwód winnicki                   |
| 8.  | Mohylów Podolski        | 31 832           | Ukraina        | obwód winnicki                   |
| 9.  | Czortków                | 29 662           | Ukraina        | obwód tarnopolski                |
| 10. | Chmielnik               | 28 275           | Ukraina        | obwód winnicki                   |
| 11. | Hajsyn                  | 25 879           | Ukraina        | obwód winnicki                   |
| 12. | Koziatyn                | 24 180           | Ukraina        | obwód winnicki                   |
| 13. | Ładyżyn                 | 22 783           | Ukraina        | obwód winnicki                   |
| 14. | Kalinówka               | 19 226           | Ukraina        | obwód winnicki                   |
| 15. | Bałta (Józefgród)       | 19 082           | Ukraina        | obwód odeski                     |
| 16. | Zwinogródka             | 17 771           | Ukraina        | obwód czerkaski                  |
| 17. | Bahaczewe               | 17 278           | Ukraina        | obwód czerkaski                  |
| 18. | Gródek                  | 16 741           | Ukraina        | obwód chmielnicki                |
| 19. | Bar                     | 16 380           | Ukraina        | obwód winnicki                   |
| 20. | Dunajowce               | 16 232           | Ukraina        | obwód chmielnicki                |
| 21. | Tulczyn                 | 15 845           | Ukraina        | obwód winnicki                   |
| 22. | Hajworon                | 15 087           | Ukraina        | obwód kirowohradzki              |
| 23. | Talne                   | 14 160           | Ukraina        | obwód czerkaski                  |
| 24. | Żaszków                 | 14 146           | Ukraina        | obwód czerkaski                  |
| 25. | Tetyjów                 | 13 270           | Ukraina        | obwód kijowski                   |
| 26. | Berszad                 | 13 098           | Ukraina        | obwód winnicki                   |
| 27. | Hniwań                  | 12 577           | Ukraina        | obwód winnicki                   |
| 28. | Niemirów                | 11 861           | Ukraina        | obwód winnicki                   |
| 29. | Ilińce                  | 11 360           | Ukraina        | obwód winnicki                   |
| 30. | Jampol                  | 11 329           | Ukraina        | obwód winnicki                   |